# Collégiale Saint-Frambourg de Senlis
Pour les articles homonymes, voir Saint-Fraimbault.
La collégiale Saint-Frambourg de Senlis est une ancienne chapelle royale, qui disposait en même temps d'un chapitre de douze chanoines nommés directement par le roi, située à Senlis (Oise), en France. Elle était consacrée à saint Fraimbault, dont elle conservait les reliques. Sa fondation est attribuée à la reine Adelaïde, consécutivement à l'élection de Hugues Capet en 987, dans la même ville. On démolit alors une église carolingienne, pour bâtir la collégiale pré-romane avec un massif occidental et une nef basilicale. Cependant, vers 1177, la chapelle d'Adelaïde doit céder la place à un édifice gothique plus ambitieux dont la construction est lancée vers 1169. Cette collégiale suit un plan très simple, à vaisseau unique, avec un seul niveau d'élévation et cinq travées doubles, mais ses dimensions sont importantes pour une chapelle réservée à la famille royale, au chapitre et à la vénération de nombreux reliques : elle mesure 46 m de longueur et 9,70 m de largeur à l'intérieur, et est inondée de lumière. Son allure est massive, puissante et élégante à la fois ; son architecture table sur des proportions harmonieuses et une exécution soignée et ne cède pas à la tentation d'impressionner par une décoration abondante. Au cours de son existence, la collégiale ne subit pas de remaniements significatifs. Elle est fermée à la Révolution française, le chapitre dissout, et l'édifice transformé en temple de la Raison, avant d'être vendu comme bien national. Vers le début des années 1820, le clocher en bâtière qui était accolé à la façade occidentale au nord, est démantelé afin de vendre les éléments de sculpture. Servant de manège, puis d'atelier et d'entrepôt, l'ancienne collégiale est classée monument historique par la liste de 1862. Ce classement n'a pas de répercussion sur sa préservation ; ce qui reste de la toiture initiale s'effondre en 1914. Hormis la pose d'une couverture plate, Saint-Frambourg n'est pas du tout entretenue, et dans l'après-guerre, un atelier de carrosserie occupe le monument. C'est dans cet état de délabrement que le pianiste virtuose d'origine hongroise György Cziffra acquiert l'ancienne chapelle royale en 1974, sur conseil d'André Malraux, pour la transformer en auditoire. Pendant une brève campagne de fouilles, des vestiges des deux églises précédentes sont mis au jour, ainsi que la tour n° 9 de l'enceinte gallo-romaine qui a dû être arasée pour la construction de la collégiale gothique. La restauration intérieure est entreprise en 1976-1977, et suivie de l'inauguration au public ; elle se poursuit sur la façade vers 1980, et se conclut par la reconstitution de la toiture en 2002. Depuis 2016, la fondation Cziffra, créée par l'artiste dès 1975, devient propriétaire des lieux. Conjointement avec les partenaires institutionnels, elle propose un programme varié de concerts, de festivals et de concours tout au long de l'année. Il est axé sur les compositions pour piano et la musique de chambre.

## Situation

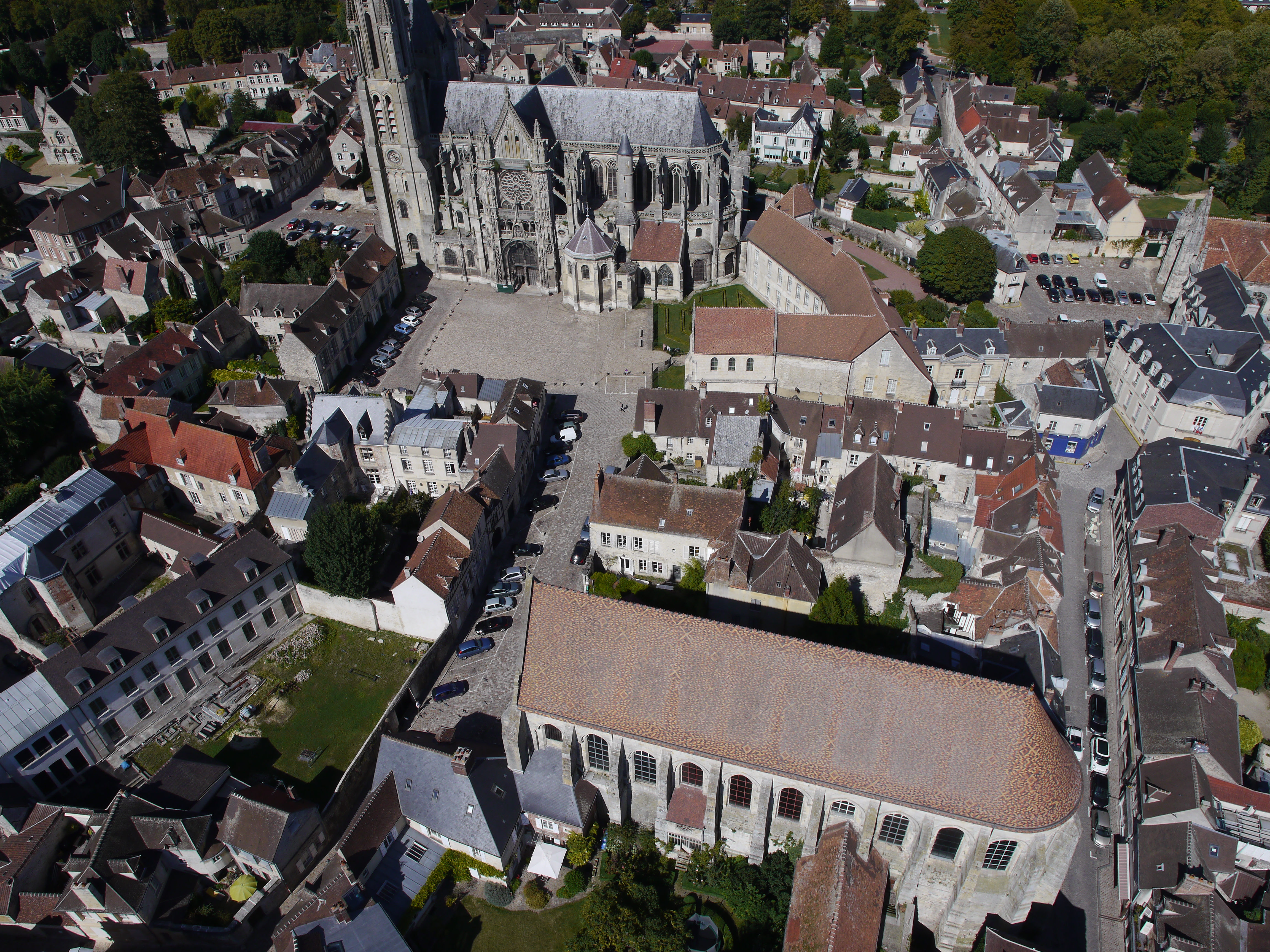
La chapelle Saint-Frambourg, au premier plan à droite, vue vers le nord. À gauche, la place Saint-Frambourg ; au fond, la cathédrale ; et à droite, la rue Saint-Hilaire.

L'ancienne chapelle royale Saint-Frambourg, auditorium Franz-Liszt, est située en France, dans la région Hauts-de-France et dans le département de l'Oise, dans le parc naturel régional Oise-Pays de France, au centre de la ville de Senlis, dans le secteur sauvegardé, à la limite orientale de l'ancienne cité gallo-romaine, à 100 m au sud de la cathédrale Notre-Dame de Senlis, place Saint-Frambourg. La façade occidentale avec le portail donne sur la place ; à sa gauche, le petit bâtiment mitoyen abrite l'entrée au public et l'accueil. Il intègre la base du clocher, dont la partie supérieure a été démolie au cours des années 1820. Au nord de l'ancienne collégiale, sur l'emplacement du cimetière du chapitre, se situe un parking, délimité à l'est par l'enceinte gallo-romaine, réduit ici à la moitié de sa hauteur avant la construction de la chapelle. Le chevet de l'édifice donne sur la rue Saint-Hilaire. Il la domine largement, mais se situe en léger retrait par rapport à la ligne de maisons de ce côté ouest de la rue. Des maisons le jouxtent, sans à présent le toucher. Au sud, l'ancienne collégiale est enclavée dans des terrains privés ; deux constructions y sont toujours accolées au niveau de la première et de la quatrième travée, dont la dernière correspond à l'ancienne sacristie. Une vue sur l'élévation sud de la chapelle est possible depuis le square Vernet, à travers les jardins. Ce square est en réalité un passage piéton reliant l’impasse Saint-Nicolas, qui part de la rue Saint-Frambourg, à la place de la Halle, qui débouche au nord-est sur la rue Saint-Hilaire déjà mentionnée.

## Histoire

### La fondation et le vocable
Après l'élection de Hugues Capet comme roi des Francs, à Senlis en 987, le fief du comté de Senlis passe dans la vassalité des Capétiens grâce[Pas dans la source] à l'intervention d'Adalbéron de Reims. Senlis fait ainsi partie du domaine royal au même titre que Compiègne, Étampes, Orléans, Paris et Poissy. La ville est le siège d'un château royal. Même si l'on ne dispose quasiment pas de preuves matérielles de la vie quotidienne à Senlis à cette époque, un élan constructeur révèle une certaine prospérité. La cathédrale de Senlis est reconstruite à la fin du Xe siècle, de même que plusieurs autres églises (Saint-Pierre, Saint-Rieul…). Dès 1065, la reine Anne de Kiev fonde l'abbaye Saint-Vincent de Senlis. On sait grâce à Helgaud et sa Vita Roberti que la reine Adélaïde d'Aquitaine fonde l'église Saint-Frambourg, en tant que chapelle royale. Au même titre que les chapelles palatines, elle est donc réservée à l'usage exclusive de la famille royale et n'a jamais été église paroissiale. Les fidèles ne peuvent pas assister aux offices. Comme plusieurs chartes le démontrent, on fait néanmoins appel à eux pour faire des offrandes, et ils sont parfois encouragés à visiter la chapelle. De nombreuses reliques y sont proposées à la vénération. Un chapitre de douze chanoines y est affecté, et pourvu des prébendes nécessaires pour assurer son entretien. La chapelle est donc en même temps collégiale. Les chanoines sont à la nomination directe du roi, et ne dépendent donc pas de l'évêque de Senlis. Ils ont pour vocation de prier pour le salut des âmes des membres défunts de la famille royale. Ce sont des prêtres séculiers ; contrairement aux religieux, ils bénéficient de nombreuses libertés, et en abusent parfois. Quand une réforme du chapitre s'impose en 1245, les chanoines sont désormais obligés à résider six mois par an à Senlis,,. Deux autres chapitres existent à Senlis : le chapitre cathédral, et le chapitre Saint-Rieul. La cathédrale n'a pas non plus de paroisse, tandis que l'église Saint-Rieul voisine est à la fois paroissiale et collégiale.
La chapelle est dédiée à saint Fraimbault, né vers 500 en Auvergne, et mort un 15 août, dans un village qui porte son nom, dans le Passais (Orne). Ses reliques ont été vénérées pendant trois siècles environ à l'église Saint-Fraimbault de Lassay. Ce n'est pas un saint très connu. Sa biographie n'est aucunement liée à Senlis ou sa région. L'on ignore à quelle période, entre la fin du IXe siècle et la fin du Xe siècle, ses reliques ont été transférées à Senlis, hormis le chef, qui demeure à Lassay. Le motif et les circonstances de cette translation demeurent également inconnus. Des hypothèses n'ont été formulées qu'à partir du XVIIe siècle. Si c'est la reine Adelaïde qui demanda la translationInterprétation abusive ?, on peut conclure qu'elle porta une vénération particulière à saint Fraimbault. Une raison possible est qu'il passa l'essentiel de sa vie dans la province du Maine, terre natale[citation nécessaire] de son père Guillaume III d'Aquitaine : ainsi, elle a pu avoir connaissance de son culte dès sa jeunesse. Sinon, un siècle plus tôt, les incursions vikings dans le Maine ont également pu constituer un motif. Forte de son enceinte gallo-romaine, la ville de Senlis pouvait garantir une protection suffisante. Dans ce cas, la dépouille de saint Fraimbault était déjà abritée dans l'une des églises de la ville lors de la fondation de la collégiale. Il a pu être choisi comme saint patron de la collégiale en raison de l'importance des reliques (tout le corps sauf la tête). À la Révolution française, pratiquement toutes les reliques présentes à Senlis sont enterrées ensemble contre le mur du cimetière. Elles sont exhumées en 1854 et déposées dans une châsse placée dans la cathédrale.

### La collégiale d'autour de l'an mil et son ancêtre

Plan de l'église carolingienne - vestiges et restitution.

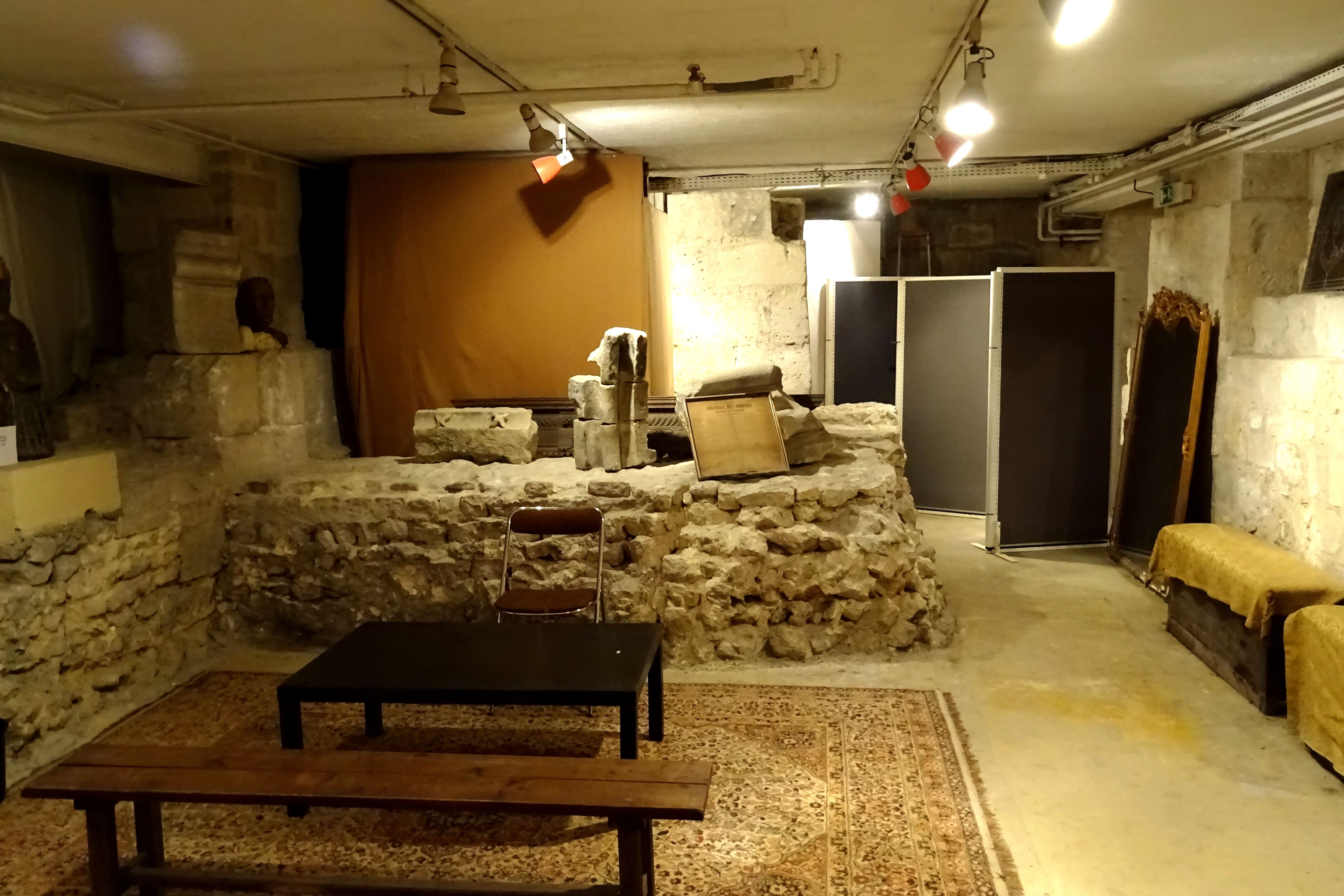
Espace du massif occidental de l'église carolingienne, vue vers l'ouest. Les murs tout au fond et tout à droite sont gothiques.

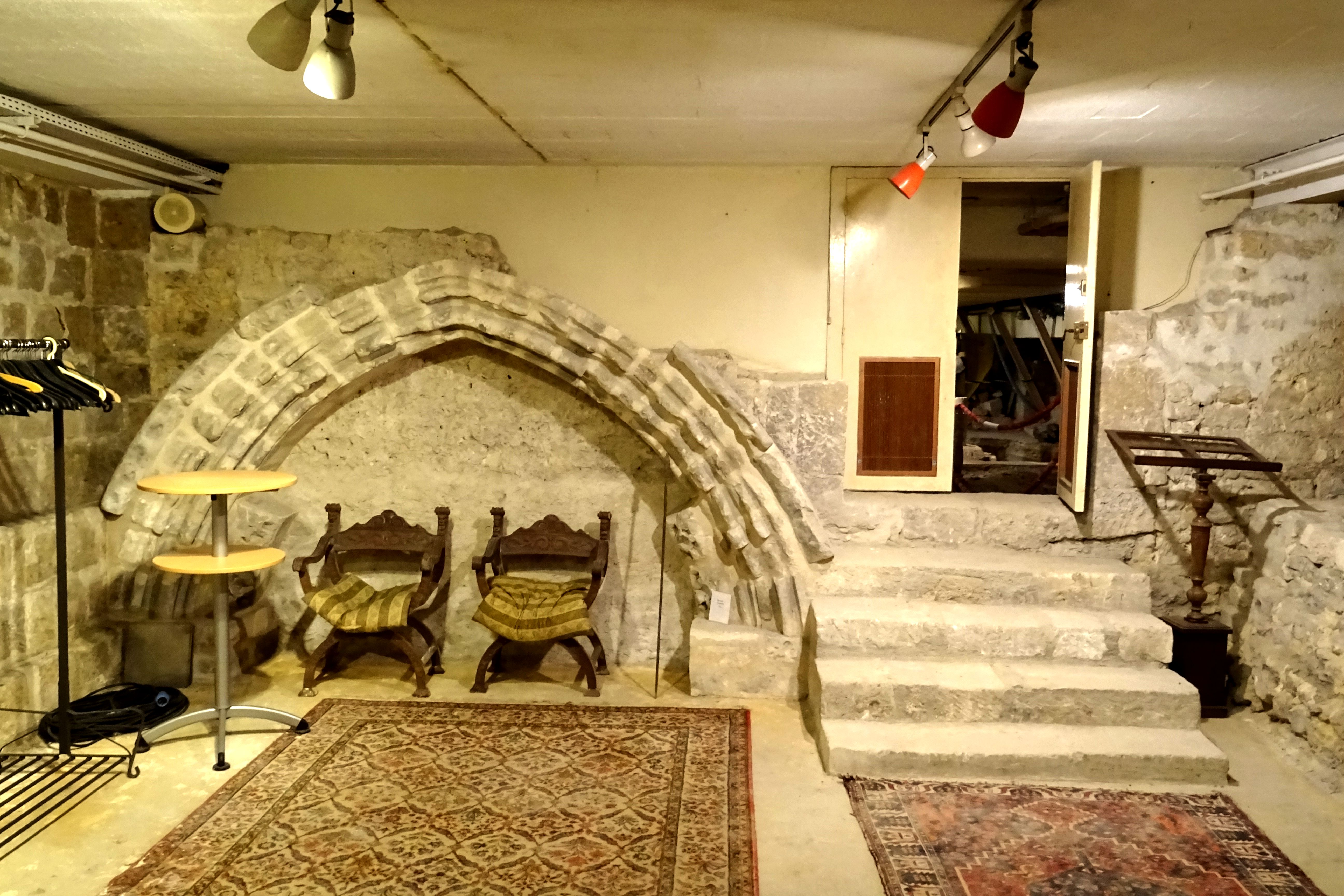
Espace du massif occidental, vue vers l'est sur le mur occidental de la collégiale pré-romane. L'archivolte gothique est rapportée.

Plan de la collégiale pré-romane - vestiges et restitution.

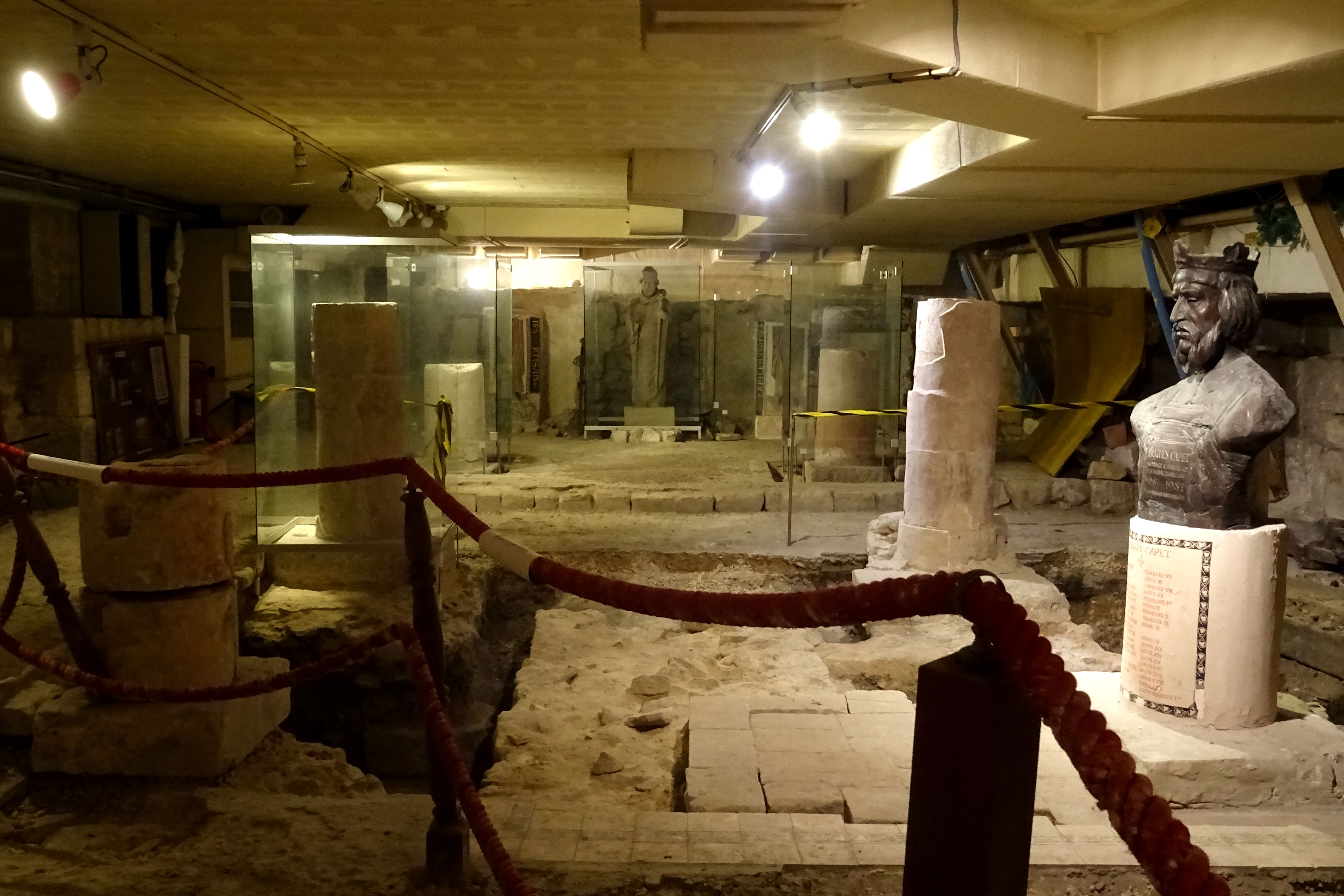
Collégiale pré-romane, vue vers l'est depuis la 4e travée.

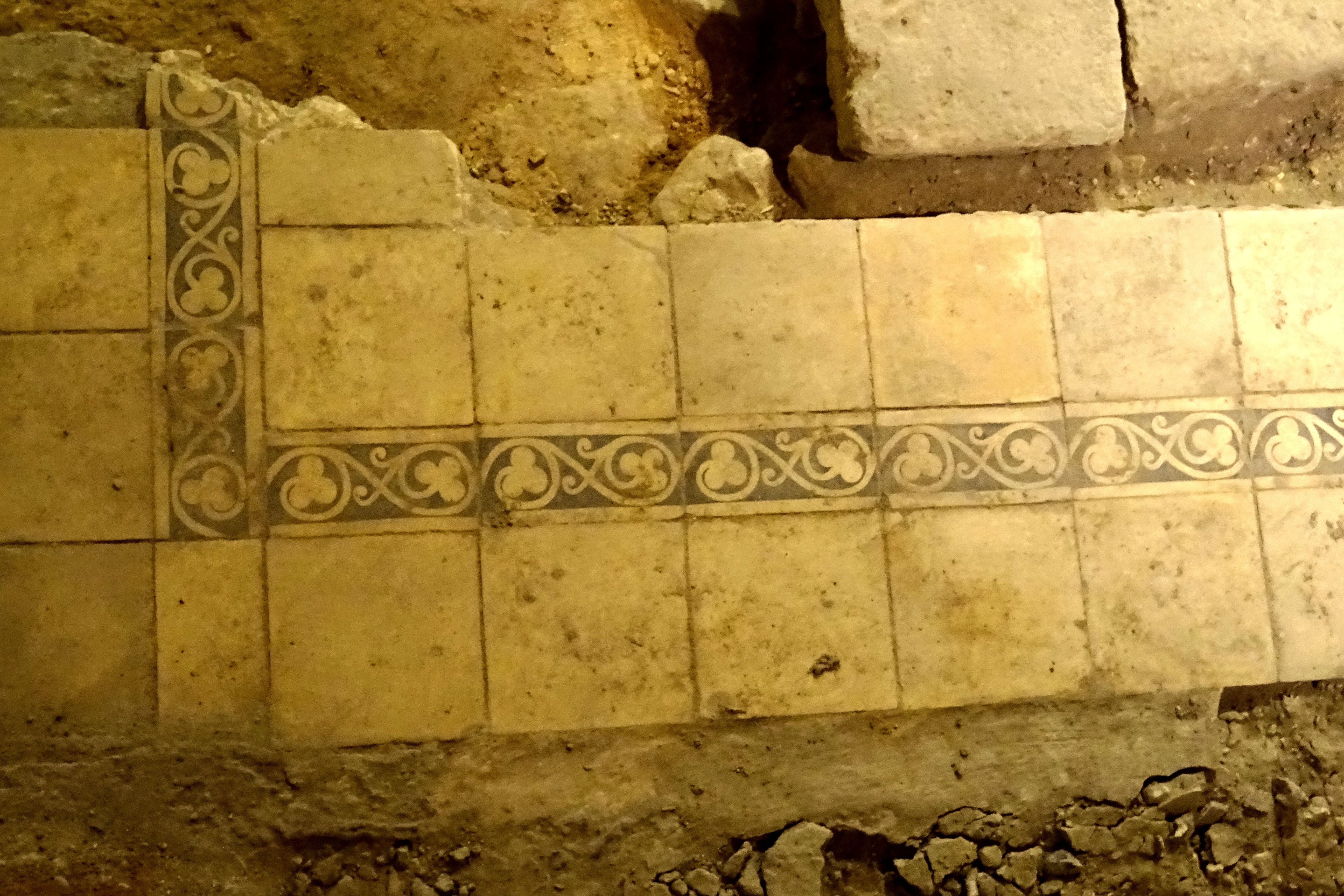
Collégiale pré-romane, dallage du sol.

Consécutivement au rachat de l'ancienne collégiale par György Cziffra le 23 avril 1973, l'État missionne le directeur du service régional des Antiquités Historiques de Picardie, Jean-Michel Desbordes, de mener des fouilles de sauvetage avant le démarrage des travaux de restauration l'année suivante. Le ministère de tutelle impose une exécution rapide des fouilles. L'équipe ne dispose que de cinq semaines et demi, du 20 février au 30 mars 1974, et recourt donc à une pelle mécanique. Les principaux objectifs sont atteints : retrouver la chapelle de la reine Adelaïde fondée à la fin du IXe siècle, et la tour n° 9 de l'enceinte gallo-romaine contre laquelle son chevet prenait appui. Avant de parvenir à ce niveau, il est seulement possible de fouiller méthodiquement sept sépultures de chanoines du XIIIe siècle au XVIIe siècle. Le reste est déblayé sans ménagement. Il n'y a pas le temps pour des relevés stratigraphiques. Une fois le niveau de circulation du temps de la collégiale pré-romane atteint, l'opération s'arrête. Une dalle en béton armé est coulée à 3 m au-dessus du pavage du sol de la collégiale primitive, ce qui permet de maintenir l'accès aux structures bâties mises au jour, sans que le niveau du sol de la collégiale gothique aujourd'hui debout soit modifié. C'est ainsi qu'est créée la « pseudo-crypte » archéologique. En 1975, une petite intervention archéologique complémentaire permet de dégager le dallage du sol du début du XIe siècle. On estime alors pouvoir affirmer que la collégiale de la reine Adelaïde ne succède à une autre. Des sanitaires sont installés dans l'angle sud-ouest de la fausse crypte, sans aucune fouille préalable. Beaucoup plus tard, en mai 1988, Soleilka Cziffra demande le déblaiement de l'espace compris entre le soubassement du chevet de la collégiale et l'enceinte gallo-romaine, avec la partie basse de la tour n° 9. Afin de relier cet espace à la crypte archéologique, elle fait percer le rempart. Cette intervention s'effectue sans concertation avec l'architecte en chef des monuments historiques. Elle permet néanmoins la découverte de plus d'une sépulture du temps de l'existence de la collégiale pré-romane. Ce n'est évidemment pas la tombe de la reine Adelaïde comme l'avance Mme Cziffra face à la presse locale : elle n'aurait pas été inhumée à l'extérieur de la chapelle et de l'enceinte de la ville. Le sarcophage n'est aujourd'hui pas présenté à son emplacement d'origine ; un escalier a été construit pour l'atteindre,. 
Après la mort de György Cziffra le 15 janvier 1994, sa veuve, désireuse de connaître le bien-fondé d'une tradition locale orale qui y situe un temple de Minerve, sollicite EDF pour des mesures par gravimètre et radar. Contre toute attente, elles mettent en exergue une substructure dans l'axe de l'édifice et des anomalies assez diffuses. Ces résultats motivent des sondages entre le 10 février et le 16 mars 1996. La principale découverte est un niveau carolingien à peine en dessous de la collégiale pré-romane, dans l'angle nord-ouest. Un mobilier de fouilles très abondant et varié est également mis au jour. Mais les autres résultats restent encore sans explication. Soleika Cziffra fait donc appel à l'archéologue hongrois Jozsef Laszlovszky et son équipe, qui intervient en 2000 et 2001, en accord avec le SRA de Picardie. La coopération avec les instances françaises ne fonctionne pas et les conclusions sont uniquement publiées en Hongrie. Or, elles sont tout à fait concluantes, et de premier intérêt. Sont découverts, des vestiges d'édifices gallo-romains antérieurs au rempart, y compris un four domestique, à plus de 4 m en dessous de la chapelle de la reine Adélaïde ; et donc bien les traces d'une église carolingienne. Son mur gouttereau sud correspond à l'axe de l'édifice actuel. C'est à cette église qu'appartiennent les murs visibles dans la première salle de la crypte archéologique, attribués jusque là à un clocher-porche hors-œuvre ajouté tardivement à la collégiale de l'an mil. Selon Marc Durand, il s'agit tout au contraire des restes du massif occidental imposant de l'église carolingienne. Il se serait composé d'une tour carré, flanquée d'une travée supplémentaire de chaque côté, tels que les croisillons d'un transept, et d'une petite tourelle cylindrique accolée aux extrémités nord au sud. Sinon, l'église carolingienne paraît avoir été à nef unique, et son chevet plat prenait appui contre le rempart gallo-romain. Sa reconstitution axonométrique est imputable à Gergely Buzás. Le terrain au nord de la collégiale, qui semble avoir été le cimetière du chapitre, n'a reçu que des constructions légères depuis le Moyen Âge, et peut être considéré comme réserve archéologique. Il est certain qu'une fouille de ce terrain est susceptible de mettre au jour des vestiges significatifs de l'église carolingienne, qui a dû être démolie vers 990/992,.
La collégiale pré-romane bâtie autour de l'an mil n'a pas été correctement caractérisée par les publications antérieures au début du XXIe siècle, et donc aux travaux de Jozsef Laszlovszky, Gergely Buzás, Györfi et Jozsef Vajda. En effet, les résultats des fouilles de 1974 / 1975 n'ont pas été médités par un nombre suffisant d'experts. Ce qui est correct, est le rendu de la nef basilicale, de forme rectangulaire, deux fois plus longue que large, avec des enfilades de quatre colonnes de chaque côté séparant le vaisseau central des collatéraux, et un chevet plat, où deux larges pilastres répondent aux colonnes. Ses murs gouttereaux n'ont pas été retrouvés, car les murs de la collégiale gothique ont dû être bâtis au-dessus. Si Nicole Bianchina en 1980 et l'équipe hongroise en 2001 envisagent encore l'hypothèse qu'une salle haute de la tour gallo-romaine (le rez-de-chaussée étant plein) ait été utilisée comme sanctuaire, à l'instar de la chapelle Saint-Michel qui a existé au nord de la cathédrale, Marc Durand a fini par élaborer une hypothèse plus pertinente, en 2010. En effet, une structure dans l'axe de la nef, derrière le chevet mais devant la tour, avait été expliquée par Mme Cziffra comme la tombe de saint Frambourg, alors que l'on sait que ses reliques étaient déposées dans une châsse. Cette structure d'un mètre de long a donc dû être le contrefort central du mur-pignon du chevet, placé en léger retrait par rapport à la tour. Tout au plus, il empiétait un peu sur le chemin de ronde. Mais à l'ouest, l'édifice ne s'arrêtait pas avec la limite occidentale de la nef basilicale, qui était somme toute une construction modeste certainement plafonnée de bois. La chapelle de la reine Adélaïde disposait elle aussi d'un massif occidental, qui devait récupérer les deux tiers de son prédécesseur. La tour a dû être démontée. On imagine donc une toiture à deux versants avec des pignons au nord et au sud, perpendiculairement à l'axe de la nef. Au milieu de la façade occidentale, il a dû y avoir une chapelle occidentale, de l'apparence d'une absidiole, telle qu'il en existe encore en Belgique, par exemple à la collégiale Sainte-Gertrude de Nivelles. C'est le soubassement de cette chapelle qui a été interprété par Nicole Bianchina comme fondations du clocher du XIe siècle ou du début du XIIe siècle, puisque l'hémicycle manque en effet,.
Des éléments significatifs restent en place de la collégiale de l'an mil dans la crypte archéologique. Elle a été arasée à 1,60 m au-dessus de son niveau de circulation. L'importante différence de niveau entre la collégiale primitive et la chapelle royale gothique, et aussi la hauteur considérable du soubassement du chevet, ont longtemps entretenu le doute si ces vestiges ne proviennent pas plutôt d'une crypte à proprement parler que de la collégiale elle-même. On imaginait aussi que le niveau du sol de la supposée chapelle haute devait se situer au-dessus du niveau actuel, si cette chapelle devait utiliser la partie évidée de la tour d'enceinte gallo-romaine comme abside. L'hypothèse d'une chapelle à deux niveaux est déjà à rejeter, puisqu'il n'y aurait pas eu de fidèles destinés à se rassembler dans la chapelle basse, généralement réservée aux domestiques et gens de la cour qui ne faisaient pas partie de la famille royale. Mais l'hypothèse d'une crypte doit elle aussi être qualifiée d'irrecevable depuis une intervention de contrôle des structures enfouies sous la direction de Christian Sapin, directeur de recherche au CNRS, à partir de 2003. Elle a démontré qu'il n'y a avait pas de communication entre les deux niveaux pendant le Moyen Âge. Par ailleurs, l'absence de tout indice d'un voûtement, et le diamètre pas très important des colonnes, ne permettent pas très bien d'imaginer comment ils auraient pu supporter un niveau supérieur. Sur les huit colonnes, cinq subsistent. Espacées de 3,10 m à 3,30 m, que ce soit dans un sens est-ouest ou nord-sud, elles reposent sur des socles rectangulaires, sont appareillées en tambour, et enduites de plâtre. Les tambours proviennent d'édifices gallo-romains détruits et ont été retaillés. De nombreux graffiti ont été incisés dans le plâtre, qui sont parmi les plus anciens du département. Le plus connu représente une licorne posant une patte sur un chapiteau corinthien ; au-dessus, est gravé le mot VNICORNIVS. Le sol est en plâtre à l'est, mais couvert d'un dallage sur un mortier sablonneux à l'ouest. Le mur du chevet mesure 0,80 m d'épaisseur, et contient des pastoureaux de réemploi, des petits moellons retaillés cubiques caractéristiques d'édifices gallo-romains contemporains du rempart. Le chevet est intéressant pour ses deux pilastres larges, qui sont couverts de fresques multicolores bien conservées du milieu du XIe siècle. Ils représentent des hommes en tenue épiscopale, et des inscriptions en capitales sur la bordure. La partie supérieure, avec le buste, les bras et la tête manque ; on voit juste la partie inférieure des mains. Grâce au déchiffrement approximatif des années, ces évêques ont pu être identifiés comme Frotland (Frotlandus) Ier mort en 1058, et Raoul (Rodolphus) II mort en 1029,.

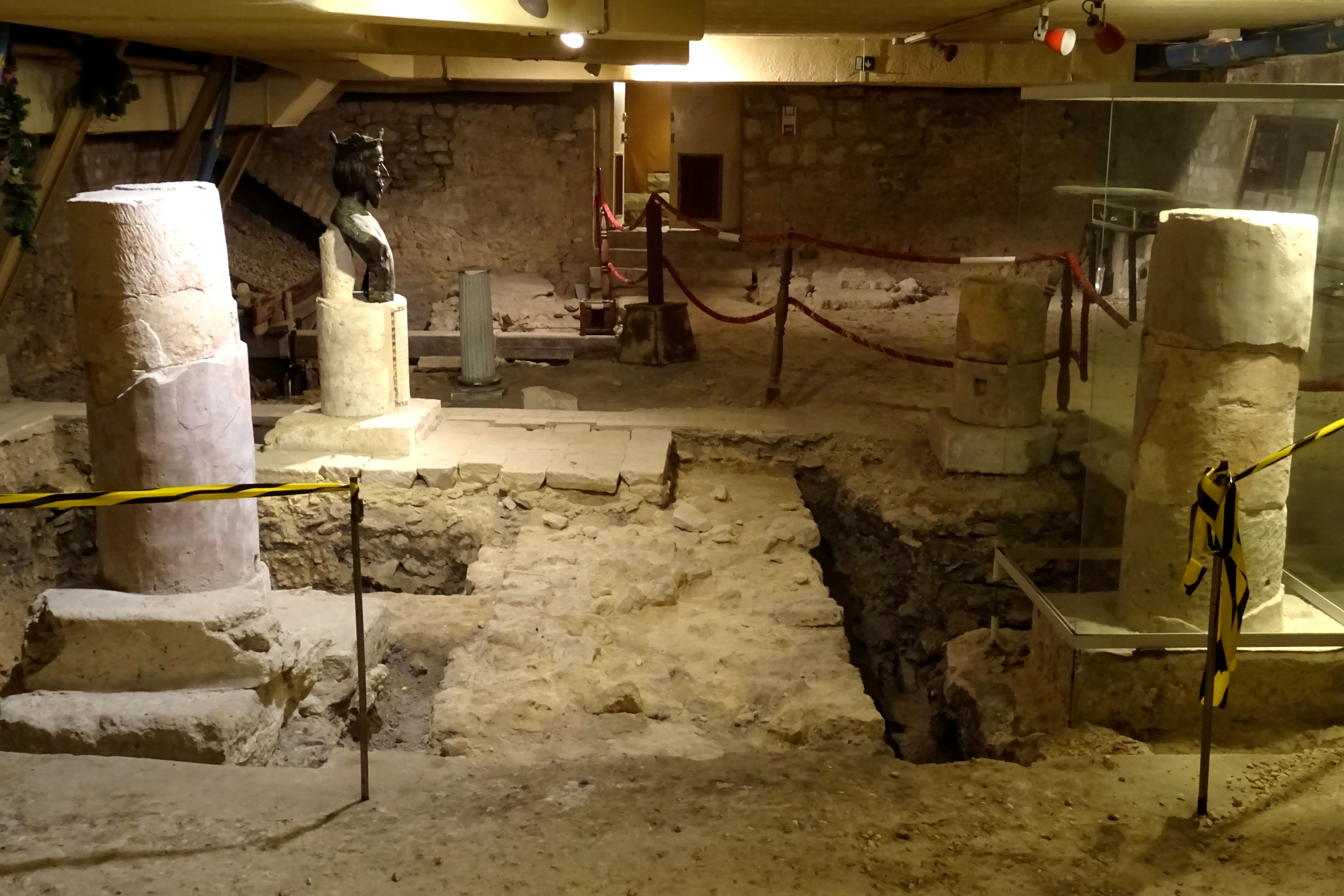
Collégiale pré-romane, vue vers l'ouest.
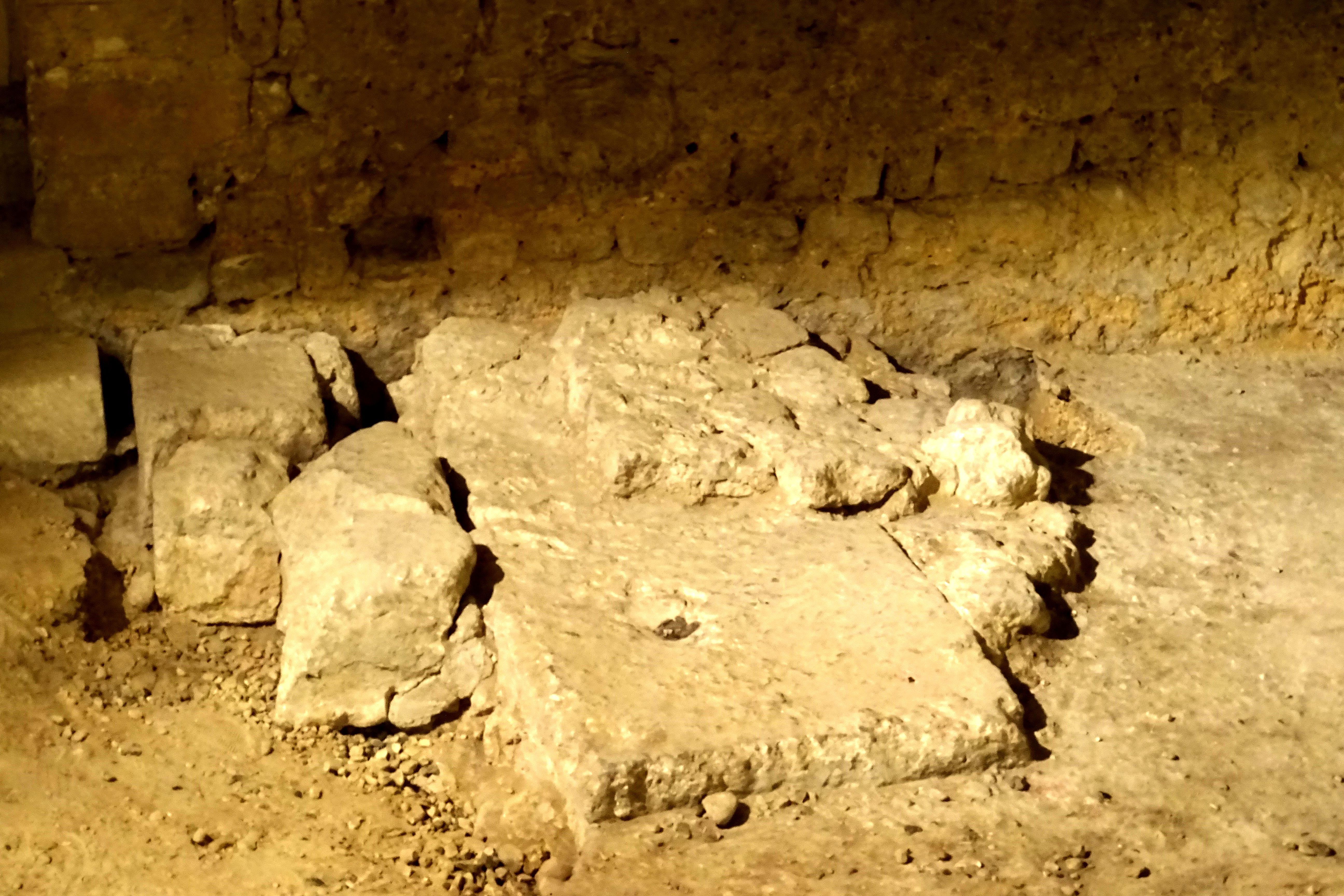
Collégiale pré-romane, fondations du 1er pilier du nord.
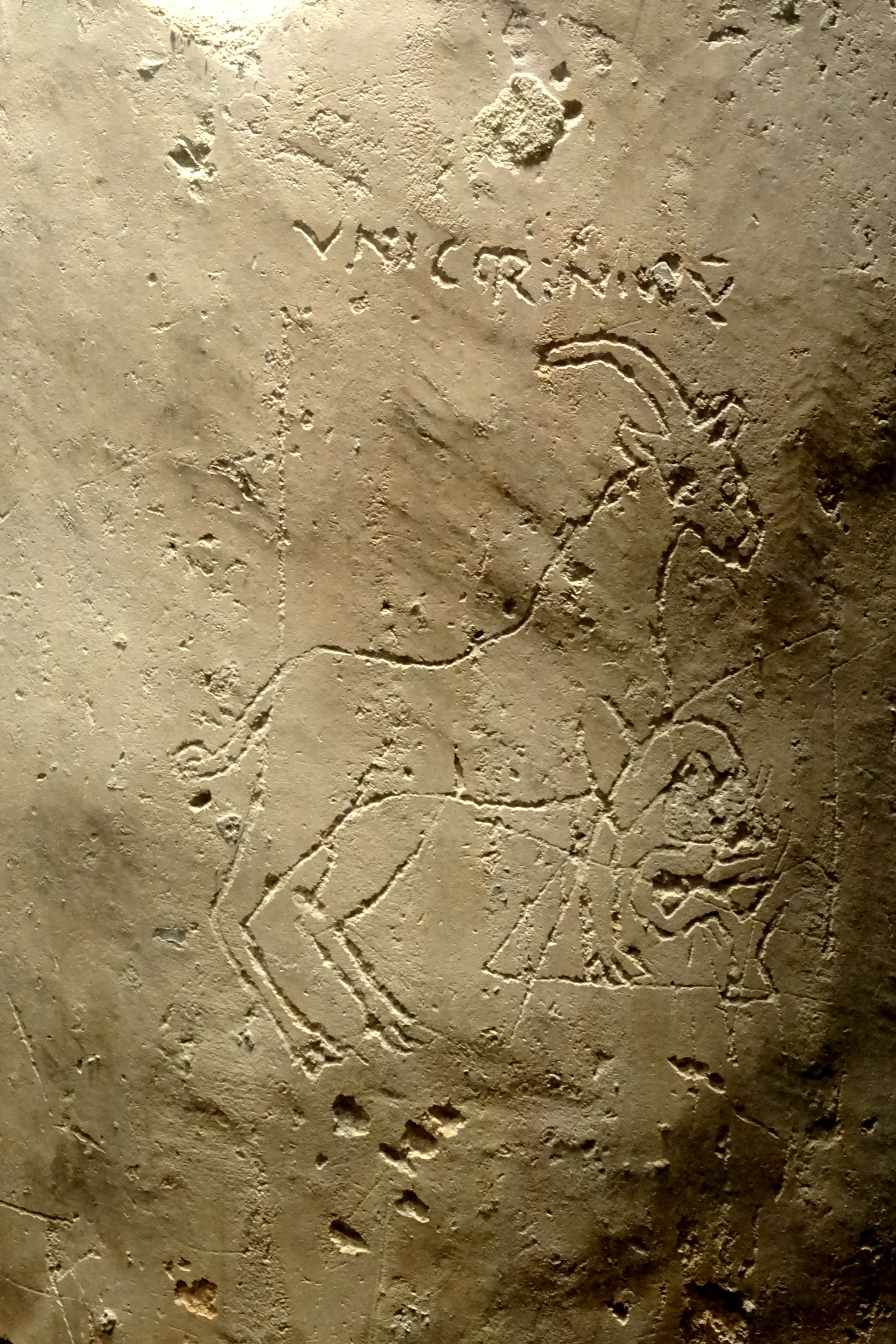
Graffiti sur le 3e pilier du nord - licorne.
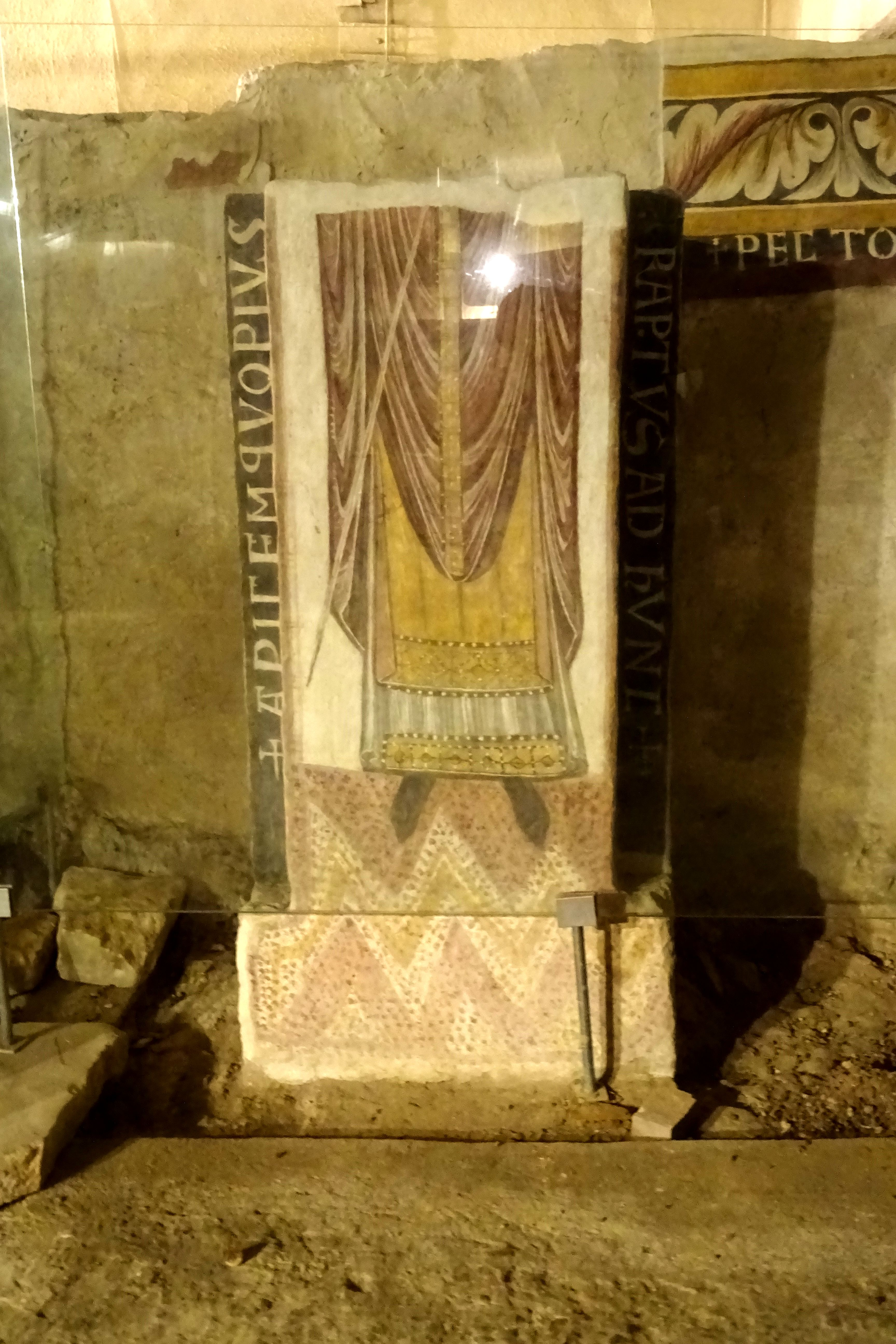
Peinture murale : Raoul II, évêque de Senlis, mort en 1029.
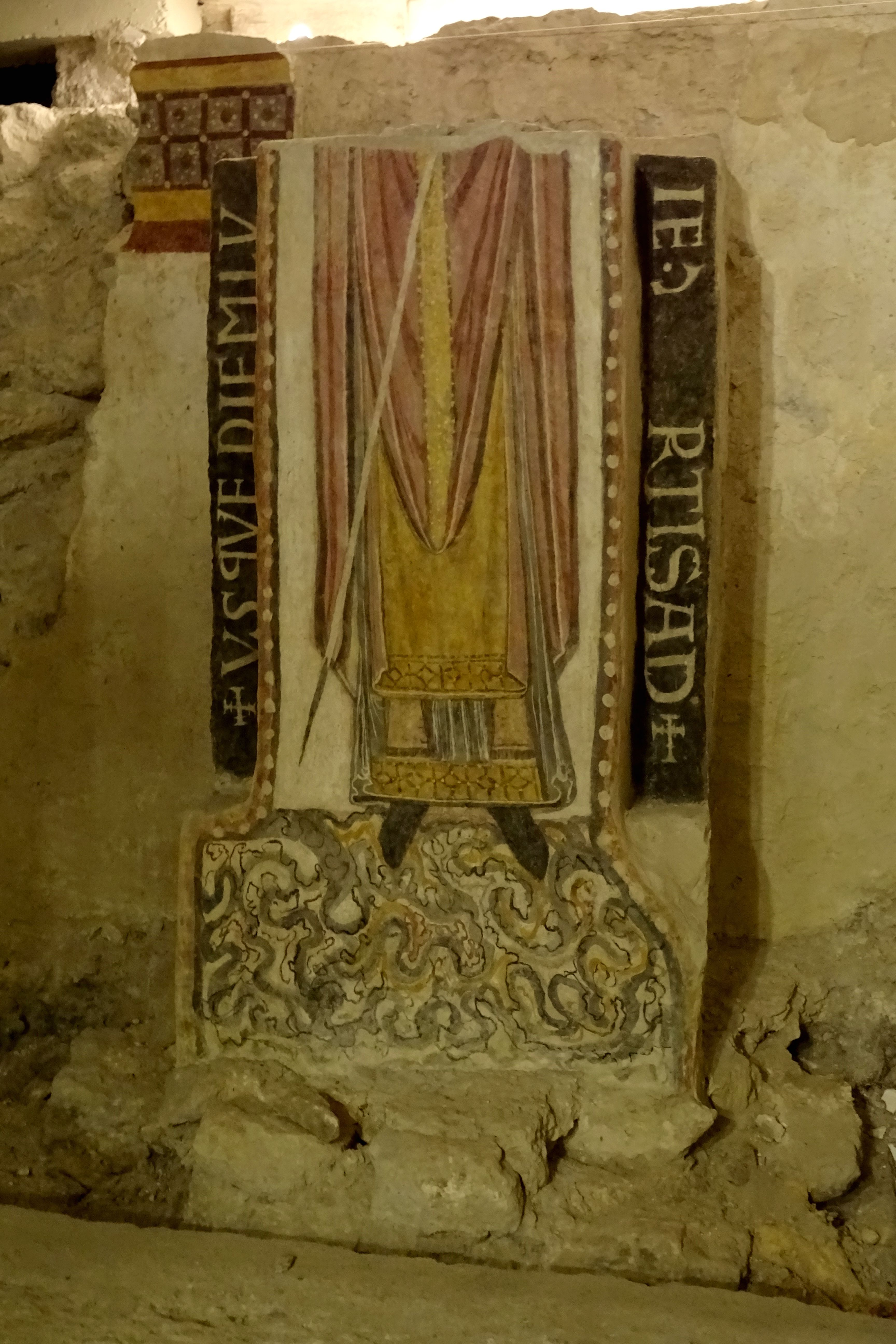
Peinture murale - Frotland Ier, évêque de Senlis mort en 1058.
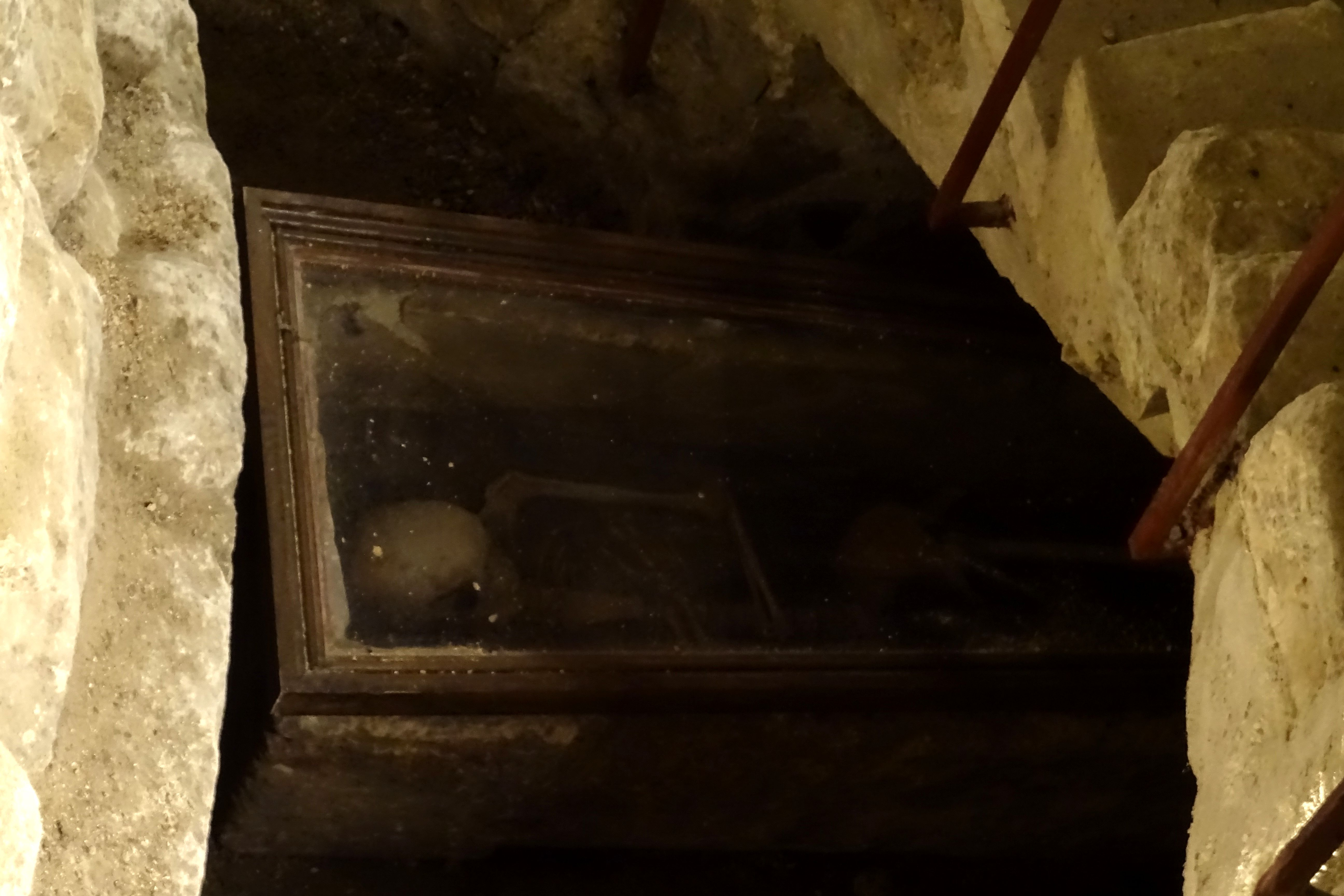
Fausse tombe de la reine Adélaïde.

### La construction de la collégiale gothique

Plan de la collégiale gothique.

L'identification des campagnes de construction de la collégiale gothique, telle qu'elle est en place aujourd'hui, de même que la datation, reposent pour l'essentiel sur l'étude stylistique et la comparaison avec des édifices présentant les mêmes caractéristiques. Des indications supplémentaires viennent de l'observation de ruptures dans l'appareil ou de divergences stylistiques, tant dans le sens vertical que dans le sens horizontal (à l'ouest notamment), ainsi que des résultats des fouilles archéologiques. Une fois la datation établie, il est possible de mettre en lien un fait historique mineur avec la mise en projet de la collégiale. Il s'agit de la nomination, en 1169, du trésorier du chapitre comme abbé de Foigny. La vacance de la fonction rend nécessaire la nomination d'un nouveau trésorier par le roi Louis VII, et à cette occasion, le roi se rend sur place. Ayant l'impression que l'église ne soit pas éclairée comme son rang le voudrait, il fait une donation pour qu'une lampe brûle perpétuellement devant les reliques. Cette anecdote est relatée dans le Gallia Christiana. Nicole Bianchina estime qu'à la suite de la visite, le roi ou les chanoines aient également formulé le constat que l'édifice soit trop modeste ou trop vétuste pour son rôle de chapelle royale, d'autant plus que la nouvelle cathédrale de Senlis, à une centaine de mètres plus loin au nord, était alors presque terminée.

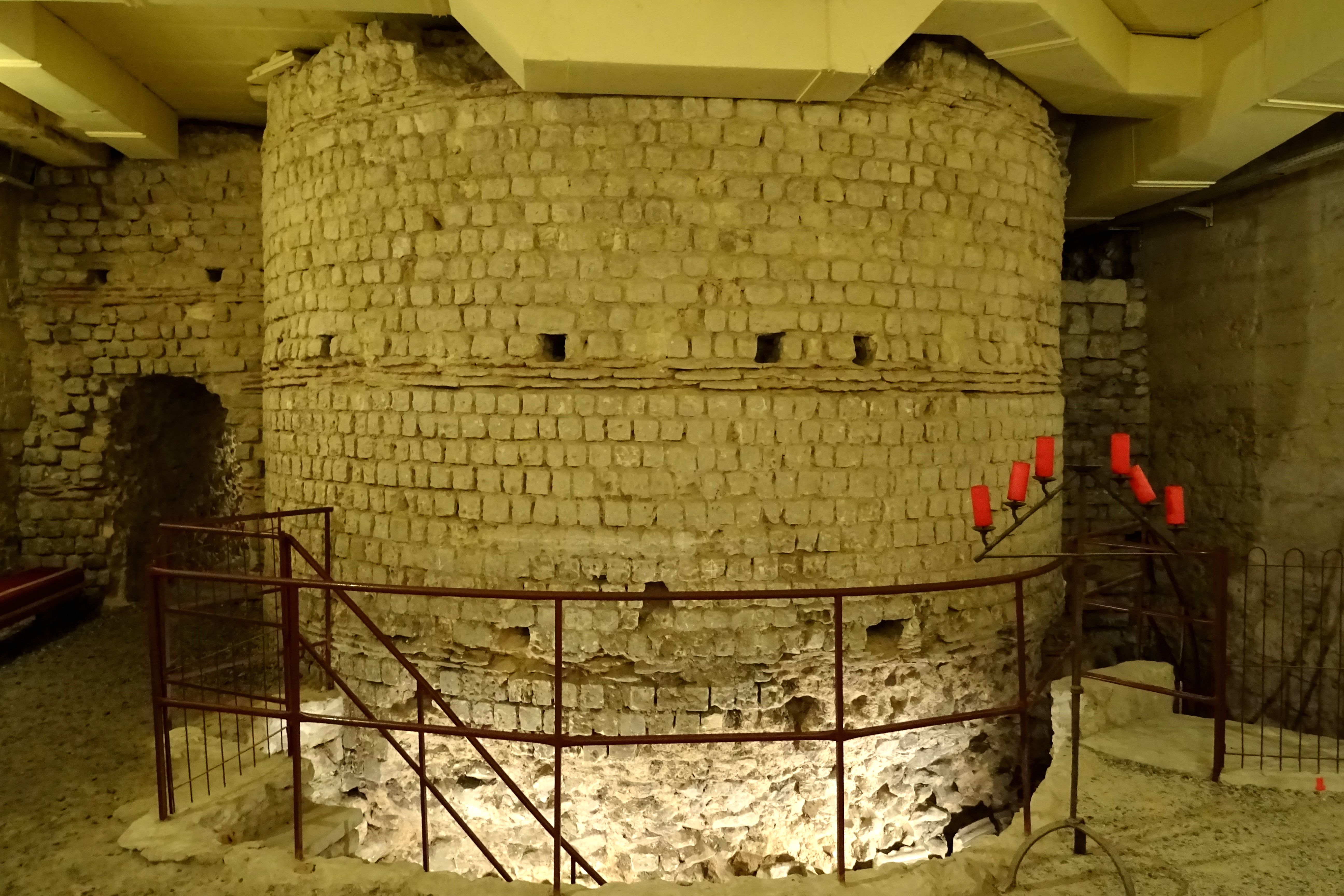
La tour n° 9 de l'enceinte gallo-romaine, vue vers l'ouest, sous l'abside. À g., porte moderne.

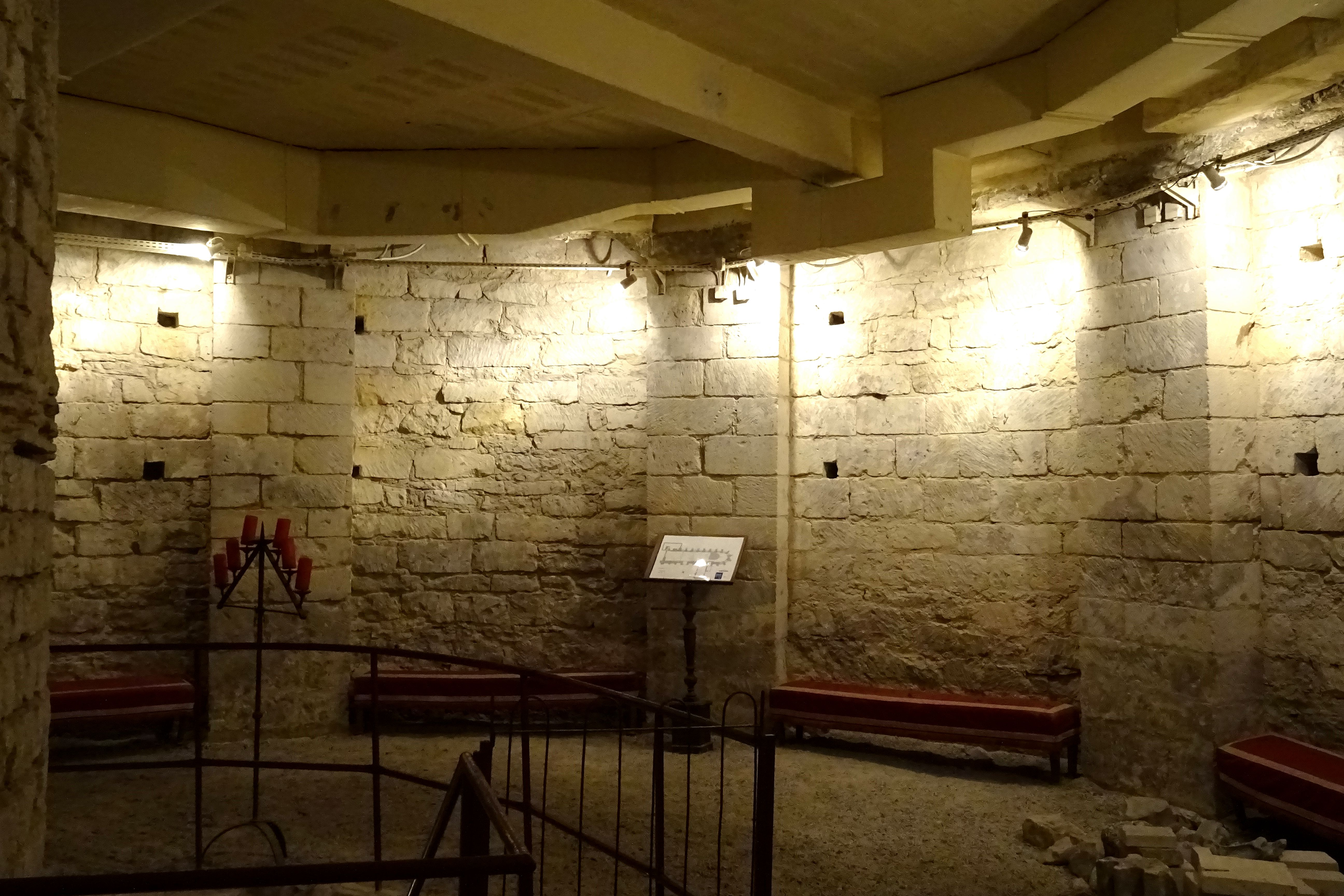
Fondations de l'abside, vue vers le nord-est.

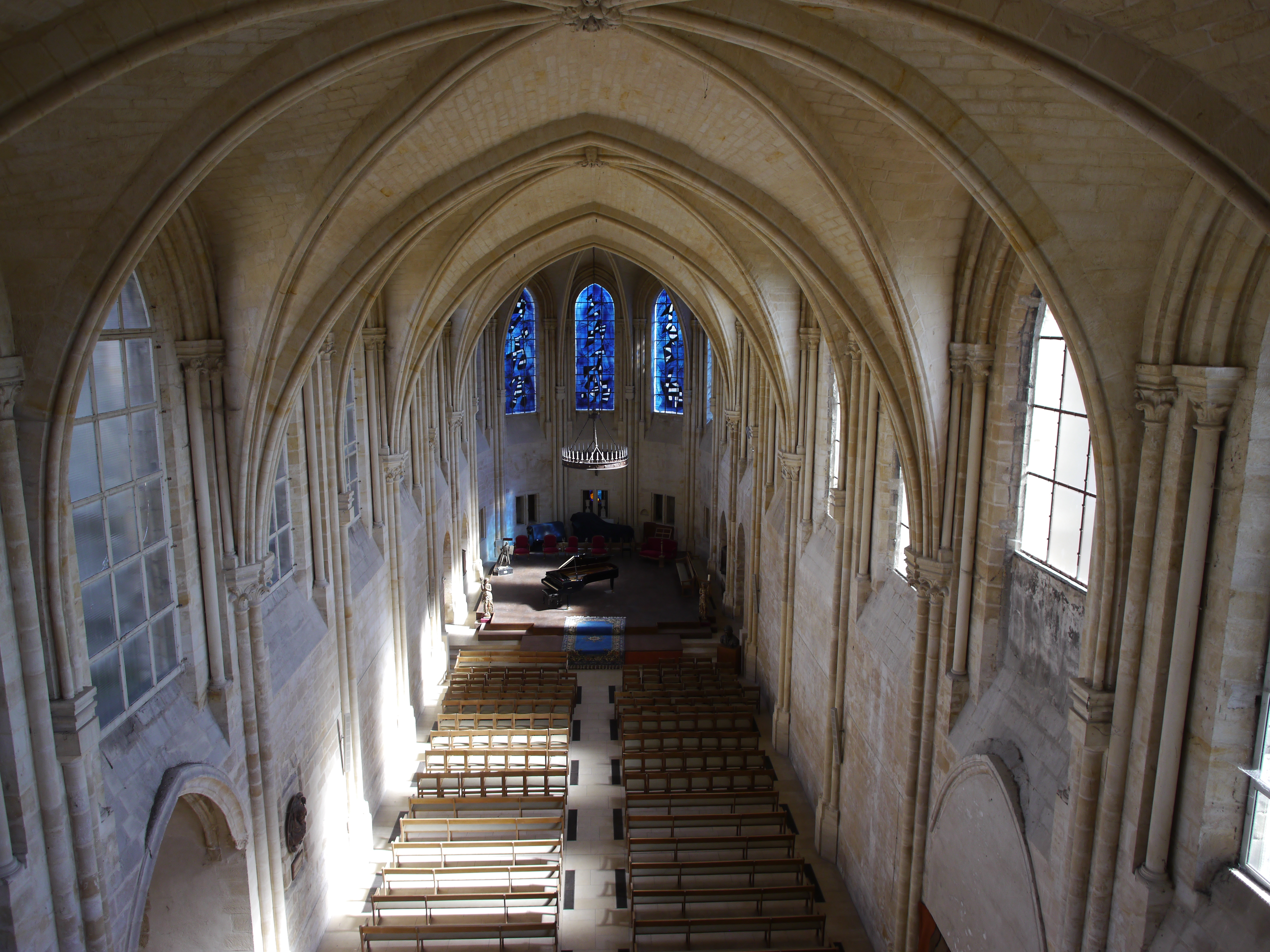
Vue générale intérieure, vers l'est.

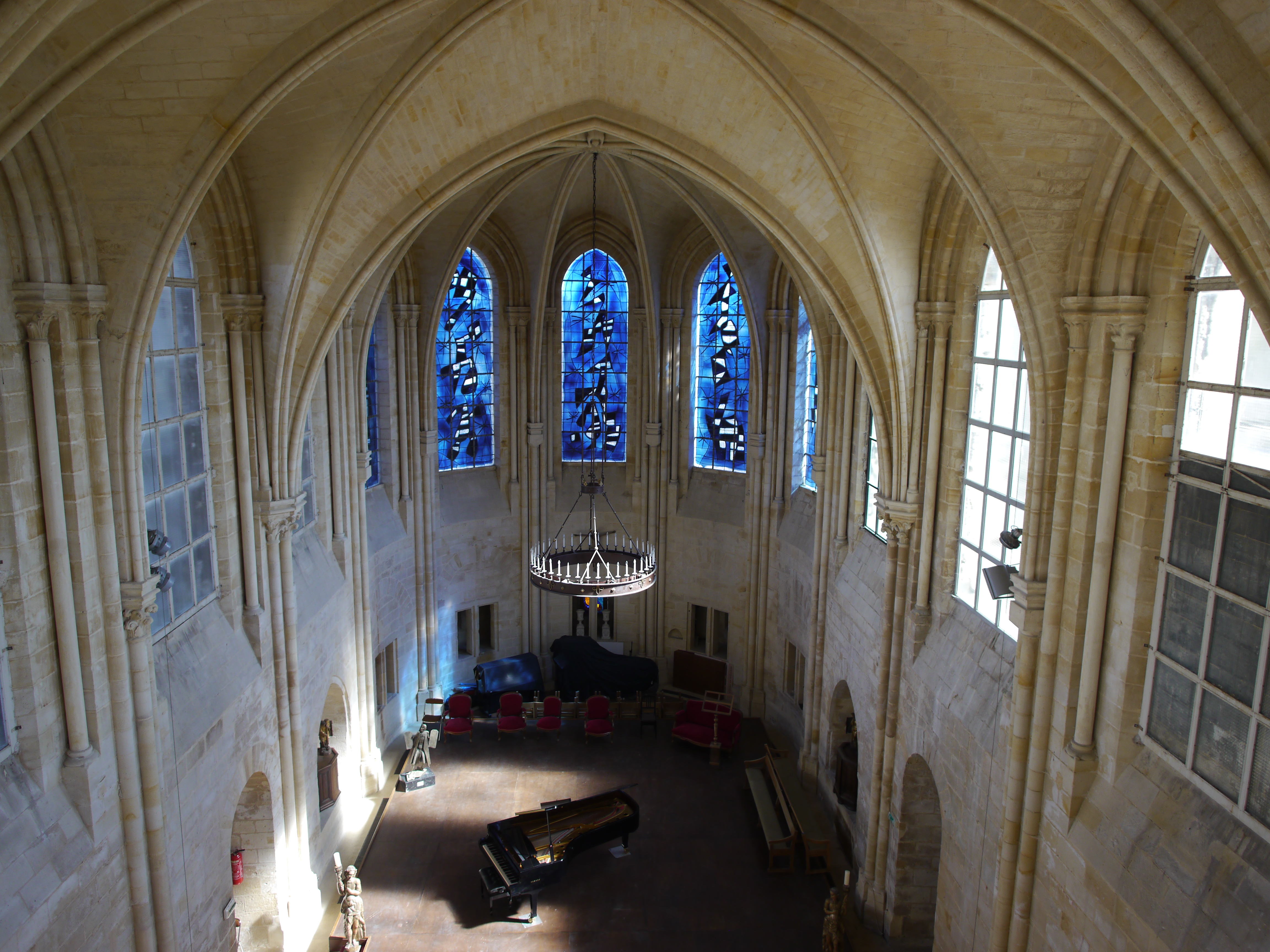
Vue vers l'est dans l'abside.

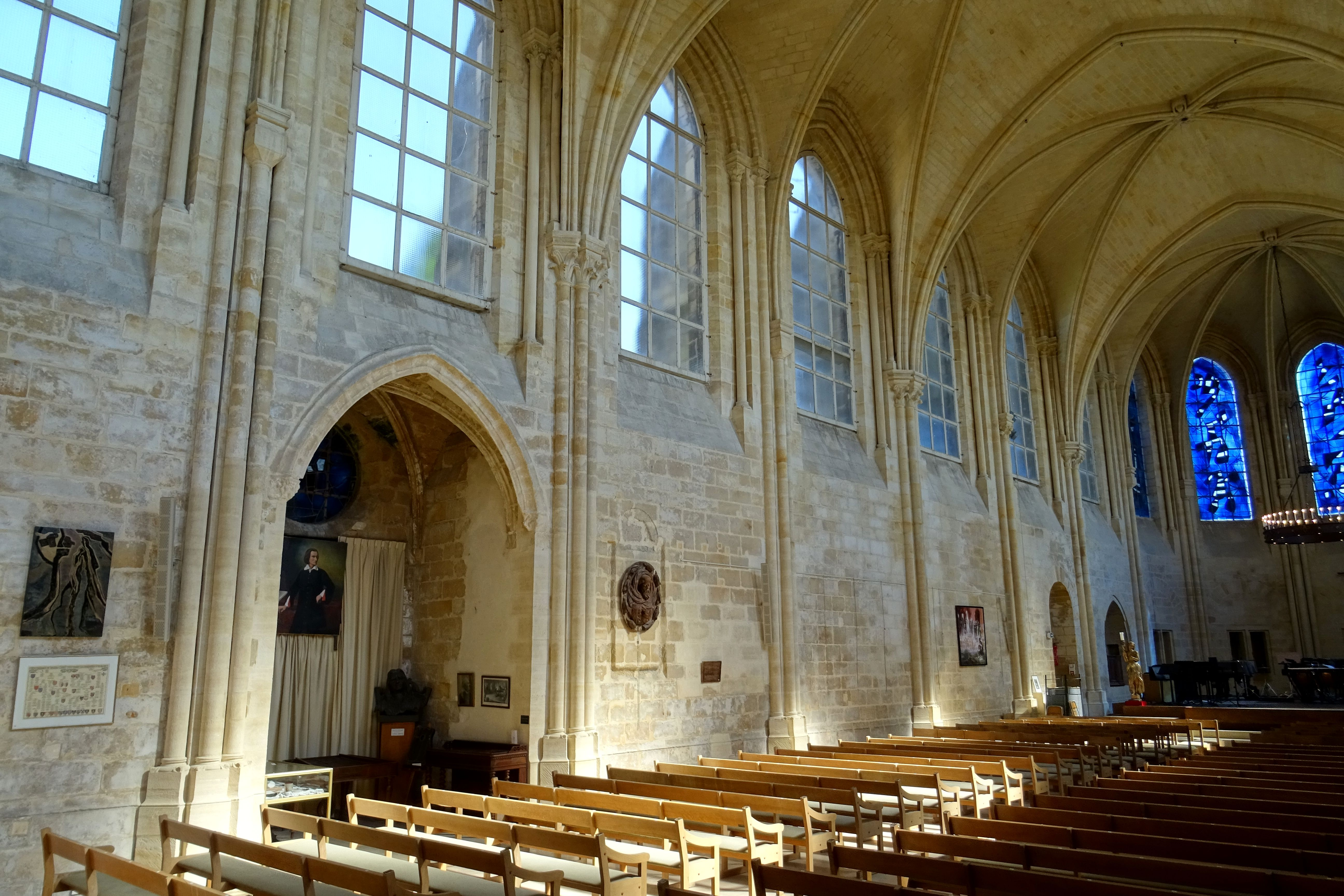
Vue diagonale vers le nord-est.

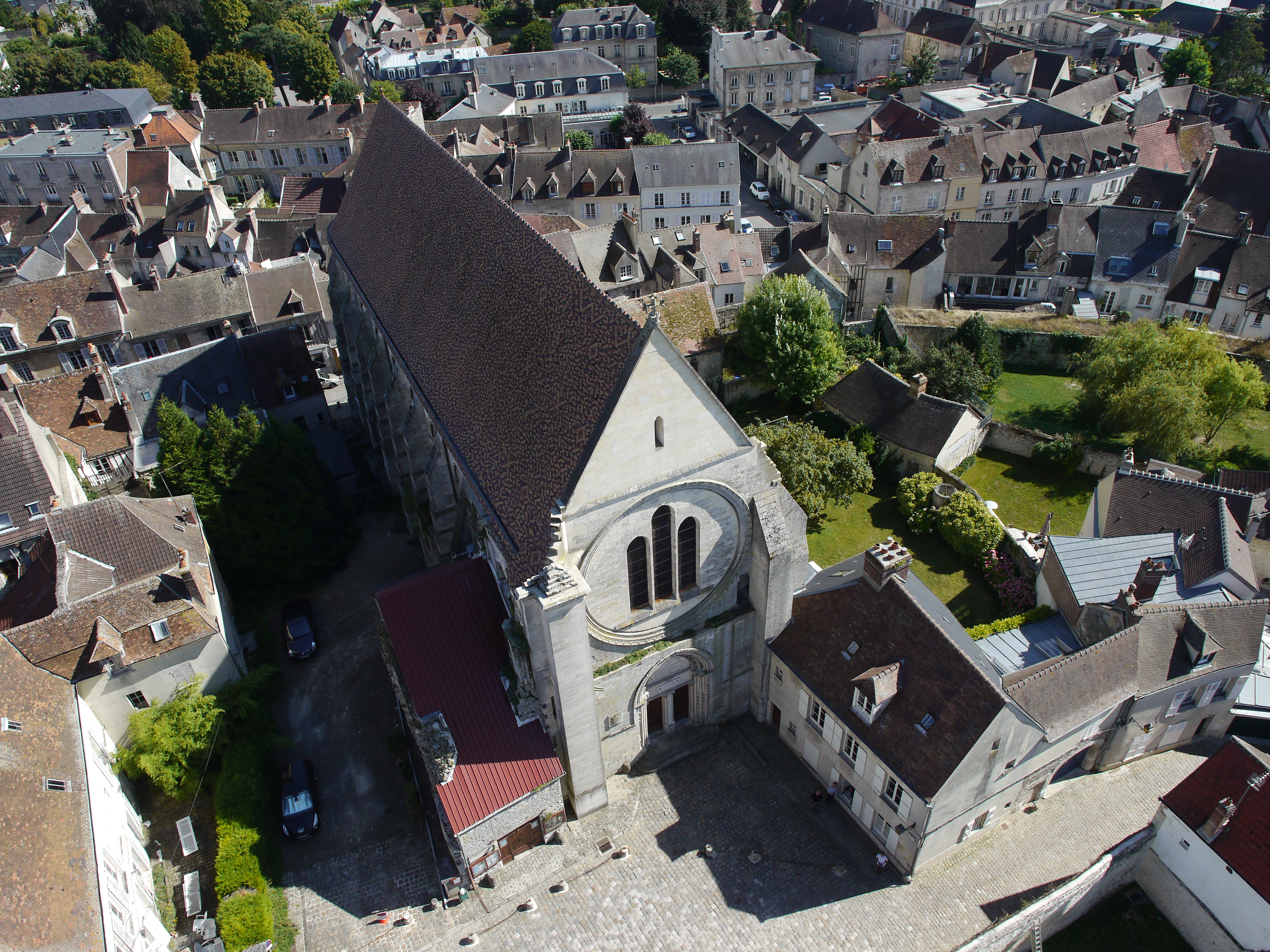
Vue aérienne depuis le nord-ouest.

L'on peut distinguer deux campagnes de construction, qui se divisent encore en phases : La première campagne s'étend de 1169 à 1195 environ, et la deuxième, de 1205/1210 à 1225/1230. On fait ici abstraction de l'achèvement tardif des parties hautes du clocher. La première campagne permet cependant l'achèvement des trois quarts de l'édifice. Elle débute par le chevet. La première phase, entre 1269 et 1277, porte uniquement sur le chœur et un tiers de la travée suivante à l'ouest, encore sans les voûtes. Pendant cette phase, la collégiale pré-romane n'est pas touchée, et la continuité du culte est donc assurée. Cette phase du chantier pose déjà trois défis de taille : l'arasement de la tour n° 9 de l'enceinte gallo-romaine et l'écrêtement du rempart sur une longueur de 120 m, ce qui représente environ 2 800 m3 à 3 000 m3 de déblais et gravats ; la construction d'un haut soubassement en raison d'un dénivelé de 5 m entre le niveau du sol de la chapelle et l'extérieur de l'enceinte ; et l'adaptation à une déclivité aussi dans le sens nord-sud. On comble le fossé à l'est du rempart avec les débris de la tour, et on intègre l'enceinte gallo-romaine dans les fondations du nouvel édifice. Des portes situées au-dessus des sections arasées du rempart permettent d'y accéder. En 1177, est organisée une grande cérémonie d'exposition de reliques, qui est relatée par le doyen Ebroin, dans un document recopié par le chanoine Charles-François Afforty (1706-1786) et aujourd'hui perdu. La cérémonie a vocation d'encourager des donations pour financer la suite des travaux de construction. C'est sans raison que des auteurs anciens affirment que le roi Louis VII aurait posé la première pierre lors de cette cérémonie, car la description est assez précise, et un événement aussi marquant aurait logiquement été signalé. La datation de la première phase repose principalement sur une moulure qui fait le tour de l'édifice au niveau des socles des faisceaux de colonnettes, et les bases des colonnettes décoratives qui flanquent les baies de l'abside. La moulure consiste en une rainure et une plinthe simple, qui permet un léger retrait des murs. Une moulure analogue présente dans la collégiale de Mantes-la-Jolie a été datée par Jean Bony des années 1170-1175. Les bases, qui accusent une gorge assez ouverte dégagée par des arêtes des deux tores inférieur et supérieur, sont caractéristiques des années 1170 et se rencontrent aussi à Mantes-la-Jolie, Saint-Julien-le-Pauvre de Paris et dans le chœur de Notre-Dame de Paris. Un tel profil sans scotie véritable est en principe antérieur à 1180. Par ailleurs, la sculpture des chapiteaux rend improbable une date postérieure à 1175,,.
La deuxième phase de la première campagne enchaîne directement sur la précédente. Elle ajoute deux demi-travées (donc trois contreforts au nord et au sud avec les fenêtres comprises entre eux), ainsi que le reste de la demi-travée précédente et l'amorce de la demi-travée suivante, au petit édifice déjà debout, mais également toujours sans les voûtes. Tout ce qui résulte de la deuxième phase se situe entièrement à l'intérieur de l'enceinte gallo-romaine. La démolition de la collégiale primitive est donc nécessaire. On effondre la toiture et la partie haute des murs, et les débris sont utilisés pour combler la partie basse de l'ancienne chapelle. S'agissant déjà de matériaux de réemploi, cela explique la présence exclusive de tessons gallo-romains dans le remblaiement. Les débris des parties occidentales de la collégiale de l'an mil sont incorporés dans la collégiale gothique, sachant que les murs épais de 1,65 m consistent en un blocage entre les parements intérieur et extérieur réalisés en pierres d'appareil. La première tâche réalisée dans le cadre de la deuxième phase est la construction d'un radier perpendiculaire à l'axe de l'édifice, à la limite entre la troisième et la quatrième travée de la nef. Il est visible dans la crypte archéologique. La datation de la deuxième phase se déduit de la qualité de la réalisation, qui dénote une progression rapide allant de pair avec de moyens financiers importants, et d'une interruption de deux ou trois ans qui se lit dans les fondations. À partir de la troisième phase en effet, les gros blocs taillés avec soin cèdent la place aux matériaux de réemploi provenant de la chapelle primitive. L'on trouve également, dans la crypte archéologique, un mur qui marque la coupure entre la deuxième et la troisième phase, conservé seulement sur une partie de la largeur de l'édifice. Sur le plan de la sculpture des chapiteaux, on note la disparition des motifs des feuilles d'eau et des feuilles affrontées, tandis que les autres motifs présents à l'est figurent encore. Toutes ces indications de différente nature justifient de dater la fin de la deuxième phase avant 1185,. 
Par son testament, Marguerite de Clermont, femme de Guillaume III Le Bouteiller, morte en 1185, fonde une lampe qui doit brûler perpétuellement devant les reliques. Il n'est pas probable que cette donation ait un impact sur le chantier. Pour venir maintenant à la troisième phase de la première campagne de construction, qui commence après 1185, elle ne porte, en élévation, que sur une demi-travée, ainsi que toujours le reste de la demi-travée précédente et l'amorce de la demi-travée suivante. Autrement dit, ne manquent par la suite que la première travée double de la nef, et un tiers de la deuxième travée (depuis l'ouest). Mais la troisième phase couvre aussi le voûtement du vaisseau jusque là construit, sur presque toute sa longueur. La fin de la troisième phase peut être datée des alentours de 1195, année de l'institution d'un chapelain des obits. Elle va de pair avec un changement de modénature et de sculpture. Les bases des colonnettes décoratives des baies et des formerets (les autres n'ont pas été conservées) sont moins hautes. Leur gorge est moins ouverte, et le tore inférieur plus aplati. Sur les chapiteaux, apparaissent des feuilles dentées, seulement sous la forme de feuilles simples. Les chapiteaux sont représentatifs du nord-est du bassin parisien des années 1180-1190, mais devraient être antérieurs à 1200. On peut dire la même chose des profils des nervures des voûtes. En même temps, la platitude des voûtes, qui constitue un progrès par rapport aux voûtes légèrement bombées qui séparaient davantage les travées les unes des autres, ne permet pas de remonter loin dans le XIIe siècle.
Une interruption du chantier d'au moins dix ans intervient avant la reprise des travaux, sous la deuxième campagne de construction. Elle concerne la partie antérieure de la nef, avec la façade occidentale et le portail, ainsi que la partie inférieure du clocher. Pour la deuxième campagne, les chanoines disposent de moins de moyens, et l'exécution est donc moins soignée. Un acte de donation de 1207 transcrit par le chanoine Afforty confirme que la collégiale n'est pas encore terminée. Des distributions doivent être faites à certaines fêtes ; le reste de l'argent doit être versé au tronc destiné à recevoir les offrandes pour la construction et les réparations de l'église. — Les pierres de moyen appareil très régulières cèdent la place à des blocs plus grands, mais de dimensions variables. En bas de la façade et du clocher, l'épaisseur des murs atteint les 2 m. Globalement les choix architecturaux de la première campagne sont respectés à l'intérieur de l'édifice. Le manque de rigueur se traduit, par exemple, par des bases de chapiteaux dépassant les socles, par une sculpture des chapiteaux assez uniforme, par un jointoiement parfois irrégulier, par une mauvaise adaptation de l'archivolte du portail aux faisceaux de colonnettes, mais aussi par une composition de la façade très peu harmonieuse. À l'extérieur, les différences par rapport à la première campagne sont nombreuses. Les contreforts n'ont plus de ressauts dans leur partie inférieure, et un passage est ménagé dans leur épaisseur au niveau de la naissance des fenêtres, qui du coup ne reposent plus sur un long talus, mais sont entourées d'un chanfrein plus important. Elles ne sont plus surmontées d'un cordon de pointes-de-diamant, mais seulement d'un tore, et dans la première travée, elles sont plus élevées. D'autres détails mis en exergue par Nicole Bianchina ne se confirment pas sur le terrain. Les contreforts n'atteindraient pas la corniche, alors que ce sont les contreforts de la première campagne qui s'arrêtent une assise en dessous de la corniche. Les tailloirs des colonnettes décoratives atteindraient tantôt les contreforts, tantôt pas, ce qui semble plutôt aléatoire. Il est possible de démontrer que la deuxième campagne débute par les parties basses ou le portail. Celui-ci montre encore certains caractéristiques de la fin du XIIe siècle et comporte de nombreux détails qui sont fréquents au début du XIIIe siècle ; il ne devrait pas être postérieur à 1215. Les chapiteaux et les tailloirs correspondent quant à eux aux alentours de 1220. 
Si l'église proprement dite est terminée vers 1220/1225, ce n'est pas le cas du clocher, qui pourtant fait partie du projet initial, comme le démontre l'épaisseur des murs analogue aux travées adjacentes de la nef, et un parement également analogue. Le chantier s'interrompt pendant quelques dizaines d'années et les parties hautes du clocher ne sont achevées que pendant la seconde moitié du XIIIe siècle. Deux ordonnances du pape Alexandre IV de 1257 et 1258 accordent des indulgences à ceux qui visiteront la chapelle et qui, par leurs aumônes, aideraient les chanoines à achever la construction. Stylistiquement, le clocher indique le milieu du XIIIe siècle. Il est certainement terminé avant la fin du siècle. Vers la même période, les allèges de la troisième demi-travée sont percées de deux arcades, une au nord et une au sud, et deux chapelles entre les contreforts sont construites. Une troisième, dédiée à saint Sébastien, est construite en 1408 seulement, au sud de la troisième demi-travée, et démolie vers 1750. Sa voisine avait également disparu de l'espace intérieur de l'ancienne collégiale. L'arcade ouvrant sur la chapelle avait été bouchée, et son mur extérieur ouvert, pour transformer ce petit annexe en cabane de jardin. Quand des travaux de consolidation s'imposaient en 2021, les propriétaires ont proposé à la fondation Cziffra de reprendre la chapelle, et elle a été rétablie dans ses dispositions d'origine à l'automne 2021[réf. souhaitée]. Eugène Lefèvre-Pontalis date les deux chapelles du XVe siècle. Assez étrangement, Nicole Bianchina n'étudie pas les chapelles, mais corrige juste leur date. On connaît leur vocable, sans savoir lequel correspond à quelle chapelle : saint Jean, saint Guinefort et saint Georges. L'un de ces vocables correspond à une quatrième chapelle qui se situait à l'étage de la tour. — En plus des chapelles, il y avait une sacristie. Cet ancienne annexe est toujours accolée à la quatrième travée du côté sud, sans communication, englobant deux contreforts et masquant la partie basse d'une fenêtre. Elle n'est pas mentionnée avant le XVIIIe siècle, mais l'on ignore sa date de construction,,. Elle a apparemment été bâtie en deux étapes. La partie attenante à la chapelle se caractérise par une fenêtre rectangulaire à meneau central, comme on la trouve sur des maisons bourgeoises dès le XVIe siècle, et la partie plus éloignée, par une fenêtre en plein cintre.

### La destinée de l'édifice depuis la Révolution

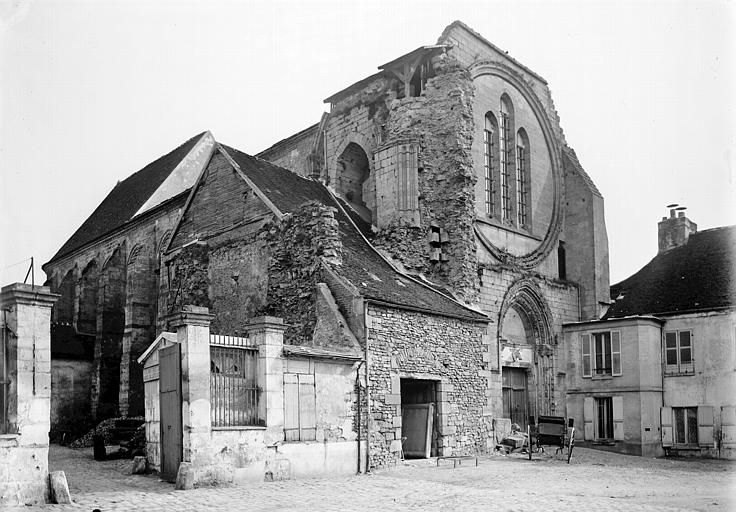
Vue depuis le nord-ouest, au dernier quart du XIXe siècle. Le clocher et la toiture sont mutilés.

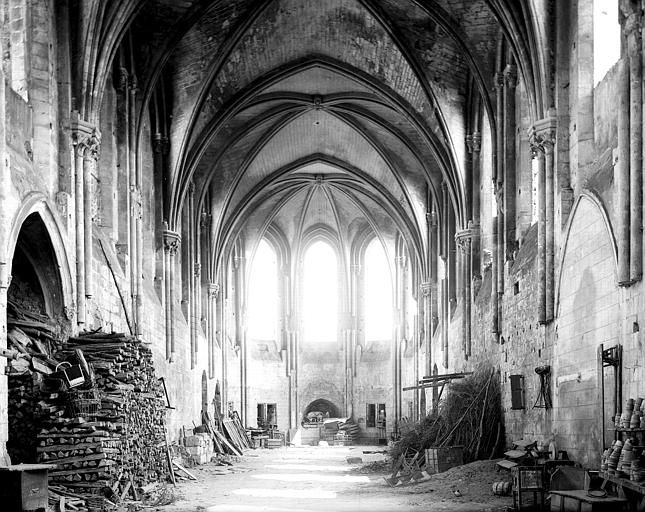
Vue intérieure vers l'est, au début du XXe siècle.

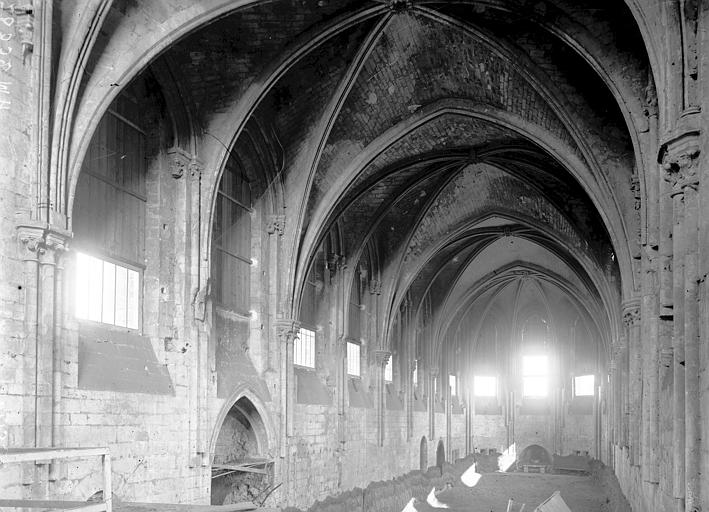
Nef, flanc nord, à la fin du XIXe siècle. Des balais non emmanchés semblent couvrir le sol.

Le chapître a sa propre justice. Il est soumis immédiatement au Saint-Siège. Il est seigneur de Bouville (commune de Duvy), et collateur des cures de Choisy-le-Roi, Mortefontaine, Plailly, Villers-Saint-Frambourg. Les douze chanoines sont nommés directement par le roi. Trois détiennent une responsabilité particulière : le doyen, le trésorier et le chantre. En 1675, la charge du trésorier et deux prébendes sont supprimées. De nombreux actes concernant la vie du chapître de Saint-Frambourg ont été transcrits par le chanoines Afforty, et certaines chartes le mentionnant se sont conservées. De nombreuses personnalités, au fil des siècles, ont eu un lien avec la collégiale Saint-Frambourg. Cependant, ces divers éléments connus n'ont pas encore donné lieu à des publications sur l'histoire du chapître. Eugène Müller ne fait que citer certains extraits, caractériser brièvement le contenu de certains documents, ou nommer des personnes. Tout ceci peut être utile aux historiens qui voudront se pencher sur le sujet. Peu a été écrit sur la fin de la collégiale, et avec très peu de précision. En 1790-1791, les représentants de la municipalité posent les scellés en différents endroits de l'église, et ferment la porte du clocher. Elle est transformée en temple de la Raison, pas avant l'automne 1793 quand est instauré le culte de la Raison. À ce moment, le chapître est donc déjà dissout. Les chanoines ont dû se voir proposer une pension à condition de renoncer à l'exercice d'un ministère religieux. Le 11 messidor de l'an II (dimanche 29 juin 1794), le conseil général convoque les habitants de la ville « pour leur annoncer solennellement les victoires de l'armée de Sambre-et-Meuse » : il devrait plutôt s'agir de l'annonce de la formation de cette armée qui devient effective ce jour-là. Cela indique que la collégiale est devenu un lieu public. Plus tard, elle a dû être vendue comme bien national sur la base du décret des biens du clergé mis à la disposition de la Nation du 2 novembre 1789. 
Sous la cote G 7751, les archives départementales de l'Oise conservent un devis des réparations à effectuer dans les églises, maisons canoniales et fermes du chapître de Saint-Frambourg, établi en 1770. Dans la chapelle royale elle-même, il aurait fallu refaire le pavage, replacer les pierres tombales, rejointoyer les pierres de taille des murs, retirer le remplage défectueux des baies du chœur, le remplacer par des barres de fer, refaire les plombs des vitraux, consolider les contreforts du clocher et du chevet, reprendre quelques éléments de la charpente en sous-œuvre, et remplacer la toiture pourrie sur toute sa longueur. Ces travaux ne sont apparemment jamais effectués. Un dessin de R. J. Johnson de 1850 ne montre plus le toit de la nef, qui n'a pas dû tenir, et un devis de l'architecte en chef des monuments historiques Charles Albert Potdevin, de 1904, vise quasiment les mêmes travaux que ceux envisagés en 1770. Après l'invasion prussienne en 1815, l'ancienne collégiale est utilisée comme manège par l'armée prussienne. On ne sait pas si c'est à cette époque que les faisceaux de colonnettes sont supprimés sur une hauteur de 4 m, ou si cette mesure est à placer dans le contexte de l'installation de boiseries sous l'Ancien Régime. 
Au début des années 1820, le propriétaire de l'église (jusqu'en 1824), M. Leblond, dépouille l'église des chapiteaux des ogives au milieu des travées et des colonnettes en délit. Il fait démolir le clocher sans aucun égard pour le restant de l'édifice, et tout ceci pour vendre les éléments récupérés, dont notamment les belles baies à remplage avec arcatures trilobées du clocher. Ces pièces sont sollicitées par Marie-François Laurens, propriétaire du domaine de Bellefontaine, à la sortie de la ville en direction de Chantilly, où elle les utilise pour édifier une chapelle néogothique,. Cette chapelle de Bellefontaine existe toujours ; c'est grâce à elle que Nicole Bianchina a pu décrire le clocher de la collégiale gothique. L'ancienne collégiale est apparemment utilisée comme magasin et entrepôt[réf. souhaitée]. Elle est classée monument historique par liste de 1862. « Depuis, l'édifice sacré, après plus d'une vicissitude, est passé entre des mains respectueuses qui veillent pieusement à sa conservation », écrit Eugène Müller vers 1880. Ce répit alors constaté doit être de courte durée. Le verdict de Marc Durand, archéologue municipal, est sans appel : « Depuis sa désaffection, après la Révolution et sa vente comme bien national en 1793, l'ancienne église n'a jamais été entretenue ». Toujours selon Marc Durand, c'est vers la fin du XIXe siècle que le trumeau du portail est détruit et l'emmarchement recouvert, afin de permettre aux véhicules d'entrer dans l'édifice. Le niveau du sol est abaissé d'un mètre. La partie haute des fenêtres est clôturée par des planches de bois. Des bâtiments parasitaires d'une menuiserie sont construits contre le clocher, du côté nord. Comme unique mesure de conservation, une toiture fortune est installée au-dessus de la souche du clocher entre la fin du XIXe siècle et 1905 environ. La toiture de l'abside s'effondre en 1914. Une couverture légère en tôle est installée plus tard sur tout le vaisseau, visible sur une photo de 1937. Dans l'après-guerre, la collégiale désaffectée est utilisée comme garage et atelier de carrosserie. Cet usage dure jusqu'au rachat par György Cziffra.

### La restauration à partir de 1974 et la transformation en salle de concert
C'est l'acoustique exceptionnelle de cet ancien lieu de culte qui motive György Cziffra d'acquérir la chapelle royale désaffectée, pour un franc symbolique, sur proposition d'André Malraux, ancien ministre des affaires culturelles. La transaction s'effectue le 23 avril 1973. Le projet du célèbre pianiste est de créer un auditorium, une salle de concert, dédiée aux œuvres de piano, et dans un sens plus large, à la musique de chambre. Cet auditorium doit être géré par la fondation Cziffra constituée à cet effet, et reconnue d'utilité publique en 1975. Dans la programmation, un espace important sera accordé aux jeunes artistes, avec des festivals et le concours international Georges Cziffra pour jeunes virtuoses, destinés à donner une impulsion à leur carrière. Des travaux de restauration d'envergure sont nécessaires pour transformer l'église maltraitée et laissée à son sort depuis près de deux siècles en lieu culturel accueillant. Mais tout d'abord, des fouilles doivent être menées hâtivement, du 20 février au 30 mars 1974, sous la direction de Jean-Michel Desbordes (voir ci-dessus). En 1975, il exprime encore son espoir de pouvoir explorer tranquillement un espace clos non perturbé. Il n'en aura pas l'occasion. Quand il devient Premier ministre fin août 1976, Raymond Barre dégagé une enveloppe de 30 000 000 francs, et les travaux doivent aller très vite. La direction du chantier de restauration est confiée à l'architecte en chef des monuments historiques, Yves Boiret.

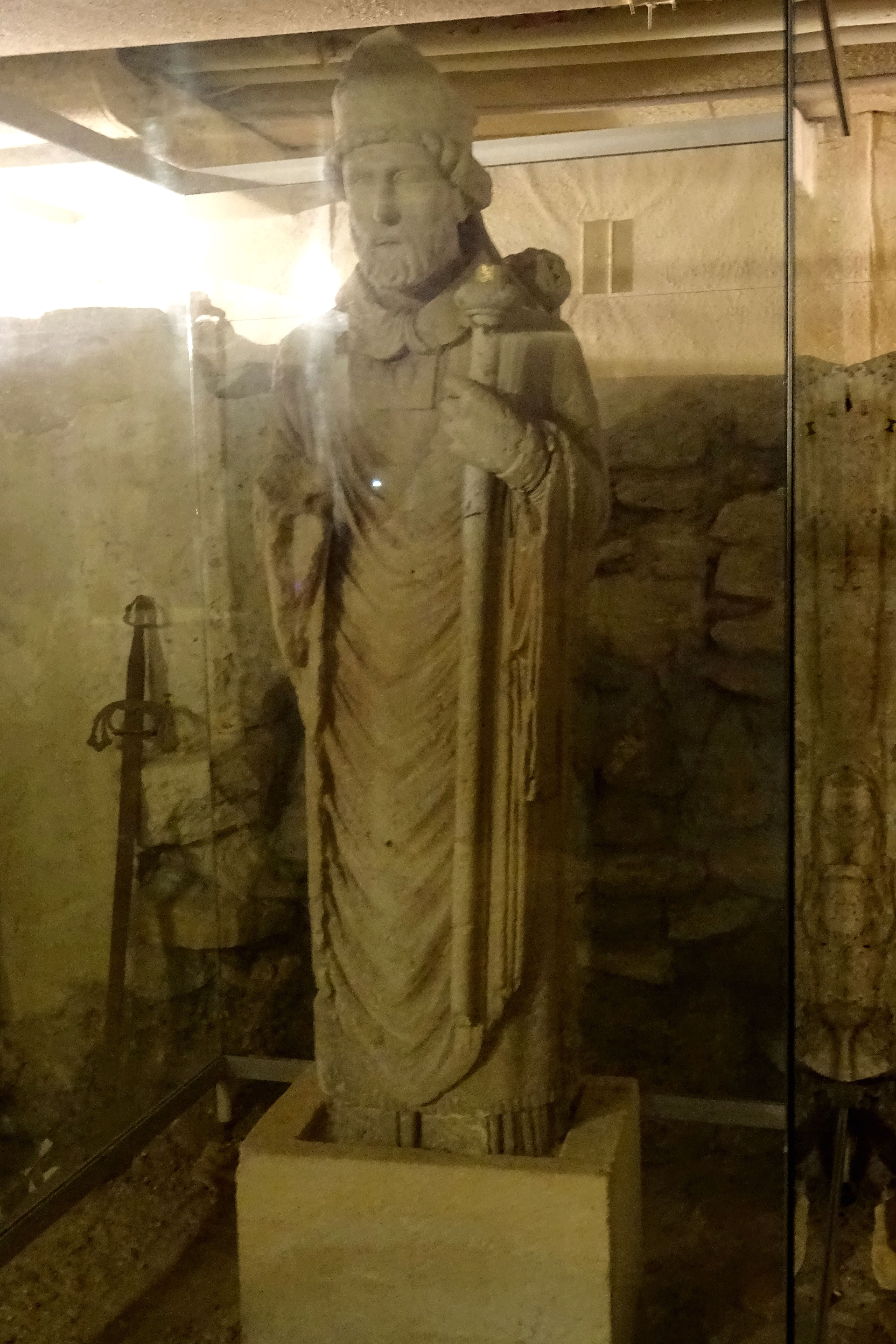
Statue d'un évêque ou abbé, 1er quart XIIIe siècle.

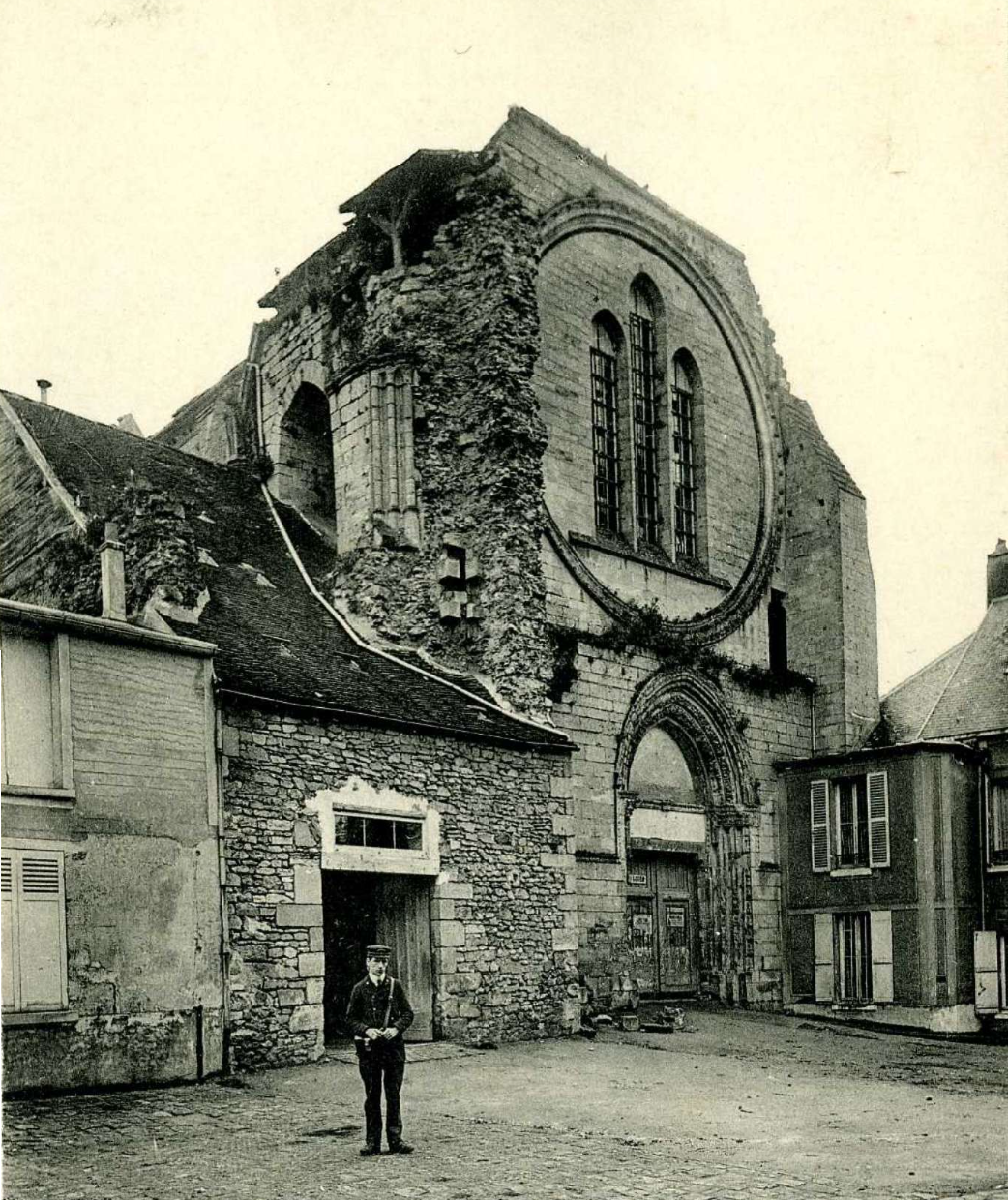
Vue de la façade avant la démolition des bâtiments parasitaires.

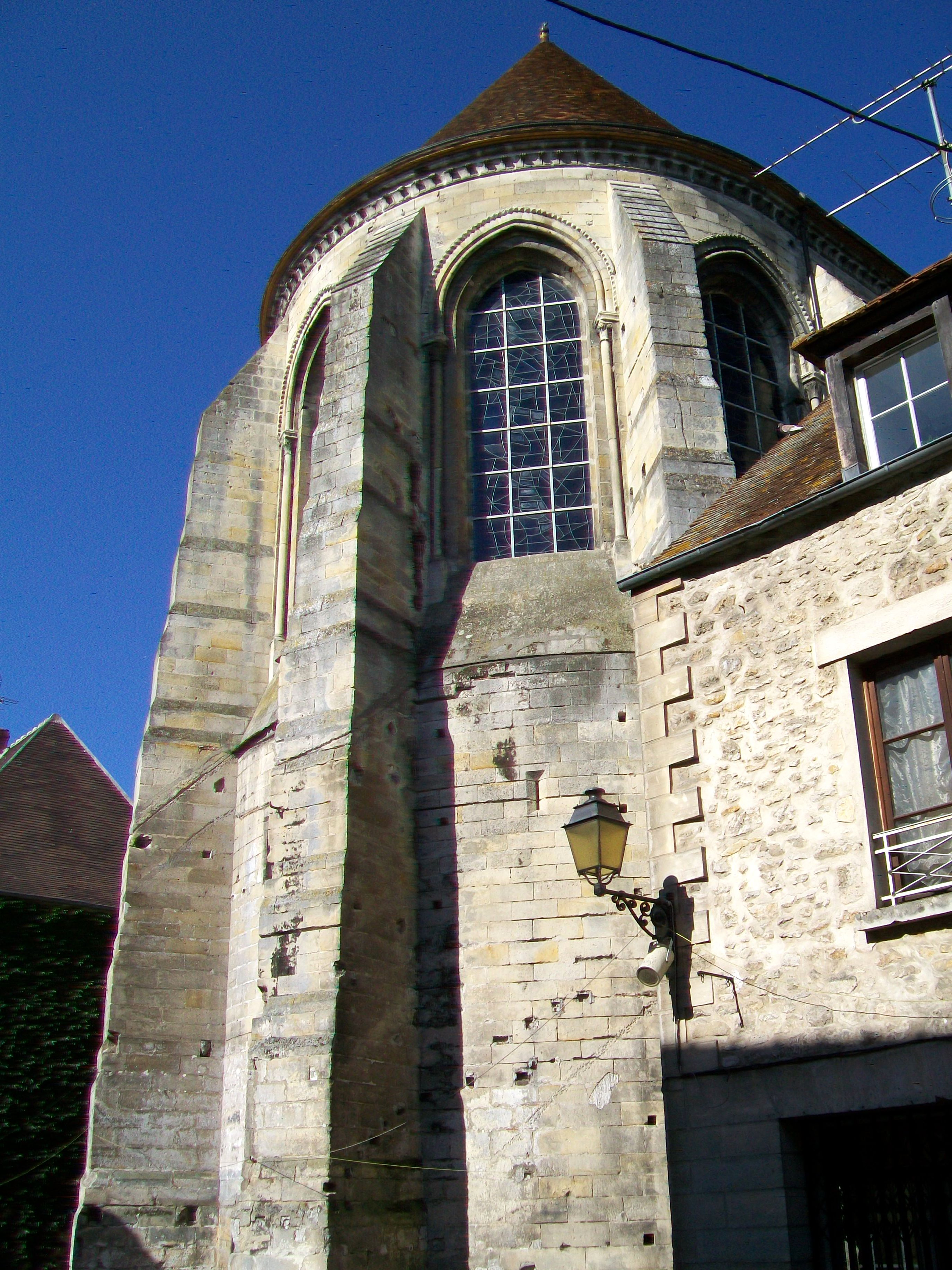
Vue du côté nord-est de l'abside après son dégagement.

La première campagne de restauration de 1976-1977 porte sur l'intérieur de l'édifice. L'emmarchement du portail est rétabli. Dans ce contexte, la statue d'un saint évêque est découverte par hasard, enfouie près du portail. Il ne s'agit pas de saint Frambourg, qui, selon les connaissances dont on dispose, n'était pas évêque. Les murs et les voûtes, blanchis à la chaux en 1777, sont lavés à l'eau claire. La voûte de la troisième travée est consolidée. Les faisceaux de colonnettes, qui avaient été supprimés jusqu'à quatre mètres de hauteur, sont rétablis. Leurs bases sont restituées d'après un modèle resté en place dans l'abside. Malheureusement, les bases correspondant aux arcs formerets sont elles aussi placées de biais, alors que seules les bases des ogives devaient être placées à 45°, face à celles-ci. Les colonnettes décoratives qui encadraient les fenêtres, et les colonnettes des arcs formerets qui les jouxtaient, manquaient également. Elles sont remplacées, mais contrairement aux bases, leurs chapiteaux ne sont pas sculptés, et restent dans l'état de blocs épannelés, hormis deux exemplaires dans l'abside. Les réseaux des fenêtres ne sont pas refaits : ils dataient de la période gothique flamboyante et ne cadraient donc pas avec le style de l'édifice du dernier tiers du XIIe siècle. Des verrières toutes simples, purement fonctionnelles, sont mises en place à titre provisoire. La niche semi-circulaire à l'extrémité de l'abside est supprimée et remplacée par une armoire à reliques, comme il y en a d'autres dans l'abside. Dans son ensemble, la restauration prend un parti sobre ; elle n'apporte aucune reconstitution abusive. Un vestiaire et des toilettes trouvent leur place au sous-sol. Dans les baies du triplet inscrit dans la rosace de la façade, trois vitraux dessinés par l'artiste catalan Joan Miró, ami de Cziffra, et réalisés par le maître-verrier Charles Marq, de Reims, sont installés dès 1977. Les cinq autres vitraux de la même série qui se trouvent dans l'abside sont plus tardives.
À partir de 1980, la réparation de la façade vient compléter la restauration intérieure, et permet d'accueillir dignement le public : les contreforts de l'angle nord-ouest retrouvent leur parement, et le portail, ses fines colonnettes monolithiques,. - L'ancienne collégiale est encore en grande partie coincée dans un bâti anarchique. Parallèlement à la restauration intérieure, des travaux importants sont menés pour rendre à Saint-Frambourg la stature qu'elle mérite dans le paysage architectural senlisien. Au sud de la façade occidentale, une extension de la maison au sud de la place Saint-Frambourg qui masquait la partie droite est supprimée. La maison elle-même demeure en place ; elle enveloppe toujours les contreforts d'angle sud-ouest. Au nord, les bâtiments légers de la menuiserie Barbier, qui se sont étendus tout au long du mur gouttereau jusqu'aux fenêtres à partir du début du siècle, sont rasés. Une grande maison établie à cheval sur l'enceinte gallo-romaine est démolie, et un local technique destiné à la chaufferie par air pulsé construit à la place, ainsi qu'un loge pour les pianistes. Enfin, une maison bourgeoise des XVIIe et XVIIIe siècles devant l'angle nord-est du chevet, empiétant sur la rue Saint-Hilaire, est également démolie, et l'abside retrouve ainsi son air imposant. Un escalier moderne traversant l'enceinte pour aboutir sur la rue Saint-Hilaire est bouché. À la même occasion, les cabanons qui s'accollent au rempart gallo-romain entre l'église et la tour Carlier au sud sont dégagés, et la muraille est libérée de la végétation qui la recouvre,. L'auditorium est inauguré le 24 septembre 1977[réf. souhaitée] et baptisé Franz Liszt, pour rendre hommage au compositeur favori de Cziffra, dont l'interprétation des œuvres avait fait la réputation internationale.
En février 1990, une tempête arrache une partie de la toiture provisoire en zinc, et les zones endommagées sont provisoirement bâchées. Cette situation perdure au moment du décès de György Cziffra en 1994. Sa veuve et la fondation Cziffra envisagent la reconstruction totale de la toiture et du pignon de la façade selon les dispositions d'origine. Des débris de tuiles anciennes trouvés sur les reins des voûtes permettent de déduire que la collégiale disposait jadis d'une couverture en plusieurs teintes, avec quelques tuiles glaçurées permettant de faire apparaître des motifs décoratifs. L'architecte en chef des monuments historiques, Étienne Poncelet, chargé du dossier, favorise des tuiles vernissées de Bourgogne, mais cette option s'avère trop onéreuse. On retient donc la gamme Monuments historiques de la tuilerie Aléonard de Pontigny, en trois teintes : rouge, noir et jaune. Sous prétexte que de telles toitures multicolores n'étaient pas d'usage en Picardie, ce qui est faux, le recours à des tuiles vieillies dégage des polémiques. Une fois le projet défini et validé par la DRAC Picardie, le chantier est lancé en 1999 et se termine en octobre 2001. On réalise une nouvelle charpente et emploie un total de 65 000 tuiles. Les faîtières sont conçues spécialement pour la chapelle Saint-Frambourg, ainsi qu'un épi de faîtage en forme de couronne, portant le nom de Georges et Soleilka Cziffra. La moitité du montant des travaux est prise en charge par l'État, et le département contribue à concurrence de 22,5 %. Les 27,5 % restants doivent être assumés par la famille et la fondation Cziffra. Le discret décor géométrique, jouant sur une alternance entre croix de Saint-André et de losanges, rompt avantageusement la monotonie du gros volume. La nouvelle toiture redonne grandeur et majesté à l'édifice,. Le 4 septembre 2002, la pose de la croix en antéfixe marque l'achèvement du nouveau pignon,.
Si la fondation Cziffra assure l'entretien courant de l'auditorium, la programmation des concerts, l'accueil des artistes et du public, elle n'est pas propriétaire des lieux. Elle ne jouit que d'un bail emphytéotique à titre non onéreux d'une durée de quarante ans, qui arrive à expiration le 30 décembre 2014. Face aux frais qu'occasionne l'édifice, les héritiers de György et Soleilka Cziffra ne souhaitent pas reconduire le bail. Ils confrontent la fondation à un ultimatum jusqu'au 30 juin 2015 pour proposer un projet de reprise. L'auditorium est fermé avec effet immédiat ; il n'y a subitement plus ni concerts, ni visites, sans aucune communication. L'ultimatum passe, et l'ancienne collégiale est mise sur le marché immobilier, sans succès[réf. souhaitée]. La fondation Cziffra lance un appel à la générosité pour lui aider à se porter acquéreur de la chapelle Saint-Frambourg. Vers le milieu de l'année suivante, le secours arrive avec un don d'un million d'euros de la part du mécène Henry Hermand, ami de György Cziffra de longue date. Henry Hermand aide aussi pour trouver un accord entre les héritiers et la fondation. La réouverture spontanée a lieu lors des journées du patrimoine 2016. Le premier projet de restauration que la fondation conduit en tant que propriétaire des lieux est le rétablissement de la petite chapelle au sud de la nef, à l'automne 2021. Deux futurs projets dont le cadre reste à définir porteront sur la sacristie et la toiture de la souche du clocher[réf. souhaitée].
Selon ses propres mots, « La fondation Cziffra, reconnue d’utilité publique depuis 1975, dédie la chapelle à la musique et aux grands interprètes de demain complétant ainsi cet ensemble prestigieux. Elle est l’endroit universel de l’expression de la beauté, de l’art, de la peinture et de la sculpture. La fondation poursuit une politique active et dynamique au cœur de ce site royal. La chapelle est rythmée par une programmation annuelle de concerts, expositions artistiques, festivals, évènements privés ou professionnels, visites guidées ».

## Description

### Aperçu général

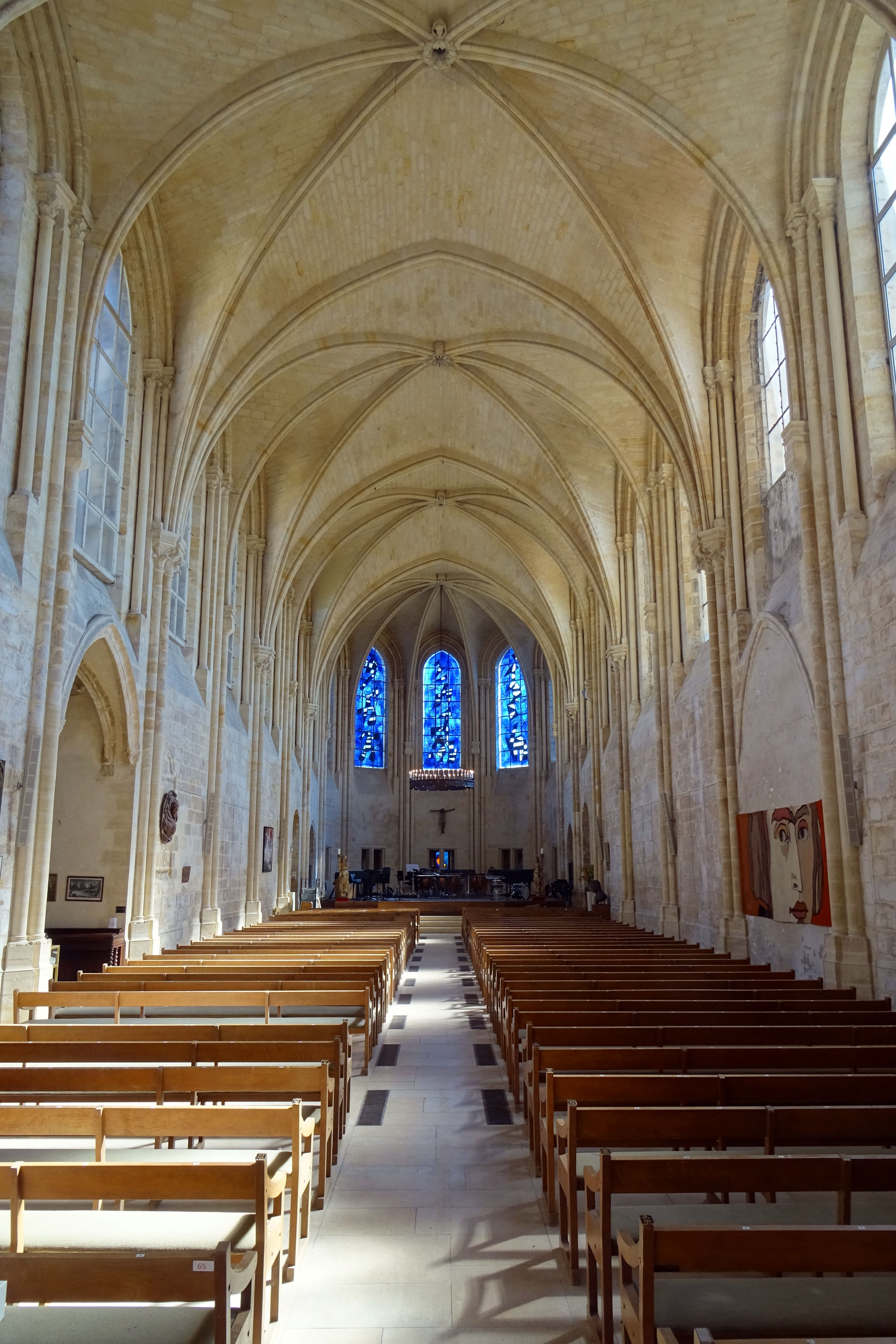
Vue générale vers l'est.

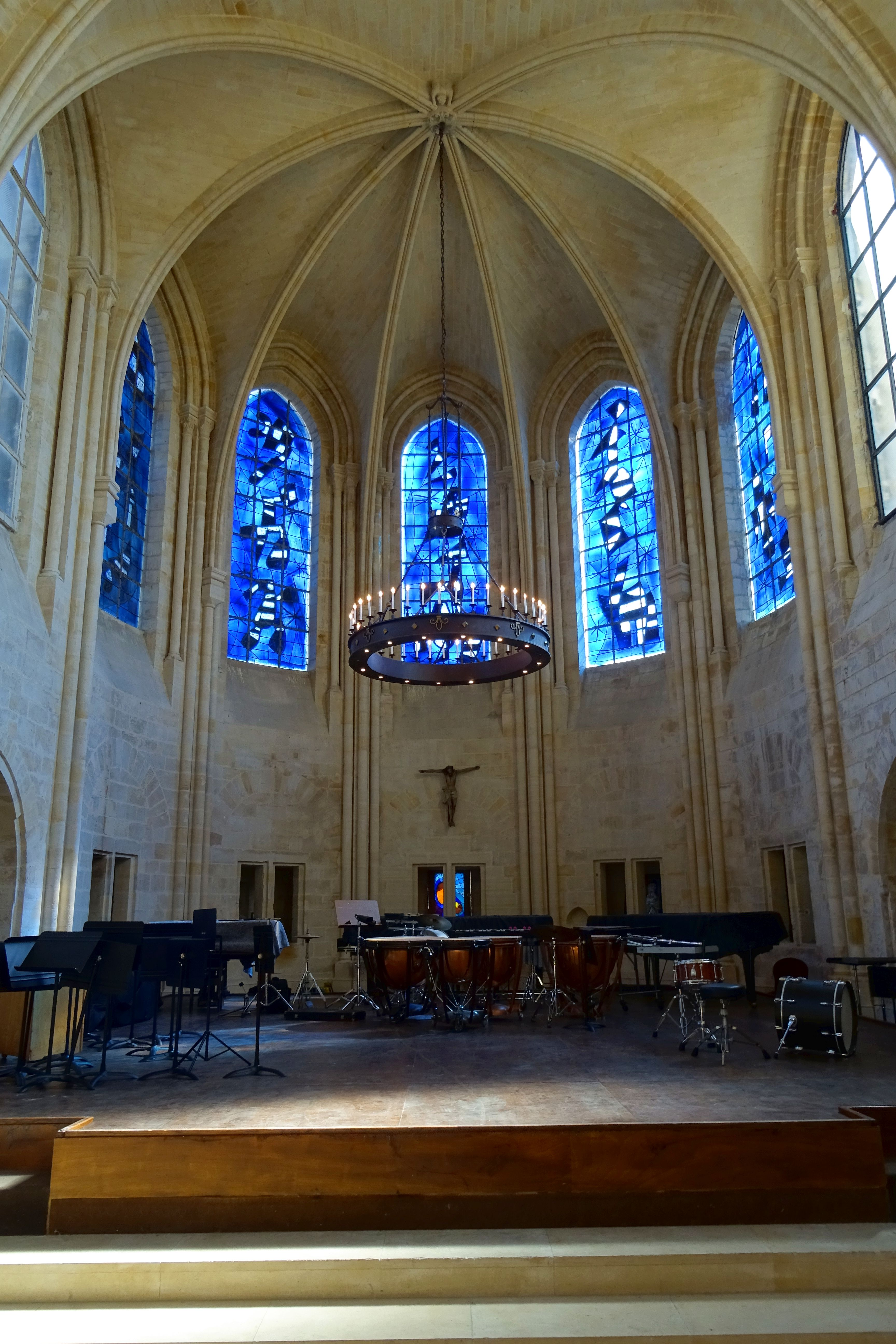
Abside, vue vers l'est.

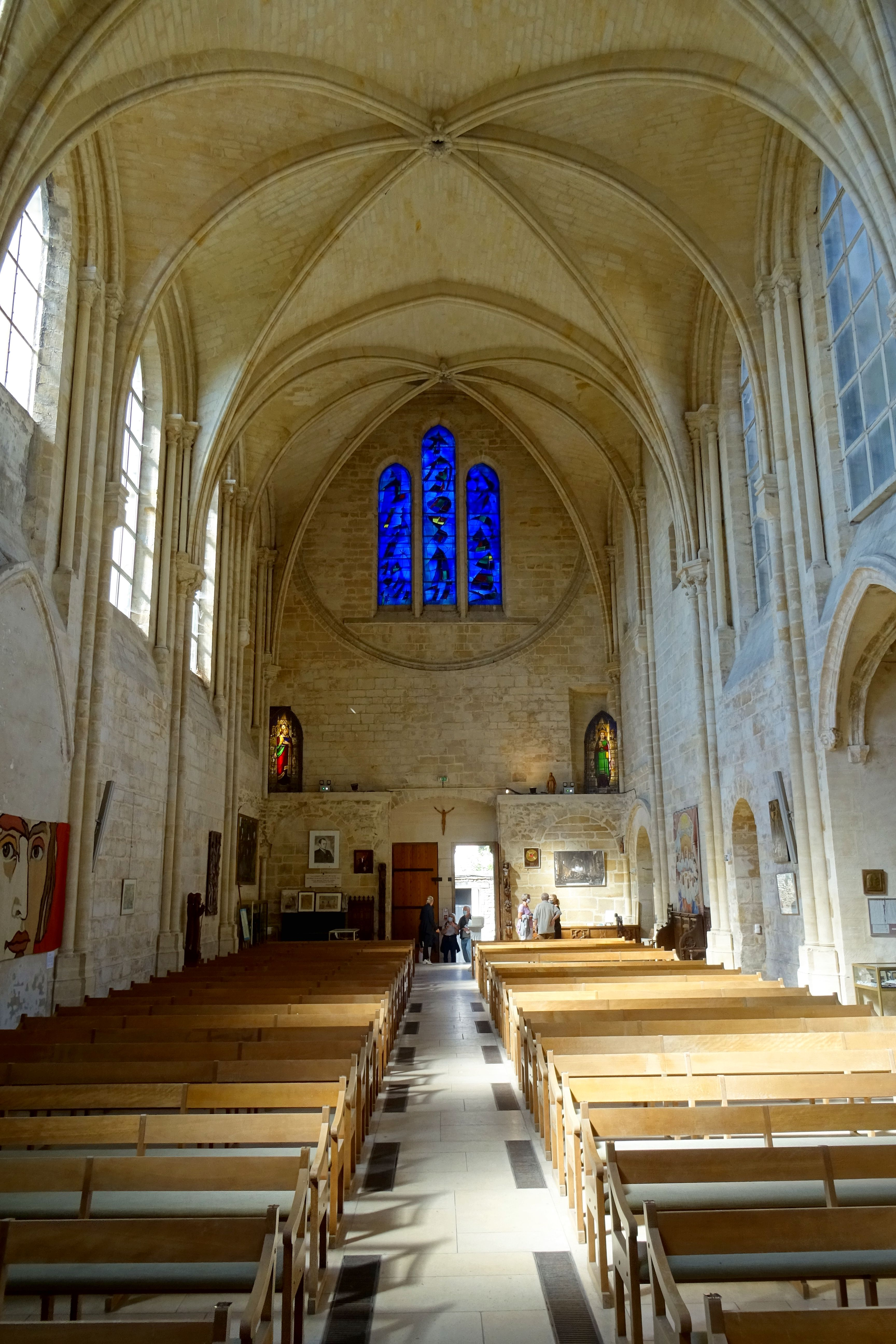
Vue vers l'ouest.

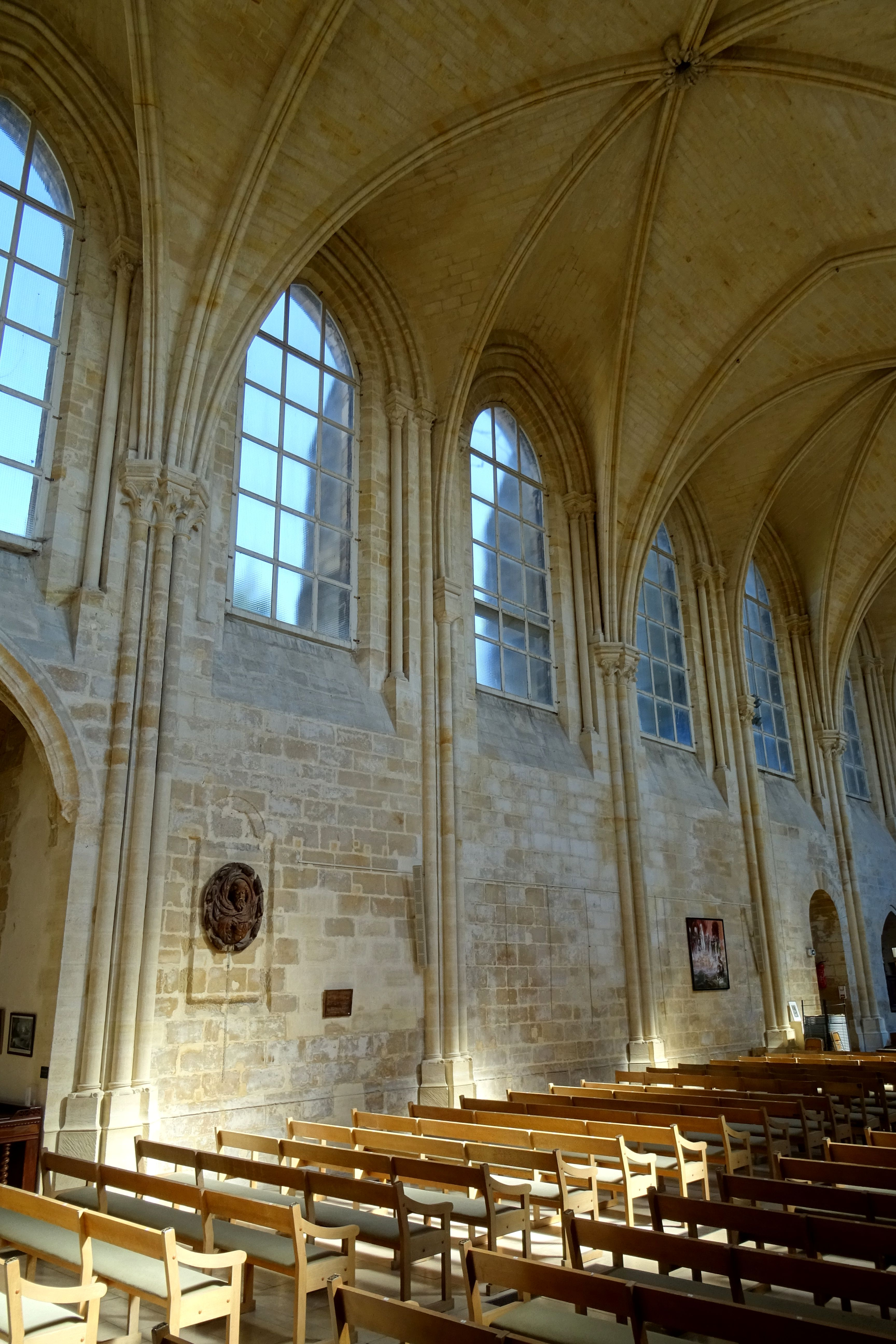
Vue diagonale vers le nord-est à partir de la 3e travée.

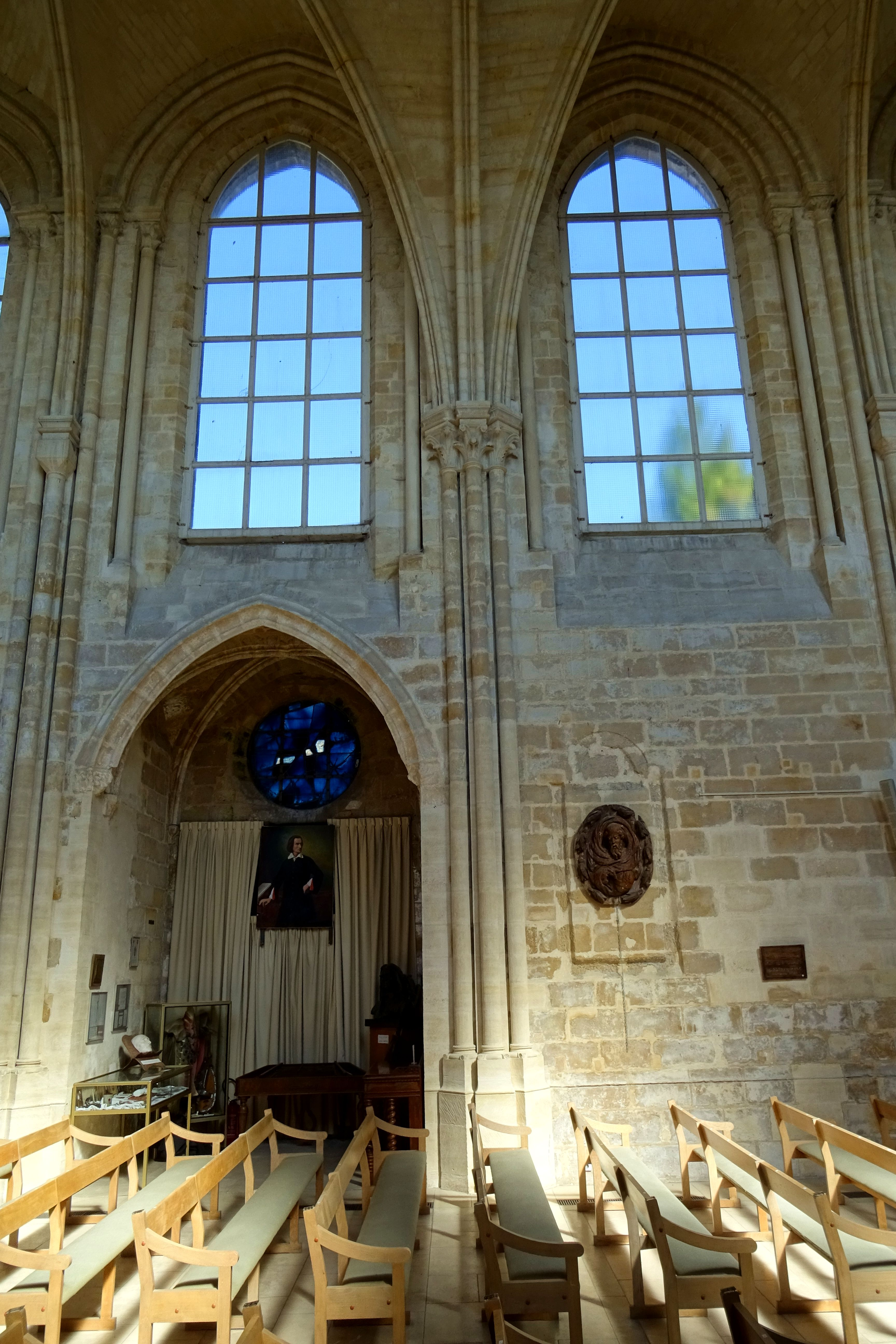
Intersection entre la 2e et la 3e travée, côté nord ; vue sur la chapelle latérale susbsistante.

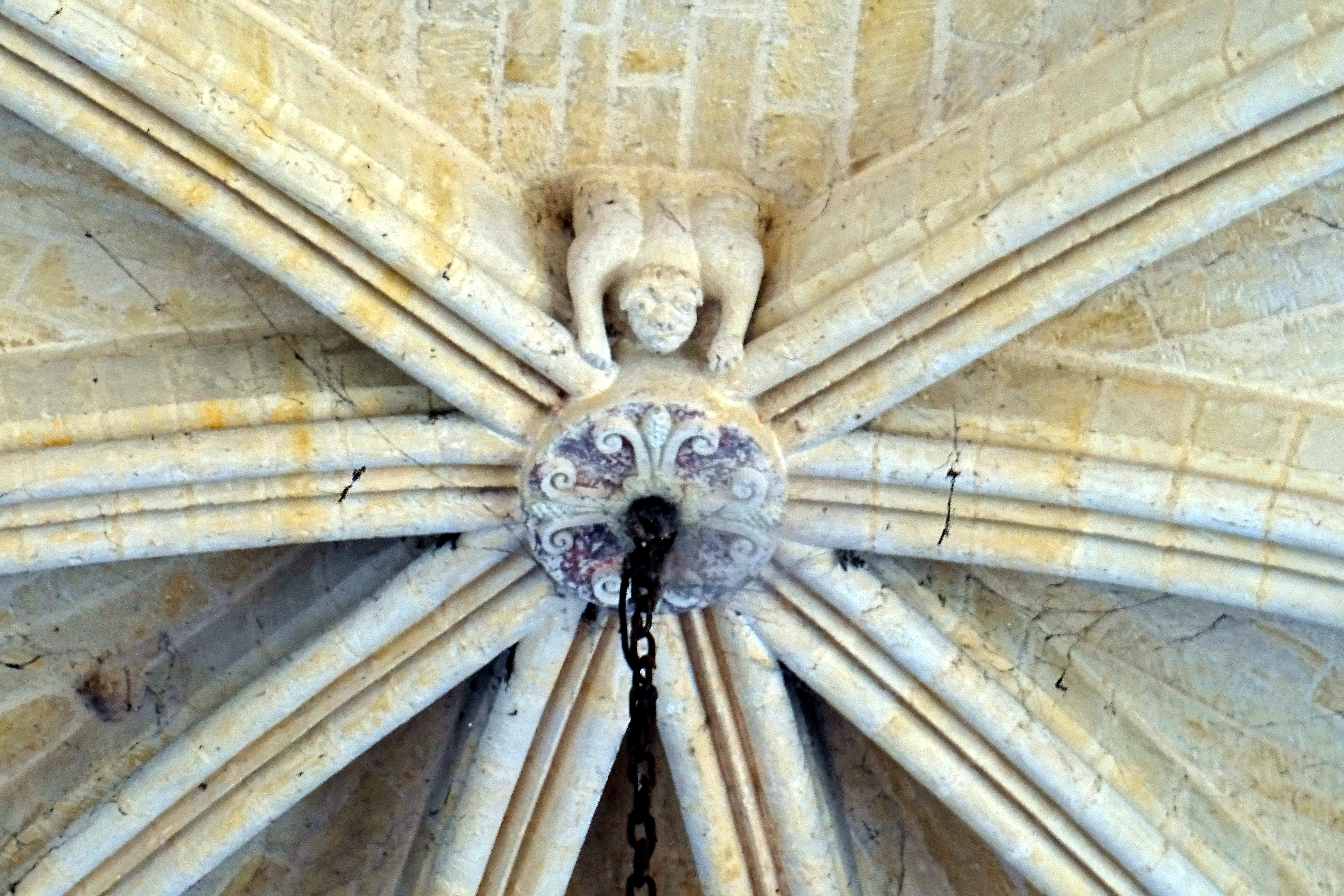
Abside, clé de voûte avec crapaud.

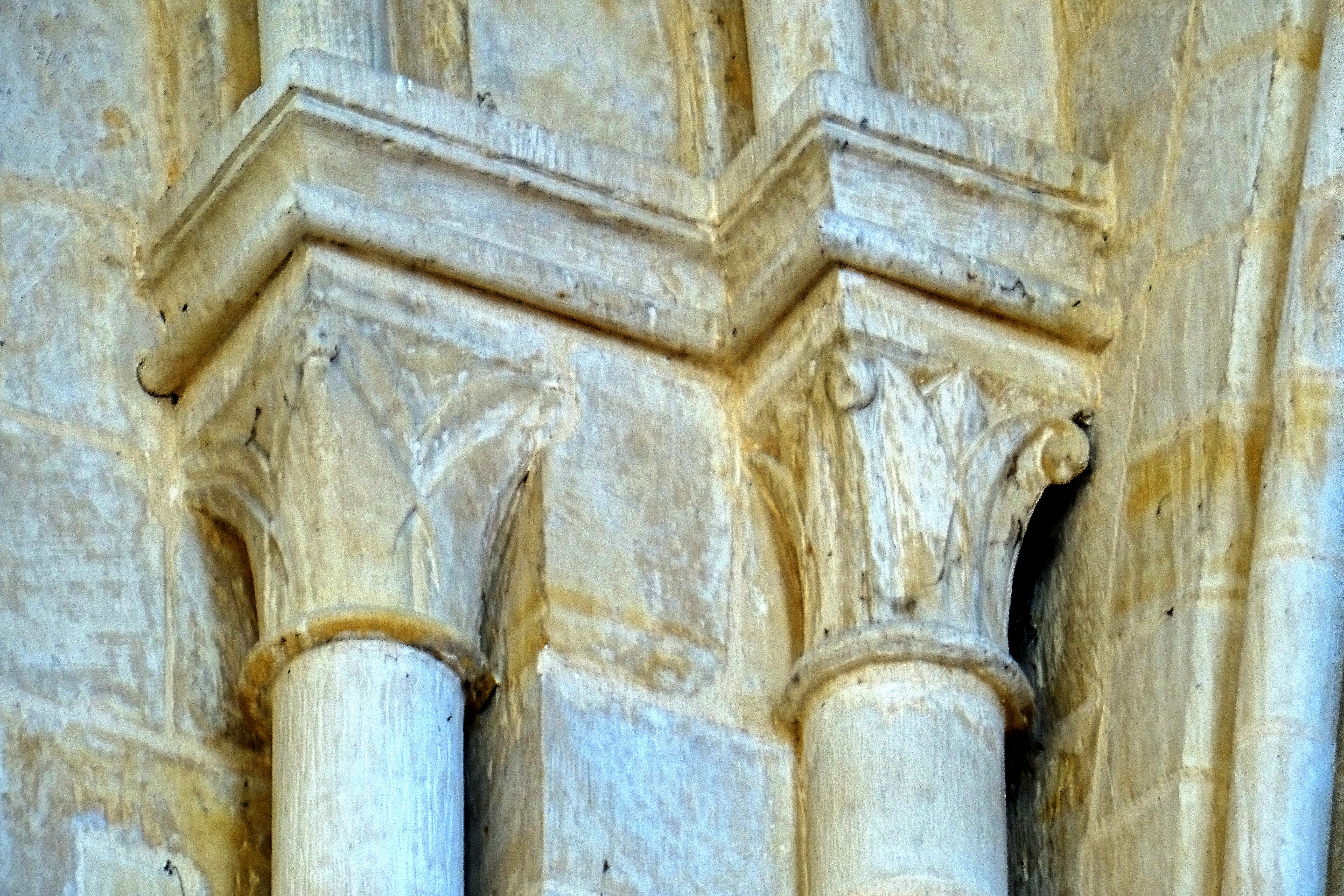
Chapiteaux au niveau des baies (1re campagne, 3e type).

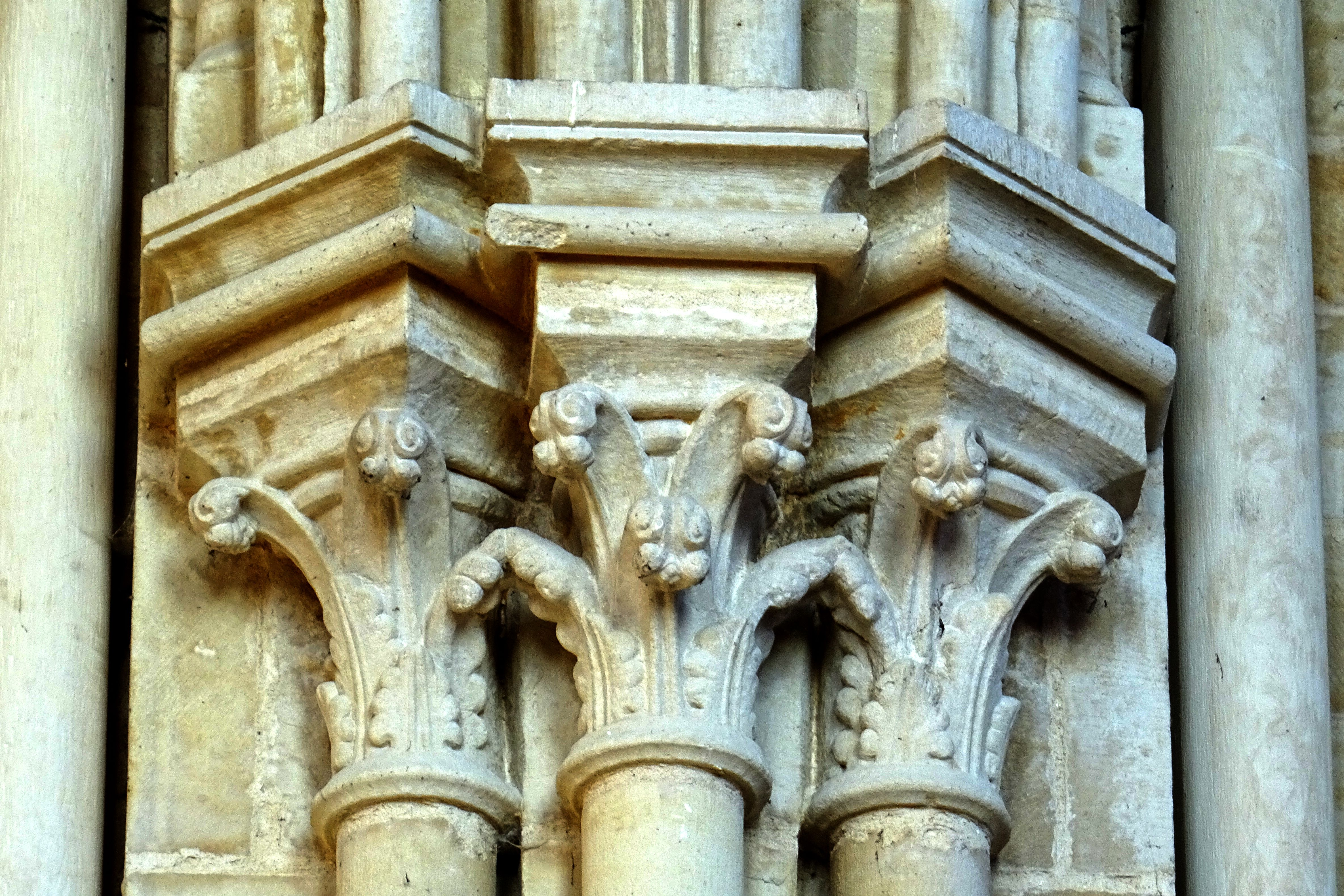
Chapiteaux à l'intersection des 4e et 5e travées.

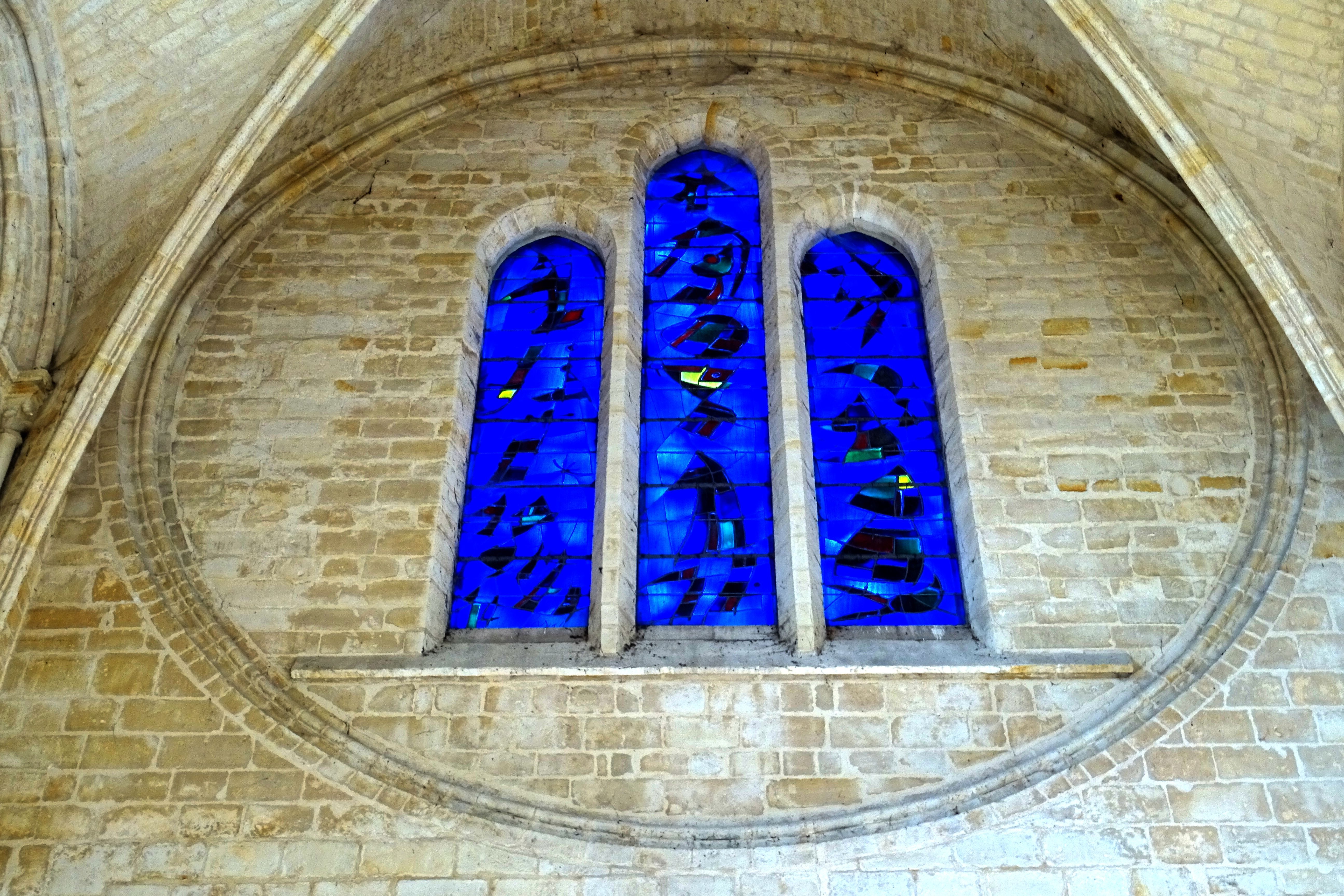
Triplet inscrit dans la rosace occidentale.

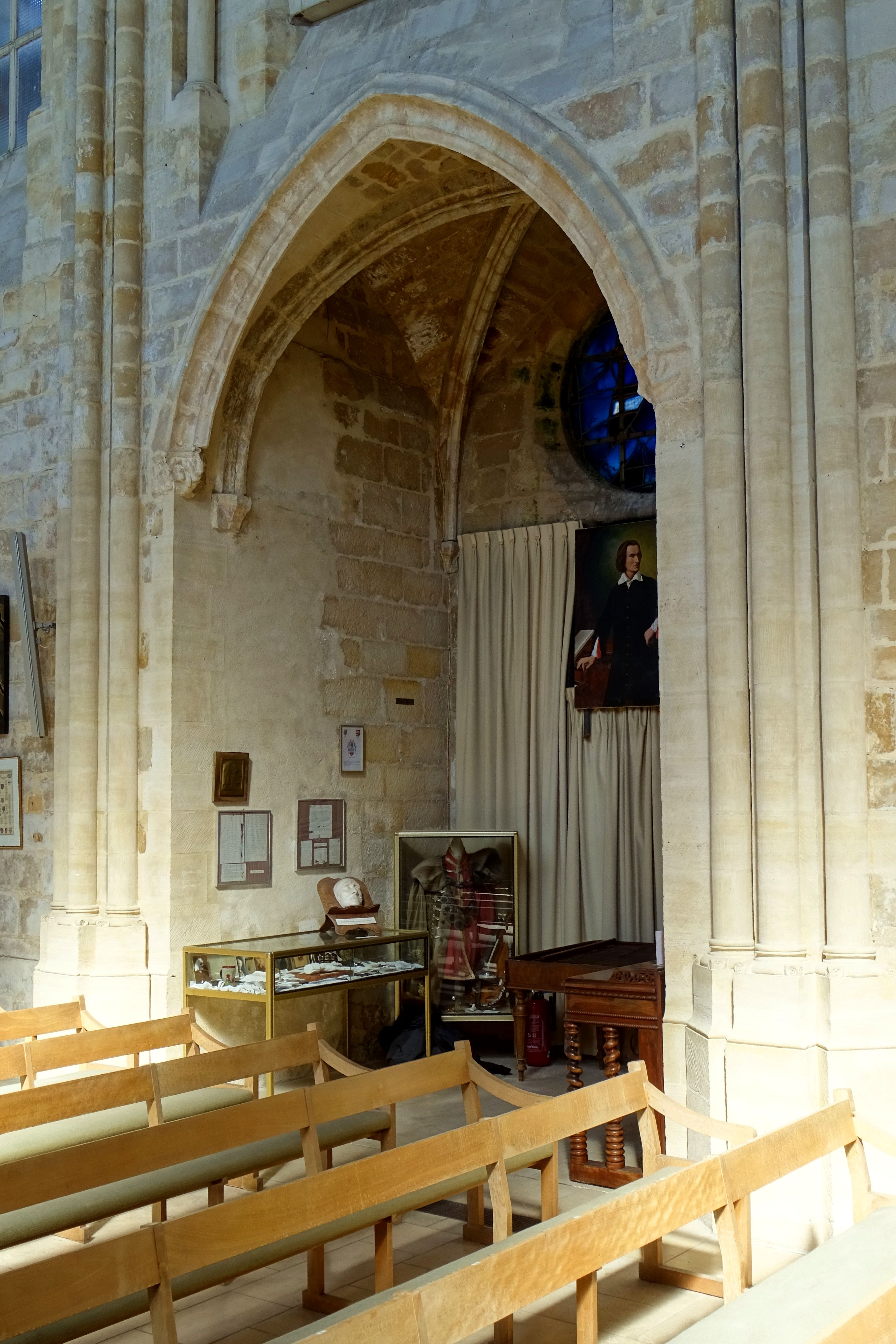
Chapelle au nord de la 4e demi-travée.

Orientée régulièrement, avec une déviation de l'axe de 28° vers le sud du côté du chevet, la chapelle royale et église collégiale Saint-Frambourg est un édifice à vaisseau unique, qui se compose d'une nef à quatre travées doubles, et d'un chœur comportant une demi-travée droite et une abside en hémicycle, à cinq pans. La longueur intérieure est de 46 m, et la largeur de 9,70 m. Les murs ont 1,65 m d'épaisseur au niveau des allèges, sauf dans la première travée, où ils atteignent 2 m. La hauteur sous le sommet des voûtes est de 14 m, sauf dans la première travée, qui est plus élevée, ; les 22 m indiqués parfois dans la littérature correspondent en réalité au faîtage de la toiture. Elle est à deux versants, avec un pignon en façade et un amortissement conique au-dessus de l'abside. Les travées doubles sont constituées de deux demi-travées voûtées ensemble par une voûte sexpartite, à six branches d'ogives. Selon le même concept, la partie droite du chœur et l'abside, bâties en premier lieu, sont recouvertes ensemble par une voûte à huit branches d'ogives. Il est à noter que les trois pans de l'abside qui sont au milieu du chevet sont plus étroits que les autres. L'élévation ne comporte, en principe, qu'un seul niveau, avec les allèges des fenêtres et les fenêtres elles-mêmes, qui descendent largement plus bas que la retombée des voûtes. Cependant, la quatrième demi-travée (donc la partie postérieure de la deuxième travée) s'accompagne de deux chapelles s'ouvrant en-dessous des baies, de plan rectangulaire, voûtées d'ogives et délimitées latéralement par les contreforts de la nef. 
L'ancienne sacristie est adjacente au vaisseau central au sud de la quatrième travée. Elle est construite perpendiculairement à l'axe de l'édifice. Il n'y a plus de porte de communication entre la chapelle et cet annexe, qui est actuellement à l'abandon. — Dans la dernière demi-travée avant le chœur, des portes en plein cintre au nord et au sud donnent sur l'enceinte gallo-romaine arasée : ce sont les accès primitifs du temps que les parties situées plus à l'ouest n'étaient pas encore construites, et que la chapelle de la reine Adelaïde d'autour de l'an mil était encore debout. — Dans le chœur, deux niches assez profondes en arc brisé sont ménagées dans les allèges de la partie droite, une au nord et une au sud. Elles résultent de remaniements postérieurs à l'achèvement. Cinq armoires à reliques à deux ouvertures rectangulaires sont prises dans l'épaisseur du mur dans les pans de l'abside en hémicycle, celle du centre étant éclairée par une petite baie. Au-dessus des armoires, les murs comportent des arcs de décharge : il ne s'agit pas de vestiges d'anciennes absidioles. 
Des particularités existent aussi dans la première travée. La base du clocher y est mitoyenne du côté nord, ce qui explique l'absence de fenêtres ici : la baie bouchée tout en haut de la première demi-travée ouvrait sur une chapelle haute dans le clocher. On accède à la base du clocher par une porte en plein cintre, en dessous ; une autre porte, au début de la deuxième travée, également en plein cintre, donne sur la cage d'escalier moderne comprise dans la base du clocher. Elle est également accessible depuis cette dernière, et remplace l'escalier en colimaçon du début du XIIIe siècle, trop étroit, qui est compris dans l'épaisseur du mur à l'angle nord-ouest de la collégiale. Le clocher lui-même a été démantelée au cours des années 1820. — De part et d'autre du portail occidental, les murs, très épais, font saillie devant les parties hautes du revers de la façade, et présentent apparemment les arrachements de deux petites voûtes d'ogives, une au nord et une au sud. Ce seraient les vestiges d'une tribune occidentale, non datée, qui a pu supporter l'orgue vendu à la Révolution. La tribune ou coursière était desservie par une ouverture étroite tout à droite du mur occidental ; une autre ouverture, à l'autre extrémité, établissait la communication avec la coursière à l'extérieur, au sud de la première travée. Tout en haut, le revers de la façade présente les contours d'une rosace, dont l'on ignore si elle a jamais possédé un remplage, et qui inscrit un triplet.

### Intérieur
Les ébrasements inférieurs des fenêtres, qui se présentent comme des longs talus pentus, descendent exactement à mi-distance entre les tailloirs des chapiteaux des ogives et arc-doubleaux et le sol. Seulement leurs deux tiers supérieurs s'inscrivent sous la lunette des voûtes. Avec leur ébrasement compris, les baies représentent nettement plus que la moitié de la hauteur des élévations latérales, mais les fenêtres proprement dites, seulement les deux cinquièmes environ. Leur largeur cumulée dépasse légèrement la moitié de la largeur totale des travées. Somme tout, l'architecte a accordé une grande importance à la lumière. C'est la raison principale pour laquelle il a renoncé à des bas-côtés. De ce fait, il n'y a pas non plus de dédoublement de la paroi ni de triforium, ce que l'on appelle la technique des murs minces : l'épaisseur se réduit en effet à 65 cm au-dessus du talus (qui apporte 40 cm de réduction, et 60 cm à l'extérieur). Il n'y a pas non plus de transept, alors qu'on aurait pu retenir le parti de l'abbatiale de Saint-Jean-aux-Bois, contemporaine, qui ne possède pas de bas-côtés, mais bien un transept. L'on trouve un nombre non négligeable d'églises d'envergure de la première période gothique dépourvues de transept dans la région, dont Gonesse, Mantes-la-Jolie, Poissy, Saint-Leu-d'Esserent, et la cathédrale de Senlis avant sa transformation à la période gothique flamboyante. Mais en l'occurrence, c'est le nombre restreint de personnes destinées à participer aux offices qui a dû motiver ce choix. Il ne s'agissait pas de faciliter la construction ou de limiter les frais du chantier, comme le montrent les vastes dimensions de l'édifice, et la qualité de l'appareil, avec un parement poli à sa surface. 
À l'époque de construction, on ne peut pas encore renvoyer vers le courant architectural des Saintes-Chapelles, qui ne font leur apparition qu'au XIIIe siècle. Contrairement à ces dernières, la chapelle royale Saint-Frambourg ne se distingue pas par des proportions élancées : la hauteur du vaisseau n'atteint pas une fois et demi sa largeur. Peut-être conscient de cette potentielle faiblesse, et hésitant de lui donner une hauteur plus importante pour ne pas fragiliser sa structure, le maître d'œuvre a accentué la platitude des murs et des voûtes, favorable à l'unicité du vaisseau et à la suggestion d'un certain verticalisme. (Il a également renoncé à tout moyen de scansion horizontale mise à part la rainure au niveau des socles des bases). Pour cette raison, on le dit influencé par le chantier de Notre-Dame de Paris, ou des édifices dérivés, et éloigné des concepteurs des cathédrales de Noyon, Laon, Senlis et Soissons, ou de la prieurale de Saint-Leu-d'Esserent. Comme dans ces édifices, le voûtement sexpartite entraîne en principe une alternance entre piliers forts et piliers faibles, selon que les faisceaux de colonnettes se situent à l'intersection des travées ou au milieu des travées, où il y a moins d'éléments à supporter. Or, l'architecte de Saint-Frambourg ne joue pas sur cette alternance. Aux « temps forts », les colonnettes des formerets ne descendent pas jusqu'au sol, mais seulement jusqu'aux tailloirs des chapiteaux des ogives et doubleaux. Aux « temps faibles », ils descendent tout au contraire jusqu'au sol. Ainsi, les faisceaux comportent invariablement trois fûts, au lieu de cinq fûts alternant avec trois fûts ou un seul, par exemple. Il faut donc conclure que le voûtement sexpartite assume ici un rôle purement décoratif, et non fonctionnel. Avec la nef de Larchant (anciennement), c'est par ailleurs le seul exemple d'un vaisseau unique avec ce type de voûtement. Un autre aspect qui ressort de la comparaison est l'absence de subdivision des baies, qui dans la nef de Soissons et de Saint-Leu-d'Esserent prennent la forme de lancettes géminées surmontées d'un oculus,. Mais ce parti est postérieur au chœur de Saint-Frambourg.
Malgré sa sobriété, la collégiale est le résultat d'une composition bien pesée et bien réfléchie. Ainsi, toujours concernant les baies, leur vitrage prend peu de recul par rapport aux surfaces murales, et leur ébrasement latéral est faible, contribuant ainsi à l'effet de platitude recherché. Dans les trois pans étroits à l'est de l'abside, l'écart entre les colonnettes décoratives flanquant les baies et les colonnettes des formerets est supprimé. Ce sont les seules baies que le fidèle tourné vers le sanctuaire verra de face : il ne se rendra ainsi pas compte de l'étroitesse des pans du chevet. Comme évoqué, en dépit de l'absence de remplage, le pourtour des baies est donc décoré. À une certaine distance, elles sont cantonnées de deux colonnettes en délit, dont les bases sont implantées à mi-hauteur du talus, et dont les tailloirs des chapiteaux, qui se continuent jusqu'aux colonnettes voisines, supportent une archivolte torique. À quelque distance encore, sauf donc au chevet, suivent les colonnettes des formerets, qui ont les chapiteaux et tailloirs implantés à la même hauteur, et supportent également une archivolte torique. Aux « temps forts », ces colonnettes sont en délit (contrairement à ce qu'avancent Nicole Bianchina, et à sa suite, Maryse Bideault et Claudine Lautier), et reçues par leurs bases sur les tailloirs des chapiteaux des ogives et doubleaux. Aux « temps faibles », et entre les pans de l'abside assimilés aux temps faibles selon la logique (puisqu'il n'y a pas de doubleaux), les colonnettes sont appareillées avec les ogives, car elles retombent jusqu'au sol. Les faisceaux de colonnettes, bien que comportant toujours trois fûts de 16,5 cm de diamètre, ne sont donc pas identiques indépendamment de leur position. Aux « temps forts », ils comportent trois chapiteaux, dont ceux correspondant aux ogives sont implantées à 45° de même que les bases. Au « temps faibles », ils ne comportent qu'un seul chapiteau, refait en 1976-1977, car les arcs formerets ont déjà leurs chapiteaux, plus haut à côté des baies. Il fait partie des caractéristiques du voûtement sexpartite que proche des piliers forts, les voûtains dissimulent les chapiteaux à côté des baies en regardant de face. De même, les colonnettes en délit des formerets disparaissent également derrière les voûtains : elles ne deviennent visibles qu'en regardant diagonalement vers le haut. C'est ainsi que l'on peut comprendre la vocation décorative du voûtement sexpartite à Saint-Frambourg. 
Avec des travées presque carrées, mais deux arcs d'inscription tant au nord qu'au sud, poussés très hauts sous les voûtes, il est évident que les ogives diagonales ne peuvent pas adopter le même tracé en arc brisé que les arc-doubleaux et les ogives perpendiculaires, à moins d'accepter un fort bombement des voûtes. C'est le contraire de ce qui était recherché, à savoir, une unicité de l'espace. Les ogives diagonales accusent donc un tracé en plein cintre. Le résultat est concluant : « …cette voûte où l'œil ne regrette rien, tant ses lignes sont combinées, et son exécution parfaite… » (Eugène Müller). Dans l'abside, il fut néanmoins inéluctable qu'elles cloisonnent les pans les uns des autres. En ce point, Saint-Frambourg ne se distingue pas des autres édifices à abside en hémicycle. Mais ce qui est encore particulier pour un édifice de cette envergure, est l'application d'un même profil, et d'un diamètre proche, aux ogives (23 cm) et arc-doubleaux (29 cm). Ils accusent tous une fine arête entre deux tores dégagés, placés devant un bandeau nettement saillant devant les voûtains. Les clés de voûte sont percées d'un trou en leur milieu. Celles du chœur et de la dernière travée de la nef, les plus anciennes, sont des disques sculptés de quatre fruits d'arum entre des feuilles simples en volutes (Nicole Bianchina voit une « croix à volutes »). Elles sont flanquées, l'une d'un seul côté, l'autre de deux côtés, à l'est et à l'ouest, d'un crapaud, qui aurait figuré dans les armes de Clovis avant la fleur de lys. Les trois autres clés de voûte sont des couronnes de feuillages, d'une grande finesse, flanquées d'une tête humaine à l'est et à l'ouest, l'une souriante, l'autre grimaçante. Les tailloirs affichent un profil complexe en raison de leur hauteur. Ils sont divisés en une partie haute et une partie basse par un tore horizontal. En haut, ils se composent d'une tablette, d'une rainure, d'un listel et d'un cavet. En bas, ils se composent d'une mince tablette, d'un listel qui a souvent disparu, d'un mince cavet, et d'un cavet, qui, au-dessus des chapiteaux à l'ouest de la nef, marque la transition vers l'astragale. Les chapiteaux à l'est ne présentent pas encore d'astragale.
Selon la typologie de leur sculpture, les chapiteaux au niveau des fenêtres de la première campagne de construction appartiennent à trois types, dont seul le premier subsiste pendant la deuxième phase. Le premier type fait appel à des grandes feuilles, disposées en un ou deux registres, aux extremités recourbées. Il peut y avoir trois petites feuilles ou un cœur dans l'enroulement. La nervure médiane est quelquefois perlée. On rencontre de tels chapiteaux dans le déambulatoire et les tribunes orientales de Notre-Dame-de-Paris, dans les chapelles rayonnantes de Saint-Leu-d'Esserent, et dans les tribunes occidentales de la cathédrale de Senlis. Le second type de chapiteaux représente des feuilles affrontées, dont la tête recourbée se gonfle ou s'allonge. Il est également représenté dans le déambulatoire de Notre-Dame-de-Paris, ainsi que dans l'église Saint-Julien-le-Pauvre de Paris. Quant au troisième type, il comporte au rang inférieur des feuilles d'eau très simples, derrière lesquelles jaillissent des tiges qui se recourbent en volutes sous les angles du tailloir. C'est un type très fréquent dans la région, qui est encore employé dans la tour occidentale nord de la cathédrale de Senlis vers 1170. Ici, les mêmes sculpteurs étaient apparemment engagés sur les deux chantiers. Pendant la troisième phase de la première campagne de construction, les chapiteaux (toujours du premier type) peuvent afficher, en bas de la corbeille, des feuilles simples dentées, que l'on trouve sous les crochets ou des grandes feuilles. De tels chapiteaux sont notamment répandus à Paris et dans le nord-est du bassin parisien entre 1180 et 1190. Les chapiteaux à l'intersection des travées de la première campagne proviennent tous de la troisième phase. Leurs corbeilles, arrondies, sont sculptées de petites feuilles dentées et de deux rangs de crochets recourbés vers le bas. — Pour venir maintenant aux chapiteaux de la deuxième campagne de construction, soit à l'intersection des deux premières travées et dans la première travée, ils comportent tous deux rangs de petites feuilles à cinq dents, dont certaines se retroussent sur les tailloirs. — Concernant les bases, seulement celles des colonnettes décoratives des fenêtres et des formerets sont authentiques ; des bases des faisceaux de colonnettes, ne subsistent que des fragments au fond de l'abside. Toutes les bases sont flanquées de griffes végétales aux angles. Les profils affichent une évolution d'est en ouest, qui est conforme à celle attendue pendant la période de construction. Ils ont servi à la datation de l'édifice, et ont été relevés par Nicole Bianchina
Plusieurs particularités de la première travée ont déjà été évoquées : une exécution moins soignée, des murs plus épais, la présence du clocher du côté nord avec une baie ouvrant jadis sur une chapelle haute, l'arrachement probable des voûtes d'une tribune, et les anciens accès à cette tribune ou à une coursière, qui relie les deux angles de l'édifice au niveau des chapiteaux du portail. À un niveau supérieur, où le mur ne fait plus que 80 cm d'épaisseur, se dessinent les contours d'une rosace, soulignés par un cavet et un tore dégagé. Au revers de cette rosace, à l'extérieur, existe une autre coursière : Saint-Frambourg est l'un des très rares édifices à disposer d'une coursière des deux côtés de la façade. — Les auteurs ne se sont pas penchés sur la question pourquoi la rose n'a pas été placée plus bas. En effet, son sommet se situe bien au-dessus de la ligne de faîte des voûtes de la deuxième à la dernière travée, et même au-dessus de la clé de voûte de la première travée, plus haute. Son voûtain occidental est donc « rampant » et épouse l'hémicycle supérieur de la rosace, qui disparaît derrière les voûtains nord et sud en regardant depuis le milieu de la nef. Il est possible que la rosace n'entrait pas dans le projet initial, car son intégration dans l'édifice n'est pas harmonieuse. Son diamètre extraordinaire pourrait traduire la volonté du chapître d'impressioner : il est de 9 m, comme à la façade et au transept de la cathédrale de Laon. La rosace occidentale de la collégiale Saint-Thomas-de-Cantorbéry de Crépy-en-Valois mesure 10 m de diamètre, mais celle de la cathédrale Notre-Dame-de-Paris, seulement 9,60 m. Les recherches de Nicole Bianchina ont avéré que l'inspiration de la rosace de Saint-Frambourg devrait venir de la collégiale Notre-Dame de Mello. Il est à noter que les roses de Crépy-en-Valois, Mello et Saint-Frambourg ont comme point en commun l'absence de remplage adéquat. À sa place, on trouve un mur avec une ou plusieurs baies. En l'occurrence, il s'agit d'un triplet, qui est plus usuel au chevet ou aux extrémités d'un transept. L'appareil autour du triplet, àl'intérieur de la moulure circulaire, n'est pas homogène avec l'appareil autour de la rosace. Mais il n'est pas certain, si l'on peut affirmer, avec Maryse Bideault et Claudine Lautier, que le triplet soit le résultat d'un remaniement récent. Dominique Vermand exprime sa réserve si le remplage a jamais existé. Nicole Bianchina envisage plusieurs options : l'économie, une destruction accidentelle du remplage, ou des désordres de structure dans la façade provenant d'un potentiel déversement du clocher,,. 
Les deux petites chapelles de part et d'autre de la quatrième demi-travée n'appellent pas beaucoup de remarques. Hormis un oculus circulaire qui laisse entrer le jour en haut du mur du fond, on ne peut signaler que les arcades ouvrant sur les chapelles, et leurs voûtes. En ce qui concerne la chapelle du nord, contrairement à ce que l'on pourrait attendre, les retombées de l'arcade et des ogives ne s'effectuent pas sur les mêmes supports. Ces éléments se distinguent par ailleurs par leur modénature. L'arcade présente dans l'intrados une arête saillante, et de chaque côté, du bas vers le haut, un cavet, une arête, une gorge et une autre arête : c'est un profil caractéristique de la période flamboyante. Une rupture est visible au-dessus du cul-de-lampe sculpté de feuilles frisées de côté gauche ; de côté droite, les culs-de-lampe sont endommagés. Les ogives sont profilées d'un listel devant un tore aminci en profil d'amande, se dégageant par des cavets d'un bandeau en arrière-plan : c'est un profil rayonnant tardif. La clé de voûte n'est pas décorée : les ogives s'y croisent simplement, et les culs-de-lampe ne sont pas sculptées non plus. Seules les ogives sont prises en considération par Nicole Bianchina pour dater la chapelle de la fin du XIIIe siècle. Deux des quatre chapelles de la collégiale sont attestées pour 1270 (Saint-Georges) et 1278 (Saint-Guinefort) ; l'une peut être celle dans la tour. Seule l'arcade a dû retenir l'attention d'Eugène Lefèvre-Pontalis, qui la date du XVe siècle. Eugène Müller, qualifiant les chapelle d’édicules, précise la fin du XVe siècle. Le rétablissement de la chapelle du sud clarifie la situation et confirme l'avis de Nicole Bianchina. En effet, l'arcade y accuse le même profil que les ogives, et à gauche et à droite de l'ouverture de la chapelle, les déux éléments se partagent un même cul-de-lampe, dont les feuilles frisées sont typiques de la période rayonnante tardive.
Dans son ensemble, la chapelle royale Saint-Frambourg représente : « une preuve et un monument d'une science architecturale consommée, où l'élégance s'unit à la force et le charme de l'ensemble à une merveilleuse simplicité ; aucun ornement n'a été introduit qui n'apporte son utilité ; aucune nécessité de construction ne s'impose qui ne paraisse contribuer à la beauté de l'ouvrage », comme l'exprime Eugène Müller. « Malgré sa simplicité, Saint-Frambourg doit être considéré comme un authentique chef-d'œuvre de l'architecture gothique du XIIe siècle en raison de la perfection des proportions et de l'exécution de son espace intérieur, d'une parfaite unité et d'une très grande monumentalité », résume Dominique Vermand.

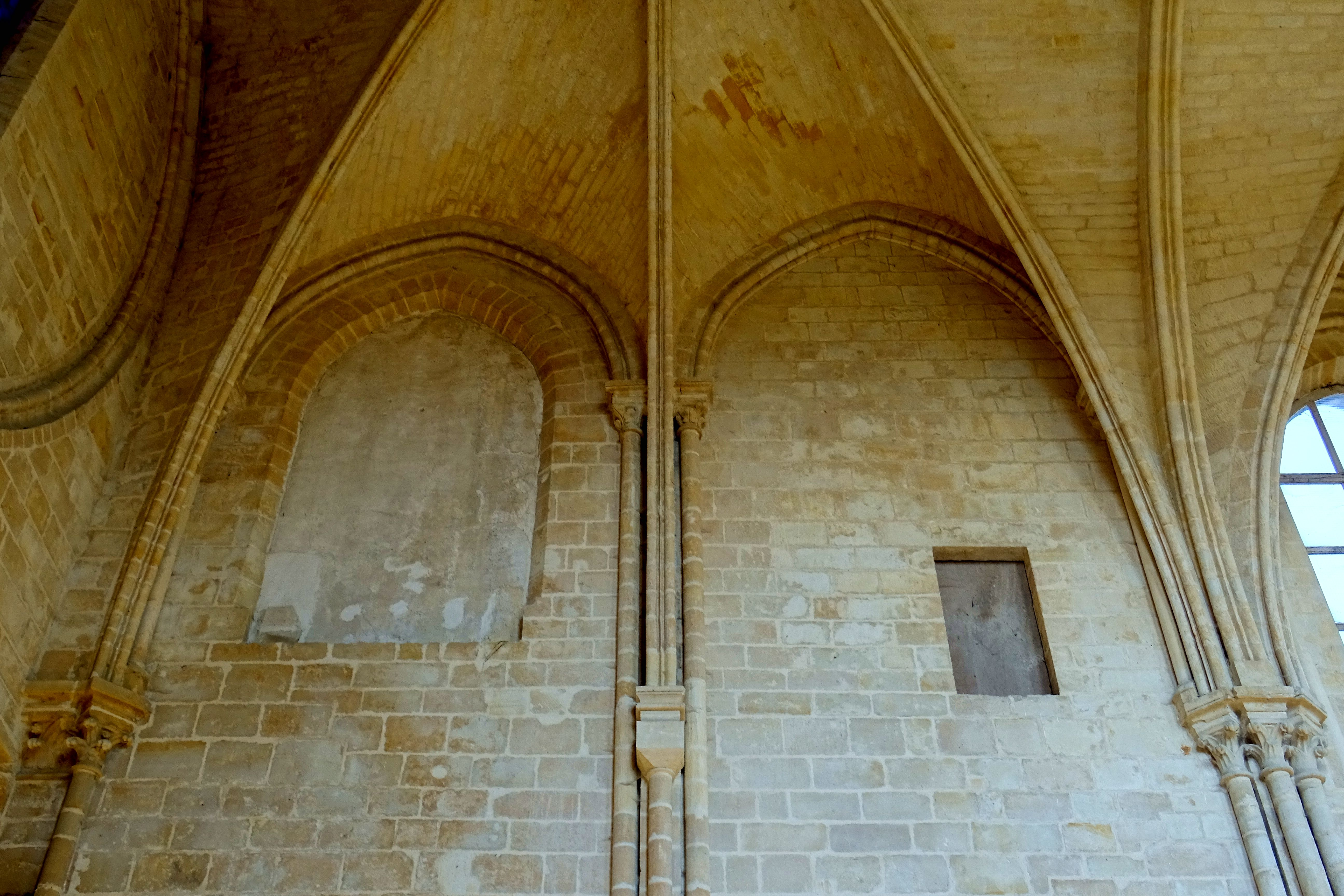
1re travée, parties hautes, derrière le clocher.
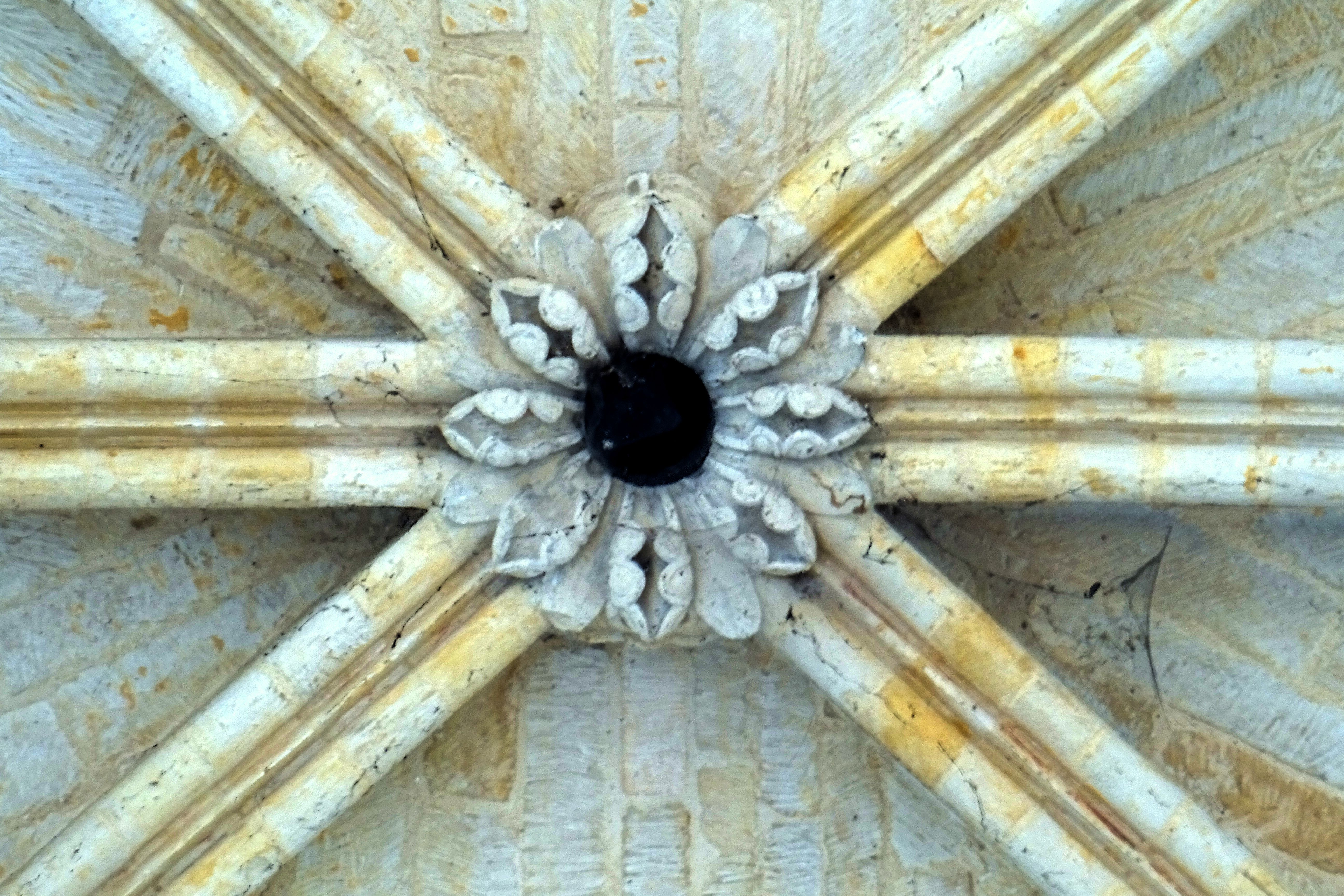
Clé de voûte de la 3e travée.
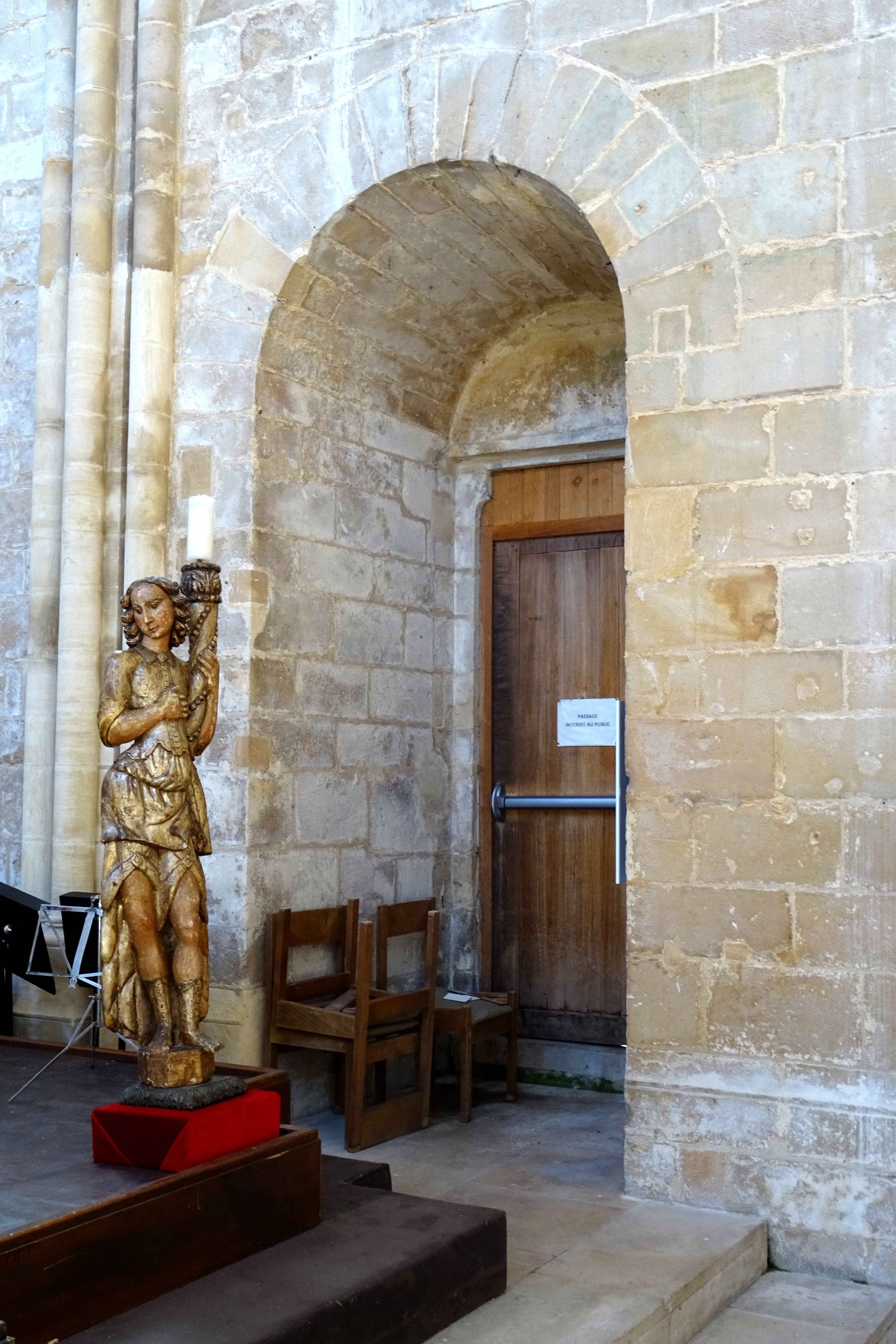
Porte sur l'enceinte gallo-romaine.
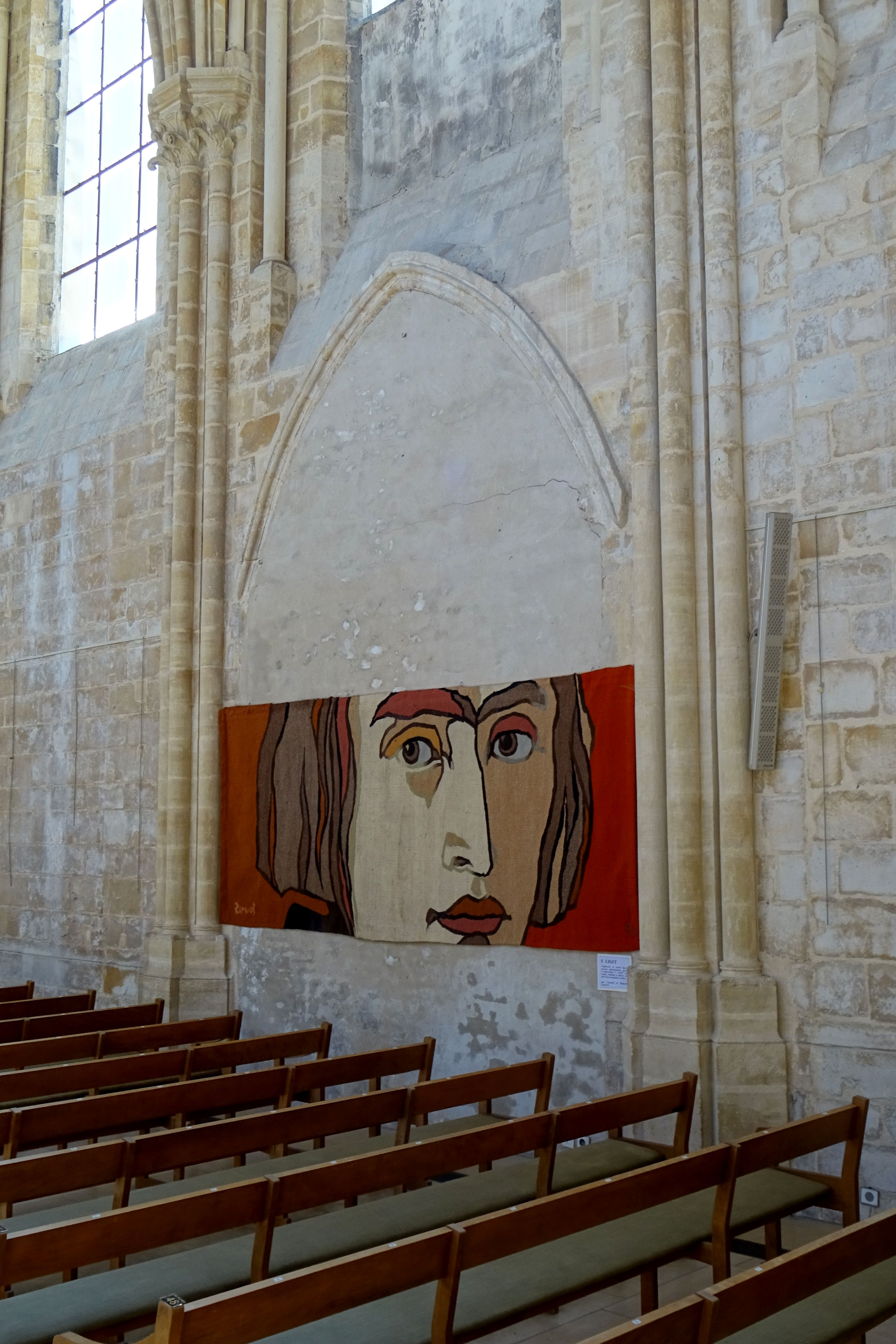
Arcade bouchée de la chapelle du sud.
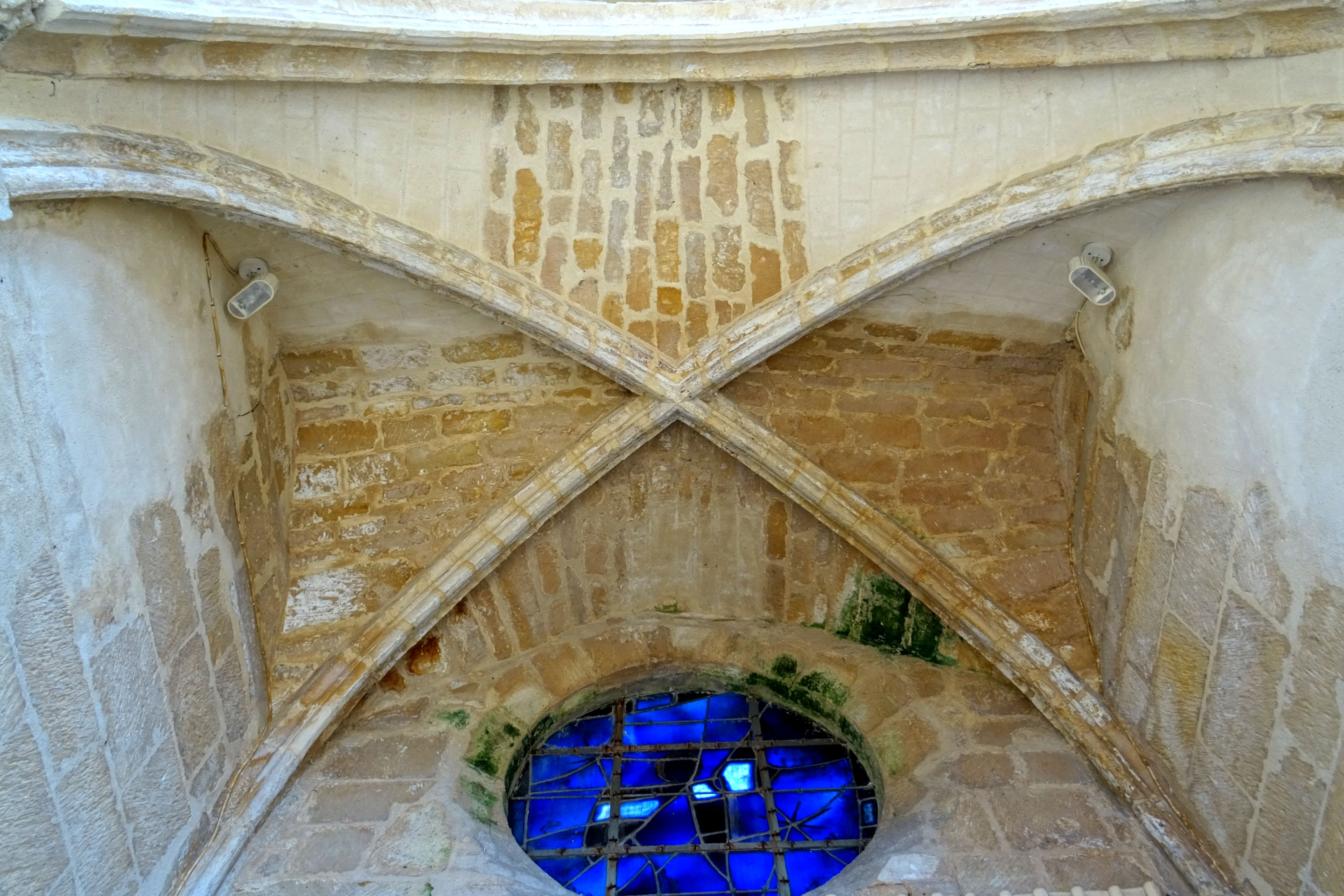
Voûte de la chapelle du nord.
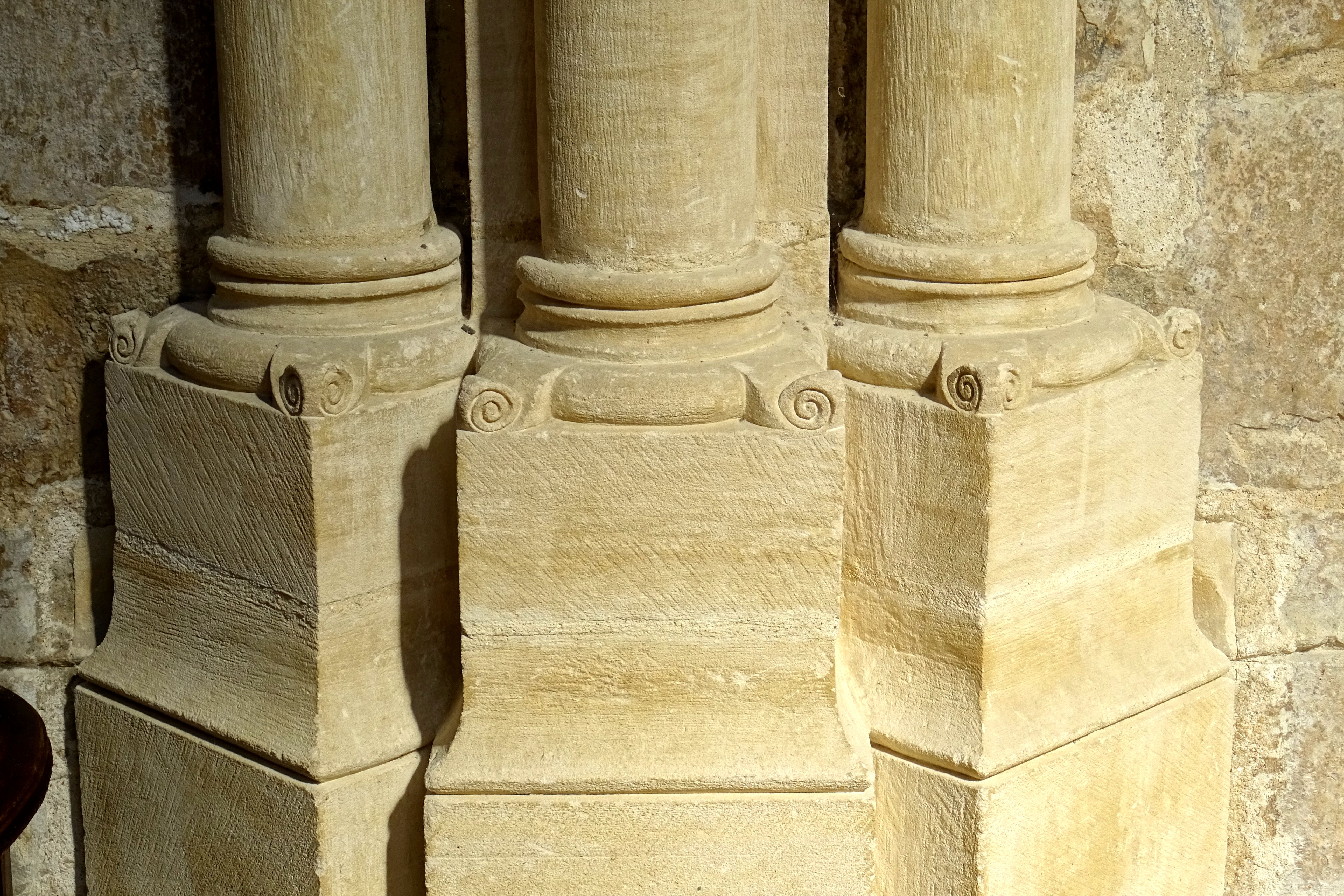
Bases refaites à l'intersection des travées.

### Extérieur

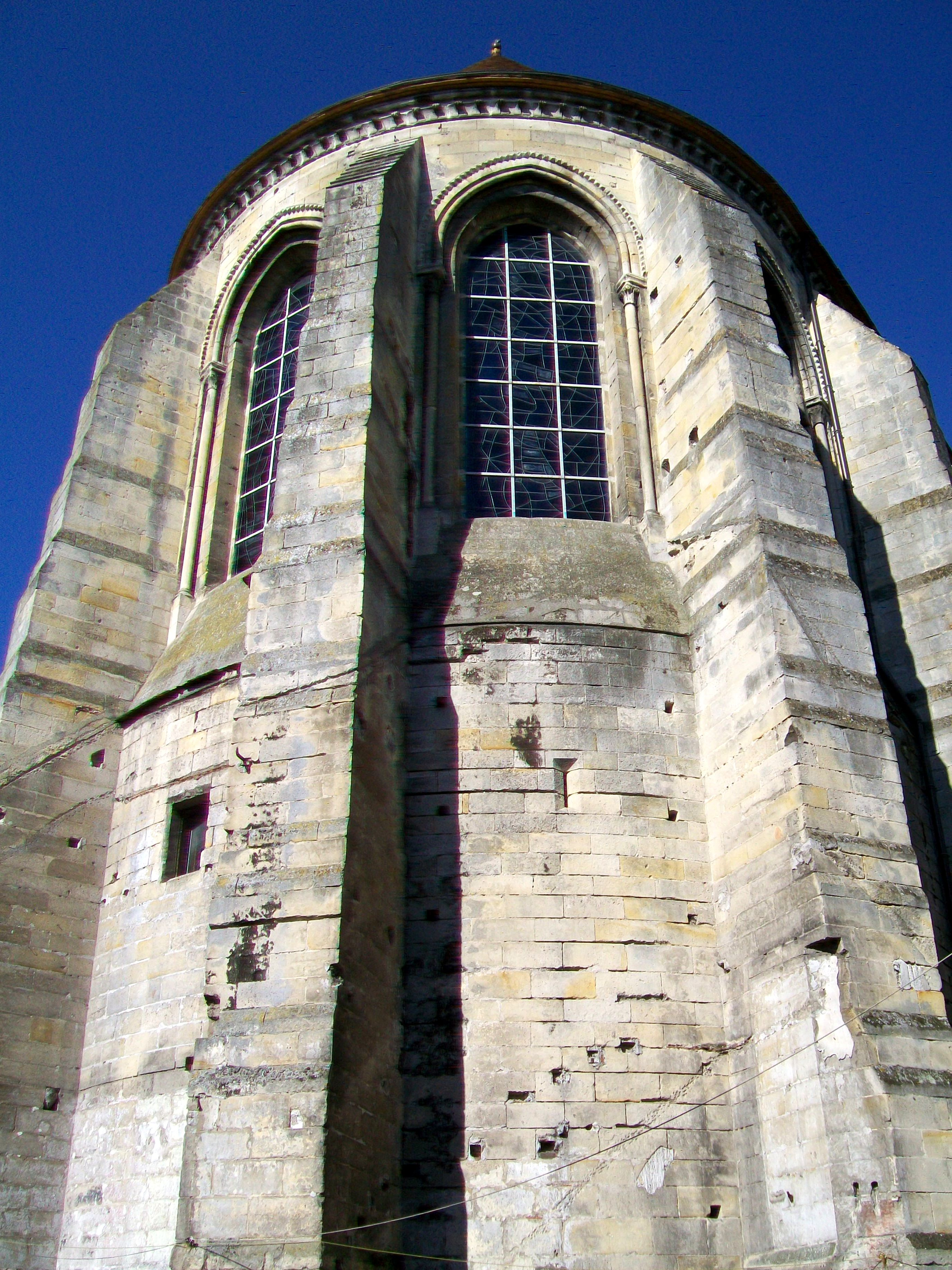
Abside, côté nord-est.

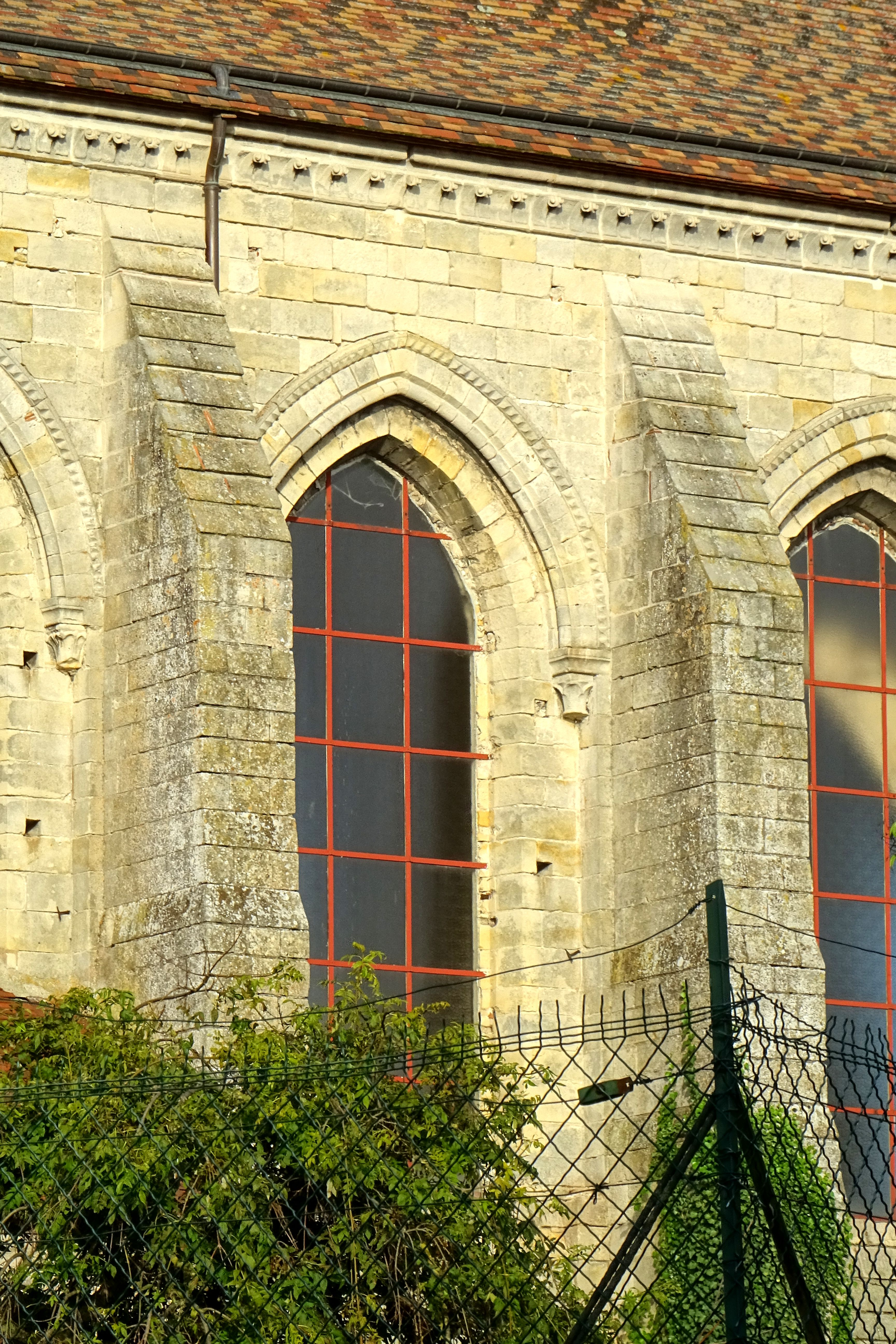
Fenêtre de la 3e travée.

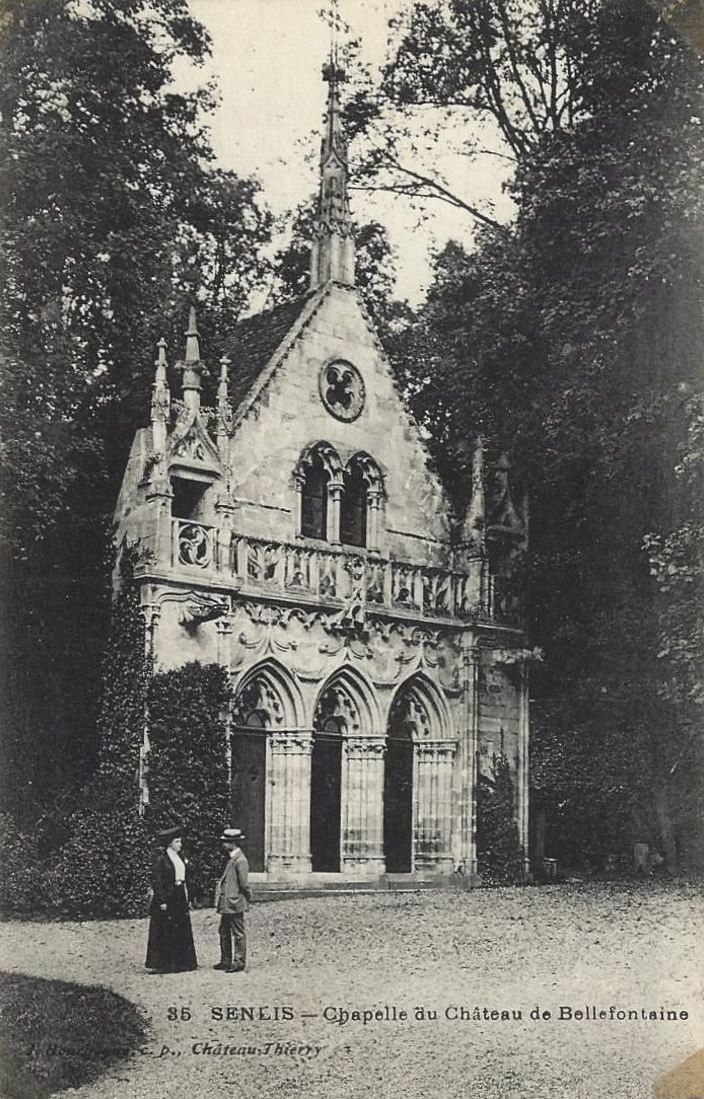
Le démantèlement du clocher de St-Frambourg a permis la construction de la chapelle de Bellefontaine.

La collégiale Saint-Frambourg est un vaste édifice, mais il se fait assez discret dans l'environnement urbain, dont la topographie ne permet guère des points de vue permettant d'apercevoir la collégiale dans son ensemble. À l'extérieur, l'ancienne chapelle royale mesure 50 m de long, 22 m de haut et 13,30 m de large. La façade est à considérer à part, mais les élévations latérales et le chevet offrent un aspect particulièrement massif du fait des nombreux et puissants contreforts, et de l'absence de scansion horizontale, hormis la corniche de crochets. Elle se rapproche de ses homologues de Bonneuil-en-Valois (croisillon sud), Montataire, Santeuil, Trumilly, Vauciennes (nef côté sud) et Vez. Les contreforts caractéristiques de la première période gothique s'amortissent par un long glacis, sans larmier, une assise en dessous de la corniche (ils atteignent la corniche jusqu'au début de la deuxième travée du sud). Dans leurs parties basses, ils ont une largeur de 1,25 m le long de la nef, et de 1,65 m autour du chœur, soit l'équivalent de l'épaisseur des murs au niveau des allèges. Leur profondeur est de 1,50 m le long de la nef et de plus de 2 m autour du chœur. De nombreuses retraites, plus nombreux sur la face frontale que sur les faces latérales, permettent une diminution très successive de leur envergure. On dénombre dix ressauts sur la face frontale des contreforts de la nef (moins jusqu'au début de la deuxième travée, où il y a une coursière au niveau du seuil des fenêtres), et dix-sept ressauts autour de l'abside, où le haut soubassement se confond avec les murs de l'église. Ici, elle prend l'allure d'une forteresse, impression à laquelle contribuent les meurtrières pratiquées en-dessous des fenêtres. Elles sont de très petites dimensions : il s'agit en réalité de fentes pour l'aération des niches et armoires à reliques. Dans la travée d'axe, on trouve une fenêtre rectangulaire à l'emplacement équivalent. Plus haut, les longs glacis à la limite des allèges apportent une diminution de l'épaisseur des murs de 60 cm. Les fenêtres, entourées d'un large chanfrein, mesurent 1,60 m de largeur au niveau de la nef et 1,70 m dans l'abside ; leur hauteur est de 6,10 m. Dans l'angle entre les murs et les contreforts, ou à quelques centimètres de distance le long de la nef (jadis), s'élèvent les fines colonnettes en délit qui décorent aussi les fenêtres à l'intérieur de la collégiale ; ils supportent des chapiteaux, une archivolte torique et un cordon de pointes-de-diamant, comme à Larchant, Vaux-sur-Seine et Vétheuil. Ce cordon manque au-dessus des baies de la deuxième campagne de construction. Ainsi, la troisième fenêtre du sud paraît moins haute. Puis, l'architecte a corrigé le défaut en augmentant la hauteur des deux premières fenêtres du sud.
En dessous du pignon reconstitué au début du XXIe siècle, la façade occidentale se divise horizontalement en deux niveaux d'élévation, qui ont approximativement la même hauteur. Ils sont séparés par une coursière, à partir de laquelle l'épaisseur du mur diminue. La partie supérieure est réservée à la rosace inscrivant le triplet, qui prend toute la largeur disponible entre les contreforts, soit neuf mètres. Le pourtour de la rosace bénéficie d'une décoration plus complète qu'à l'intérieur de l'église. De l'intérieur vers l'extérieur, on relève notamment un rang de têtes de clous, un tore, une rainure, un listel, une gorge ; puis, en saillie devant la surface murale et après un bref intervalle, une autre gorge contenant un rang de boutons de fleurs, ainsi qu'un tore. À droite de la rosace, une niche murale rectangulaire donne accès au passage derrière le contrefort, qui aboutit sur la coursière en bas des fenêtres du sud de la deuxième campagne de construction. À gauche, la disposition n'est pas analogue. Le passage est directement ménagé dans le contrefort, dont le parement a toutefois été entièrement refait vers 1980, et dont l'on ignore s'il s'amortissait initialement par une corniche de crochets comme on la voit aujourd'hui. Ce contrefort à gauche de la façade entrait dans la composition du clocher. Différent donc de son homologue à droite de la façade, qui s'amortit par un glacis, les deux exemplaires partagent le point commun de conserver le même diamètre sur toute leur hauteur. Pour venir à la partie basse de la façade, elle est réservée au portail, dont le sommet arrive à deux assises en dessous de la coursière, mais qui est assez étroit. Il a été construit en deux étapes. Dans un premier temps, on élevait les trois colonnettes qui flanquent le portail de chaque côté (refaites vers 1980), logées dans des angles rentrants du mur. Les entrecolonnements et l'angle rentrant à l'extérieur du portail sont sculptés de différents motifs, qui se répètent rarement : fleurs, entrelacs, un oiseau, et un petit personnage. Là où ils subsistent, ces ornements subsistent d'origine ; il en va de même des chapiteaux traités en frise continue, sculptés d'une flore très réaliste, et des tailloirs, qui se présentent également comme une frise continue. Le motif sont des feuilles polylobées, qui se détachent devant une gorge. Cette frise délimite le linteau du tympan ; ici, elle a été refaite. À côté du portail, elle descend quatre assises, puis se poursuit horizontalement jusqu'aux contreforts.
À mi-chemin entre les deux piédroits du portail, la frise fait un ressaut, signe pour l'architecte Yves Boiret, qu'il existait jadis un trumeau. Nicole Bianchina ne croit pas en l'existence ancienne de ce trumeau, parce que le portail est si étroit ; elle pense aussi que si Eugène Müller décrit ce portail avec un trumeau, avant 1880, il s'agit d'une affirmation gratuite. Elle a pris note de la création d'un trumeau lors de la restauration. En même temps, elle ne conteste pas la conformité des colonnettes cantonnant les piédroits, qui supportent le linteau conjointement avec le trumeau, également flanqué de deux colonnettes. Assez curieusement, les chapiteaux de ces quatre colonnettes du linteau se situent plus bas que ceux des colonnettes qui encadrent le portail. Le linteau comportait une poutre en bas avant la restauration. Il a été refait, et le tympan, déjà nu avant la restauration, a été couvert d'une inscription commémorative, qui rappelle le passé du lieu, et indique sa nouvelle affectation. L'agencement de l'archivolte est en tout cas authentique, mais de nombreux blocs sculptés ont été refaits. L'archivolte avait été réalisée dans un deuxième temps, et comporte davantage de voussures que le nombre de colonnettes ne le suggère. De l'intérieur vers l'extérieur, on remarque notamment un tore surmontée d'un rang de têtes de clous ; un rang de pampres avec une tête humaine à la clé d'arc ; une frise de feuillages ; trois tores de différents diamètres ; et au-dessus, une frise d'entrelacs qui reprend le relais de la frise déjà mentionnée. Par sa disposition générale et par son étroitesse, le portail de Saint-Frambourg serait caractéristique des environs de Senlis. Nicole Bianchina pense qu'il a été inspiré par le portail sud de Villeneuve-sur-Verberie, dont l'archivolte est toutefois très conventionnelle, avec trois tores ainsi qu'une frise d'entrelacs au-dessus. — Reste à évoquer le clocher, dont la position latérale au nord de la façade, comme à Boran-sur-Oise, est atypique dans la région : le clocher central y est la règle. Son plan oblong très marqué se lit toujours par les vestiges au sol, et les arrachements au nord de la première travée. Il a donc dû s'agir d'un clocher en bâtière. L'étage contenant la chapelle haute, qui communiquait avec la nef par une baie, se devine encore bien par le faisceau de trois colonnettes qui flanquait l'une des baies côté ouest ; par les départs des ogives dans les angles sud-ouest et sud-est de la chapelle ; et même par le flanc nord du formeret méridional, qui dépasse légèrement la gouttière. Puisque les cloches ne pouvaient pas être suspendues dans la base du clocher ou dans la chapelle, un étage de beffroi a dû suivre. C'est de cet étage que proviennent certainement les trois arcatures trilobées, surmontées de redents et d'une triple archivolte, et retombant sur des faisceaux de trois colonnettes, qui forment le triple portail de la chapelle du domaine de Bellefontaine.

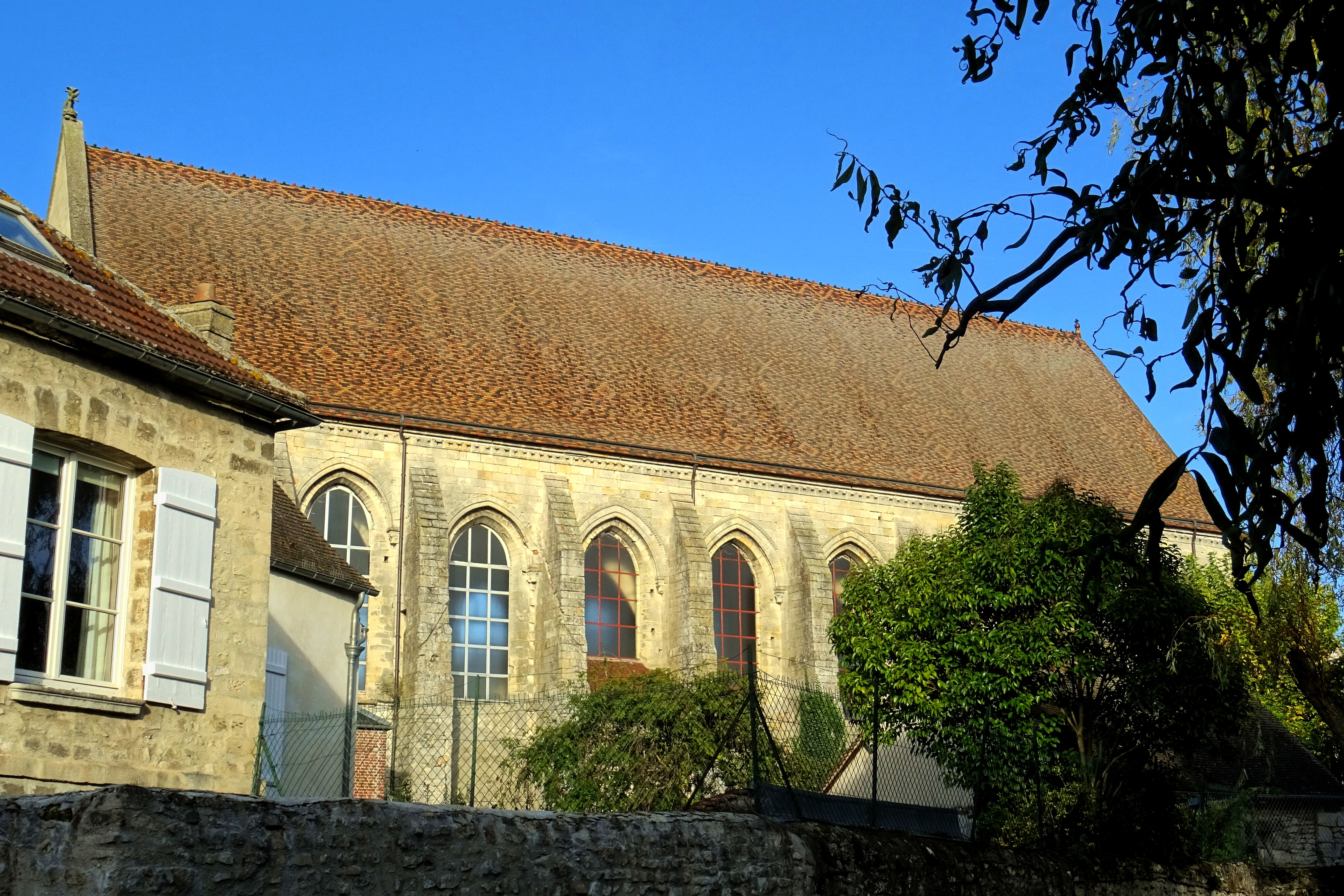
Vue depuis le sud.
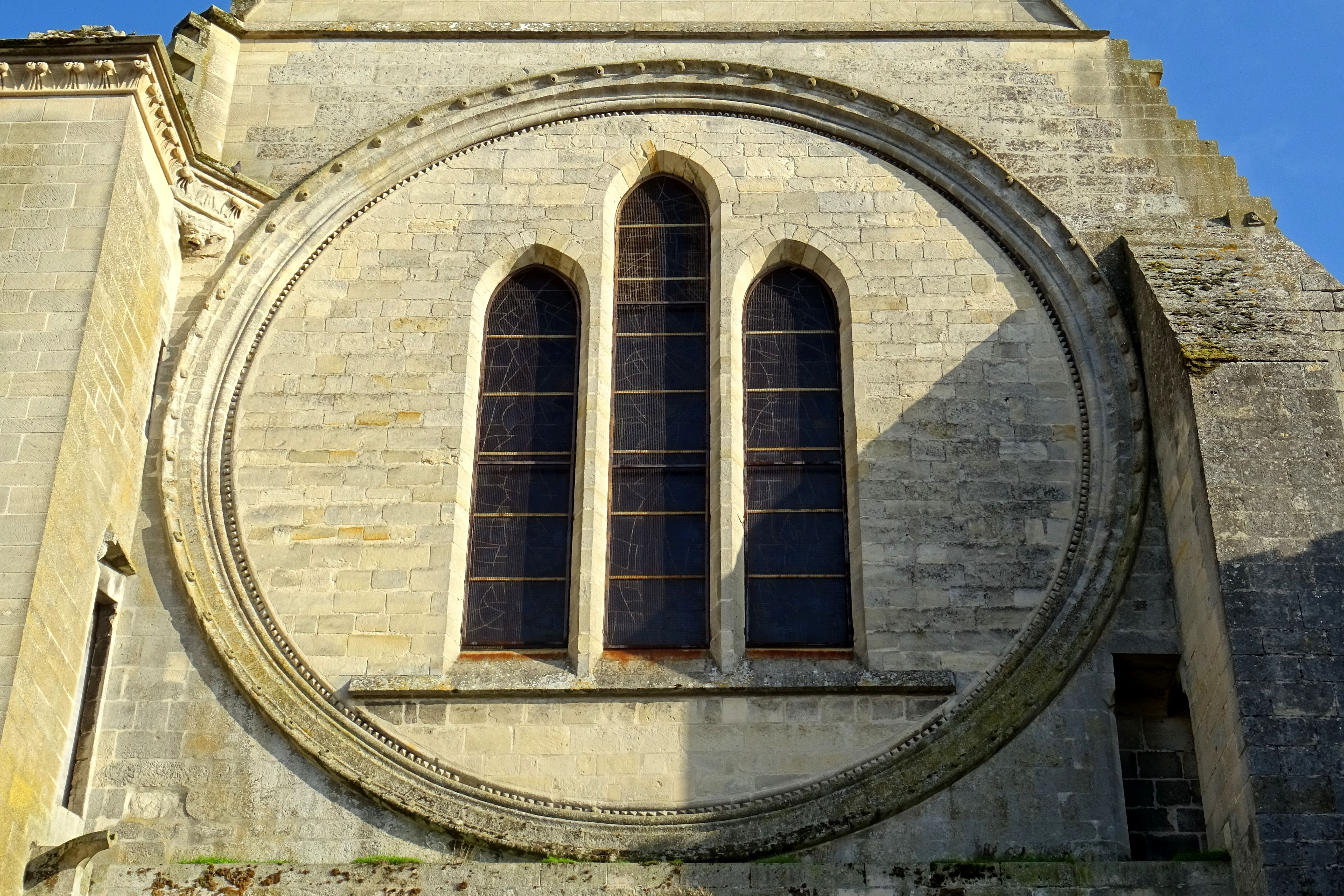
Rosace de la façade.
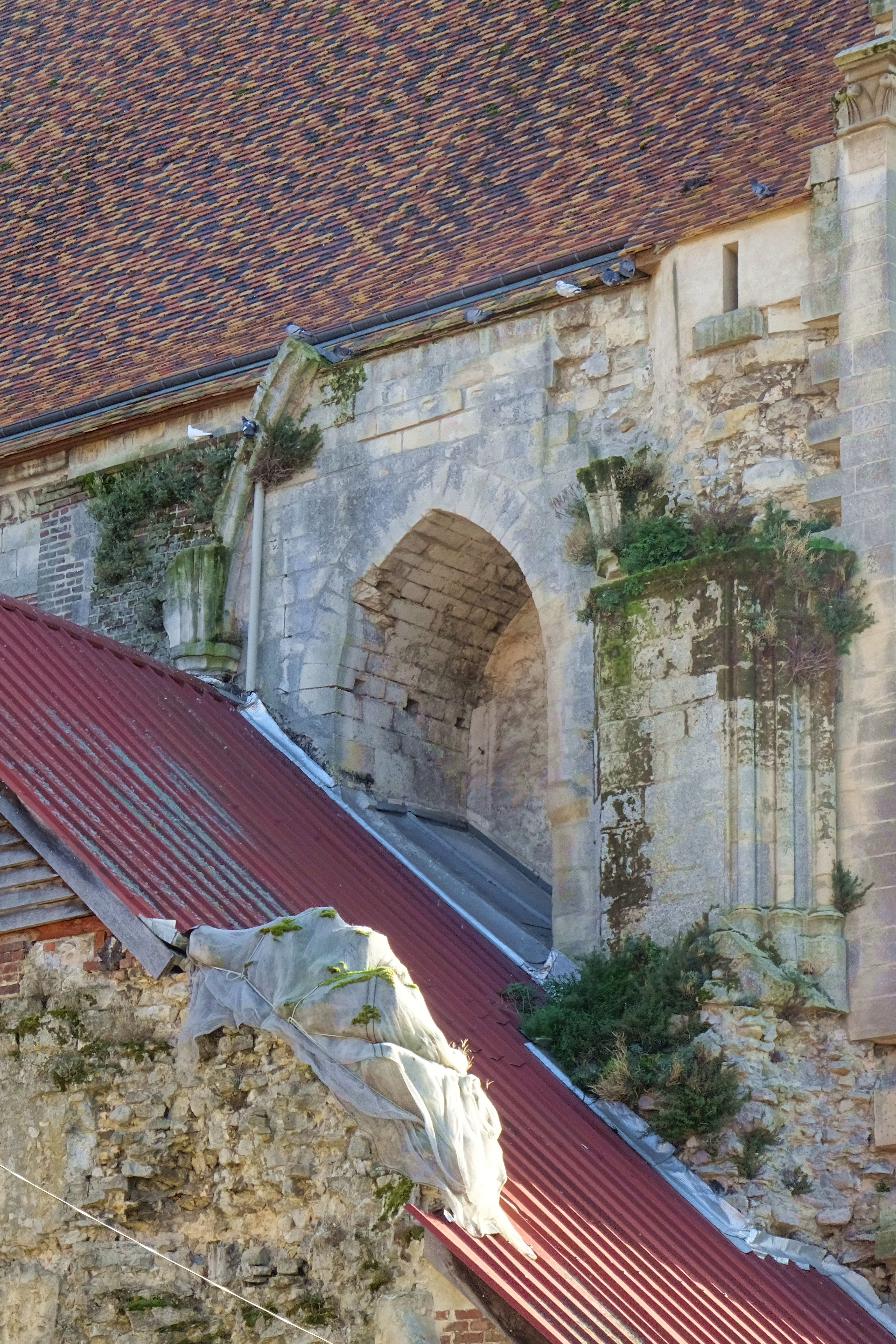
Arrachement du clocher, au nord de la 1re travée.
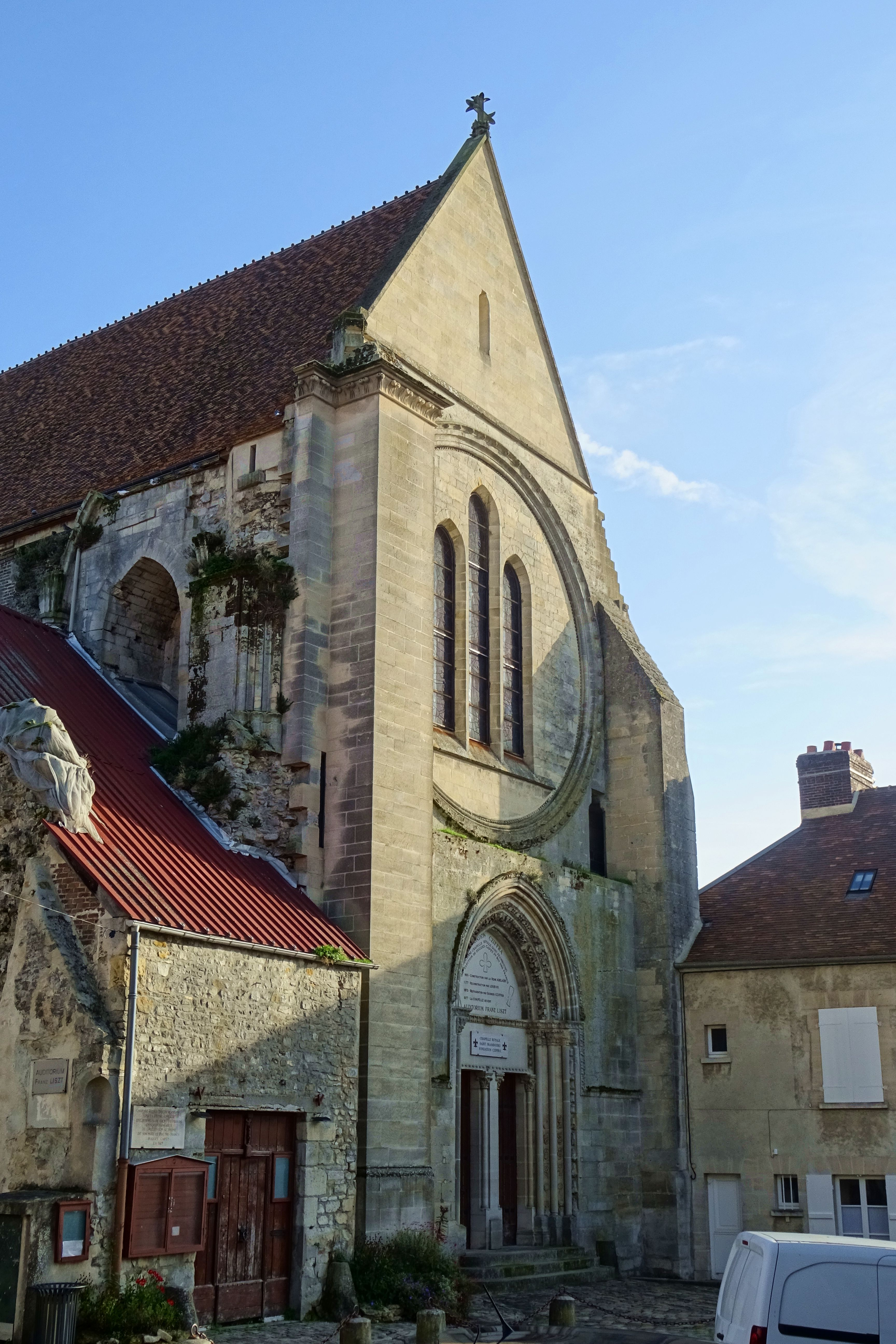
Façade occidentale, vue depuis le nord-ouest.
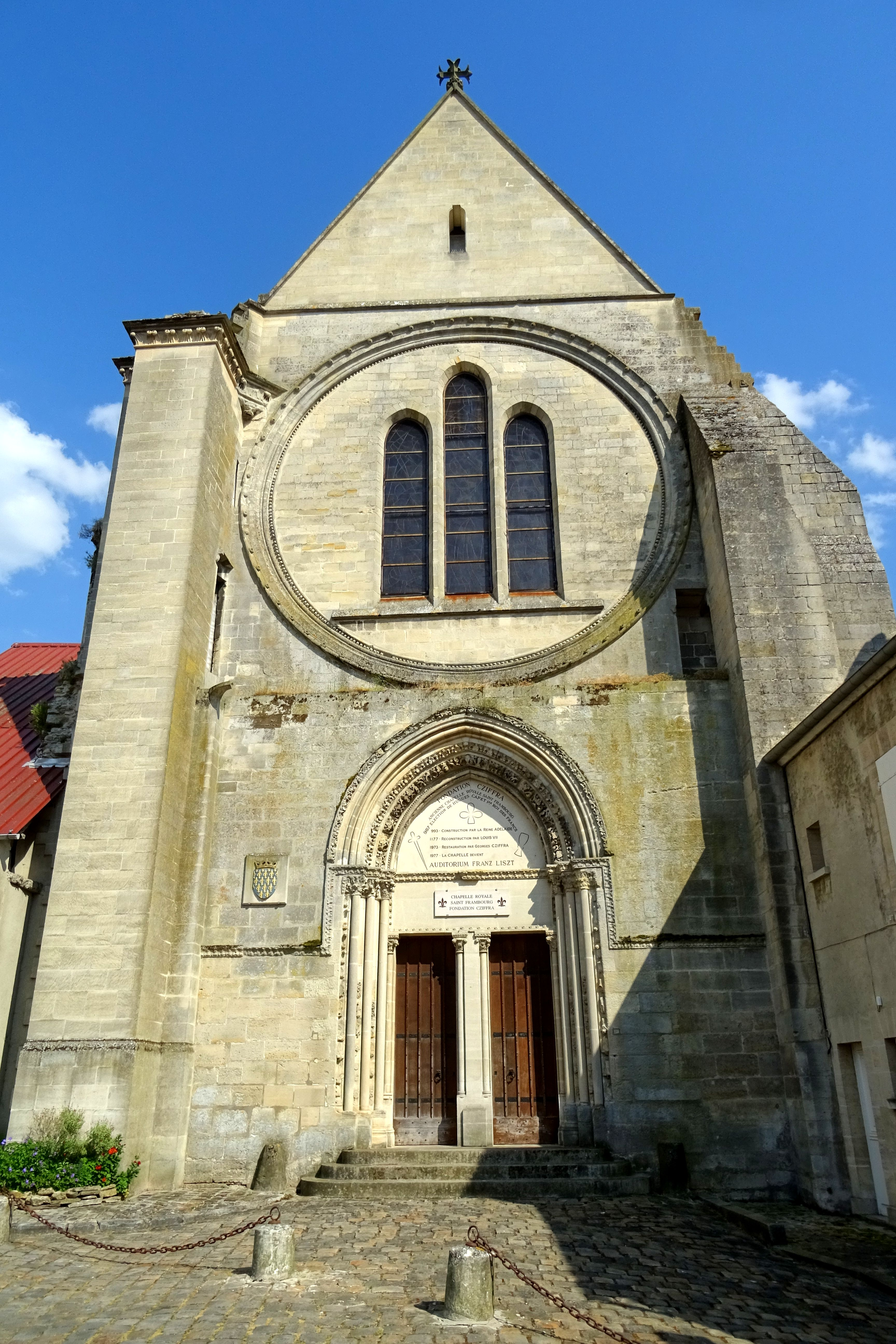
Façade occidentale.
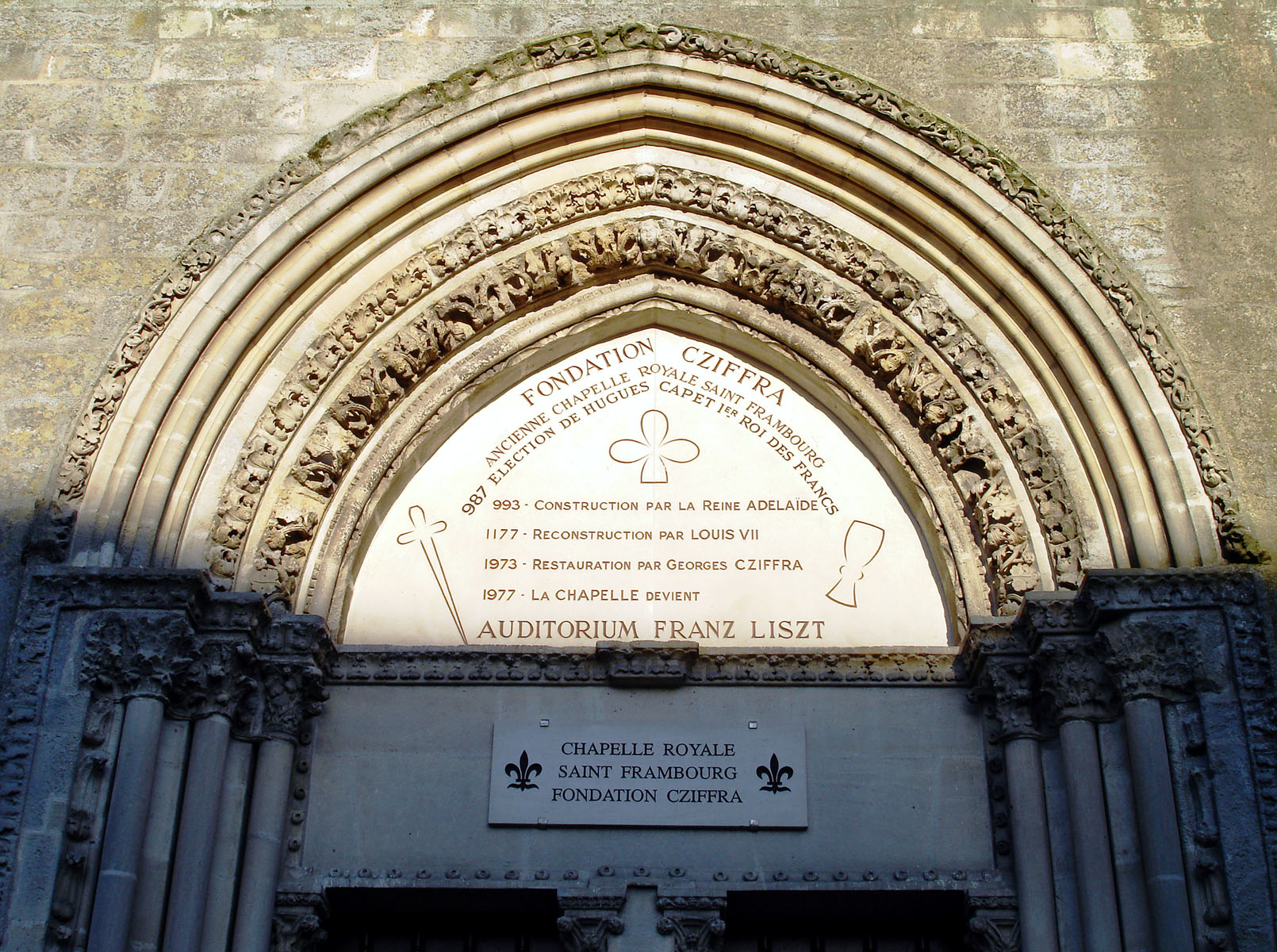
Portail, chapiteaux des colonnettes et archivolte.